# گزارش اشتروپ

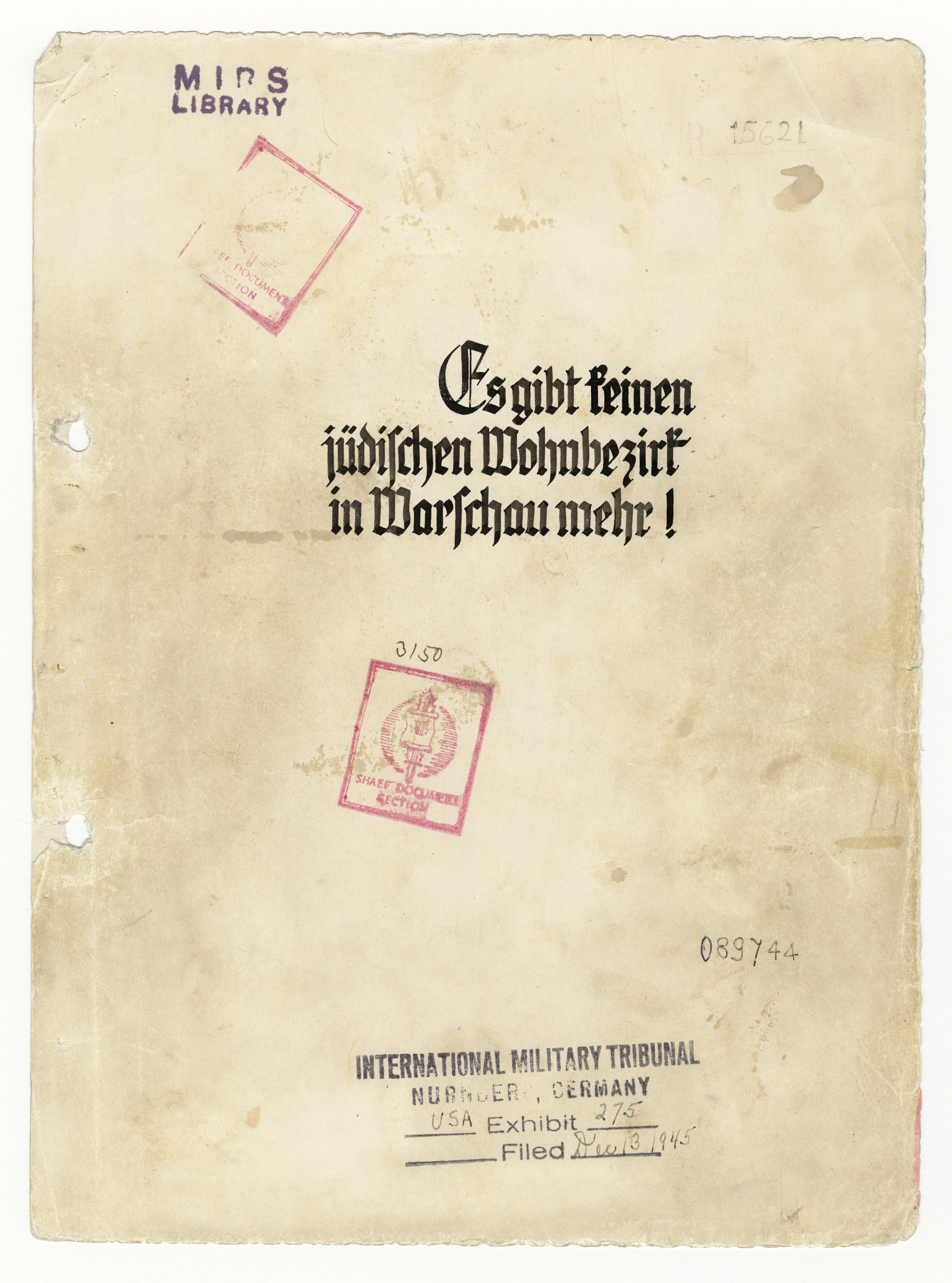
صفحه نخست «نسخه آمریکایی» گزارش اشتروپ منقش به مهر دادگاه نظامی نورنبرگ.

گزارش اشتروپ گزارشی رسمی تهیه‌شده توسط ژنرال یورگن اشتروپ برای رئیس اس‌اس، هاینریش هیملر، بود که به شرح سرکوب خیزش گتوی ورشو و برچیده شدن متعاقب آن در بهار ۱۹۴۳ می‌پردازد. نسخهٔ اصل آلمانی این گزارش عنوان محله یهودی ورشو دیگر وجود ندارد! (به آلمانی: Es gibt keinen jüdischen Wohnbezirk in Warschau mehr!) داشت و بعدها در دهه ۱۹۶۰ به زبان‌های دیگر چاپ شد.

## تاریخچه
گزارش اشتروپ به سفارش فریدریش-ویلهلم کروگر، رئیس اس‌اس و پلیس در کراکوف، تهیه شد تا آلبوم یادگاری برای هاینریش هیملر شود. گزارش در سه نسخه مجزا با پوشش چرمی برای هیملر، کروگر و یورگن اشتروپ تهیه شد. نسخه ای «بایگانی» از گزارش در ورشو و تحت مراقبت رئیس ستاد، ماکس ژزویتر، باقی ماند. بر پایه شهادتی که دستیار اشتروپ، کارل کالشکه، در ۱۹۴۵ به مقامات ایالات متحده در ویسبادن داده شد، وی دستور داد تا نسخه اشتروپ از گزارش به همراه سایر اسناد مخفی در بورگ کرانزبرگ سوزانده شوند.
پس از جنگ، تنها دو نسخه از چهار نسخه، که متعلق به هیملر و ژزویتر بودند، کشف شدند. نسخه هیملر به مرکز اطلاعات ارتش هفتم (SAIC) و نسخه ژزویتر به بخش تحقیقات اطلاعات نظامی (MIRS) در لندن رسیدند. به گفته چندین منبع، آرشیو فدرال آلمان نیز یک نسخه در کوبلنتس داشت، اما، در پاسخ به درخواست ریچارد رسکین، آرشیو فدرال گفت که نسخه سوم گزارش هرگز در اختیار آنها نبوده‌است.
دو نسخه شناخته شده و در اختیار متفقین به عنوان مدرک در دادگاه نظامی بین‌المللی در نورنبرگ، با شماره سند 1061-PS، ارائه و در دادگاه به عنوان «سند شماره ۲۷۵ ایالات متحده» مورد استفاده قرار گرفتند. این گزارش ابتدا توسط دادستان ارشد آمریکا، رابرت جکسن، در جریان سخنرانی آغازین خود برای قضات نمایش داده شد. دستیار دادستان که به پرونده آزار و اذیت یهودیان رسیدگی می‌کرد، از آن به عنوان «بهترین نمونه از کار دست آراستهٔ آلمانی، با پوشش چرمین، و تصویر فراوان، تایپ شده روی کاغذ سنگین با ارزش … که بازخوانی‌ای تقریباً باورنکردنی از دستاوردهای افتخارآمیز سرلشکر پلیس اشتروپ [است].» هر دو نسخه در جریان دادگاه ۱۹۴۷ اسوالد پوهل در نورنبرگ نیز، با عنوان مدرک ۵۰۳، مورد استفاده قرار گرفتند.
در ۱۰ ژوئن ۱۹۴۸، نسخه هیملر / SAIC از گزارش اشتروپ و گزارش کاتزمان توسط فرد نیبرگال، رئیس دفتر ادارهٔ رئیس مشاور جنایات جنگی موسوم به OCCWC، به برنارد آخت، رئیس گروه مأموران نظامی لهستان در نورنبرگ تحویل داده شد. از این گزارش در جریان دادگاه اشتروپ در دایره جنایی ورشو در ژوئیه ۱۹۵۱ استفاده شد، و سپس گزارش به بایگانی حزب کارگران متحد لهستان منتقل شد. در ۱۹۴۸ نسخه ژزویتر / MIRS از گزارش به دفتر ملی بایگانی و مدارک آمریکا (NARA) در واشینگتن، دی.سی. رفت و همچنان در آنجا نگهداری می‌شود.
در سال ۲۰۱۷، گزارش اشتروپ توسط لهستان نامزد ثبت در فهرست حافظه جهانی یونسکو شد.

## نگارخانه
فرانز کونارد، افسر اتریشی و از فرماندهان میدانی اس‌اس، عکاس برخی از عکس‌های این مجموعه بود. عکس‌هایی در یکی از دو نسخهٔ گزارش قرار داده شده بودند. در زیرنویس عکس‌های پایین، ترجمه پارسی عنوان عکس به آلمانی (به قرمز) برای اطلاعات بیشتر بر روی عکس‌ها کلیک کنید.

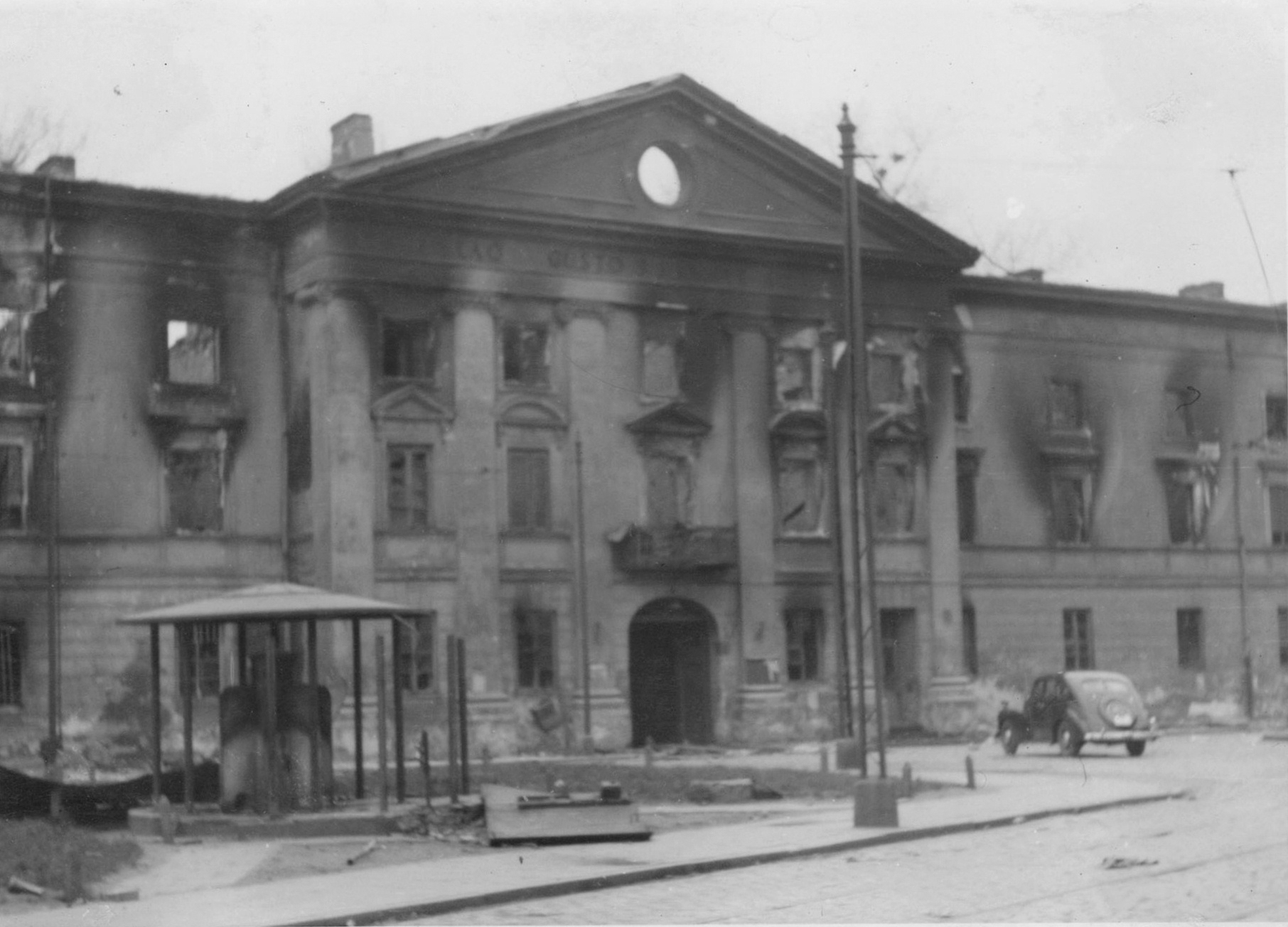
NARA نسخه شماره ۳, IPN نسخه شماره ۲ The ساختمان شورای یهودیان اسبق یودنرات در شماره ۱۹ خیابان زامنهوفا
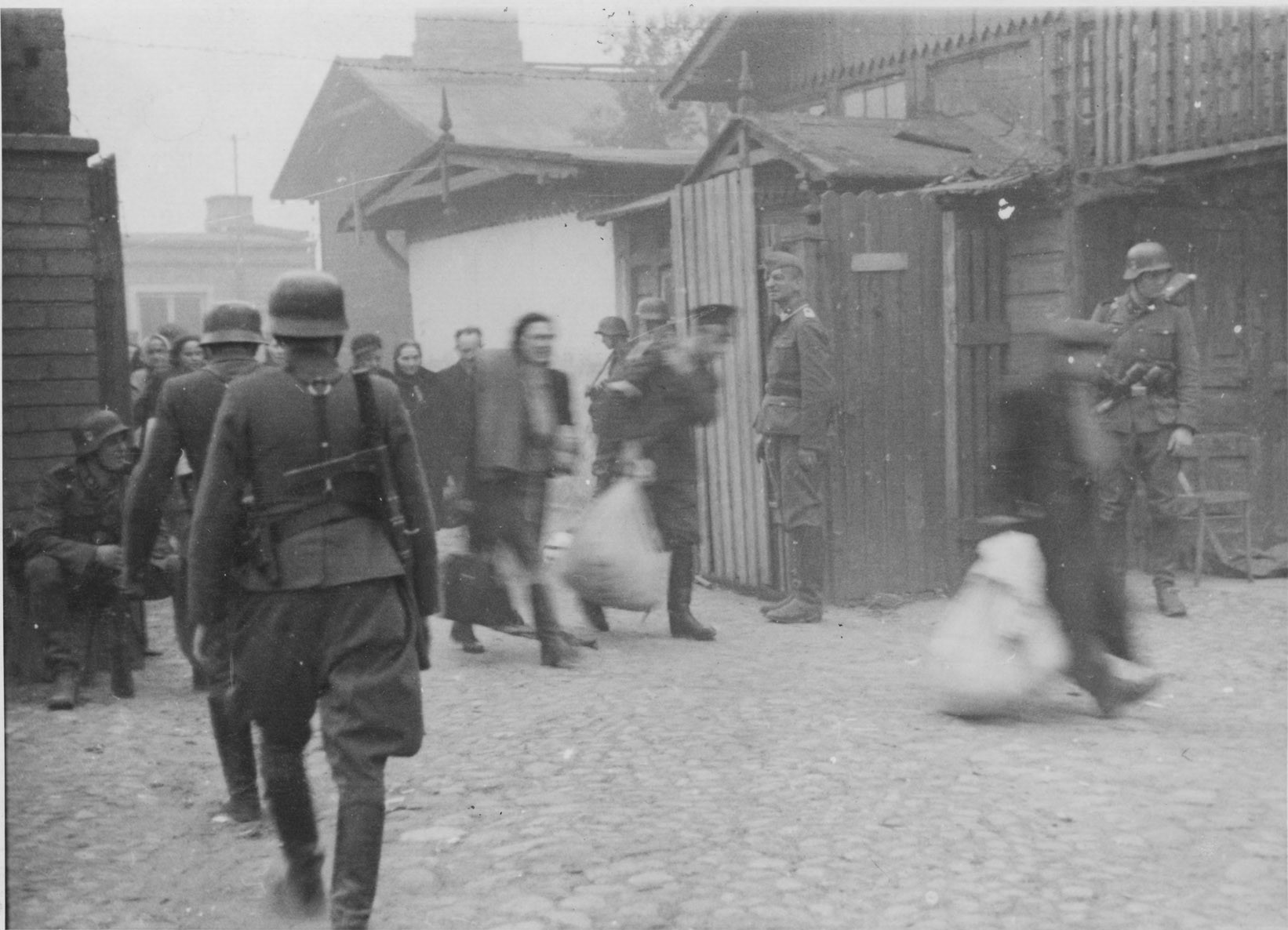
NARA نسخه شماره ۴, IPN نسخه شماره ۳ کارخانه را خالی کنید! اومشلاگ‌پلاتز، دروازه کنار حمام عمومی
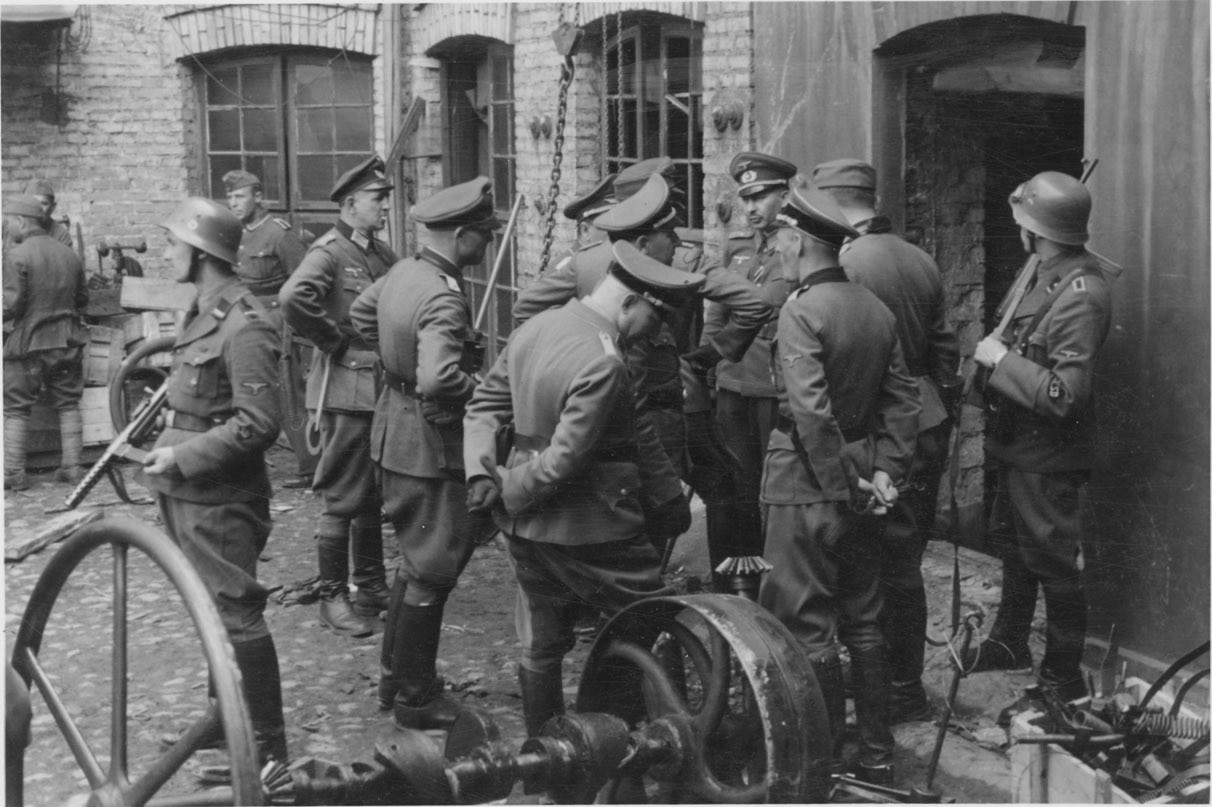
NARA نسخه شماره ۵, IPN نسخه شماره ۳ در حال گفتگو دربارهٔ تخلیه کارخانه سرباز در چپ تصویر یوزف بلوش است
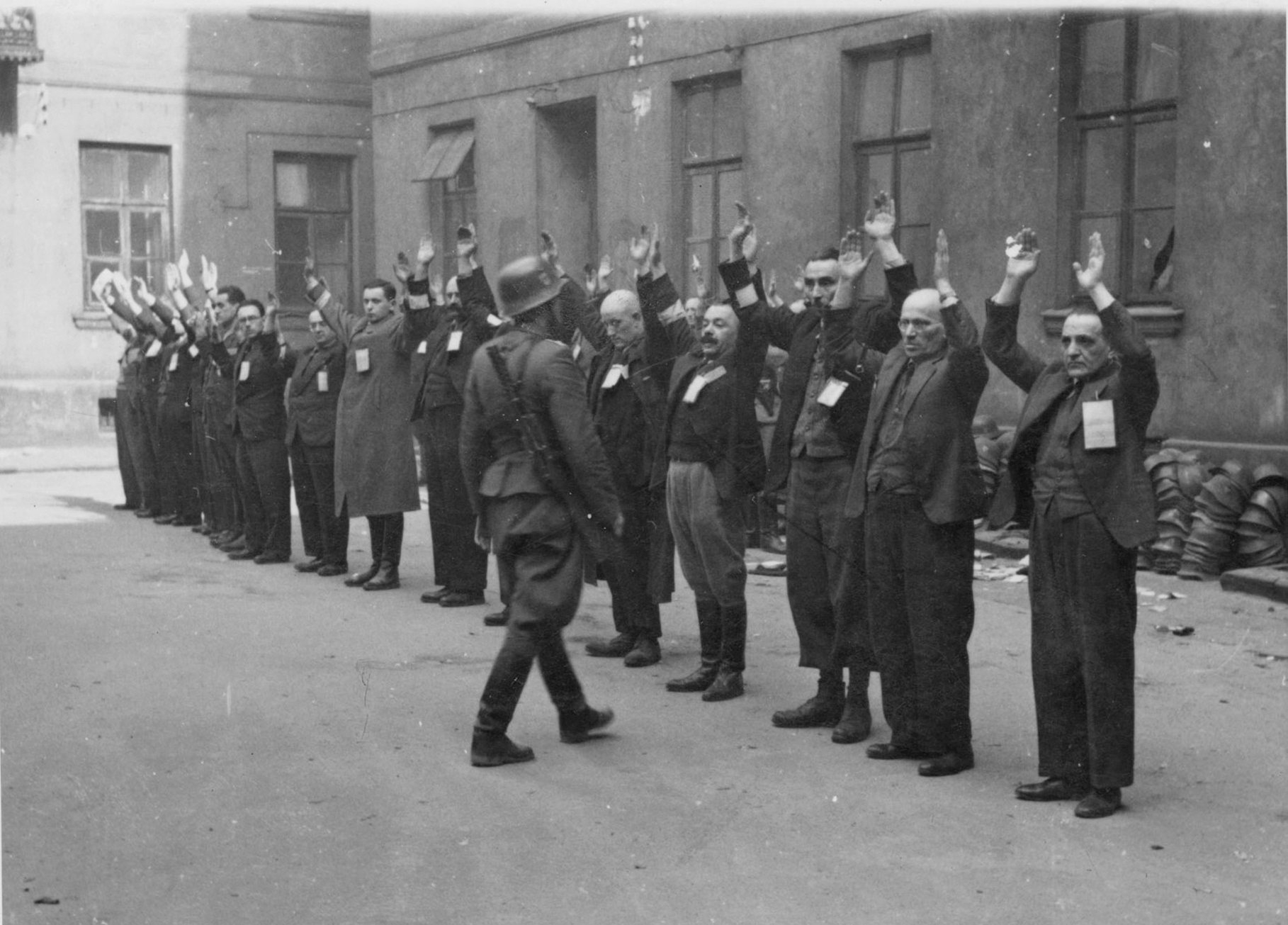
NARA نسخه شماره ۶, IPN نسخه شماره ۵ رئیس بخش‌های یهودی کارخانه تسلیحاتی براور Brauer کارخانه تسلیحاتی براور در خیابان نالفکی
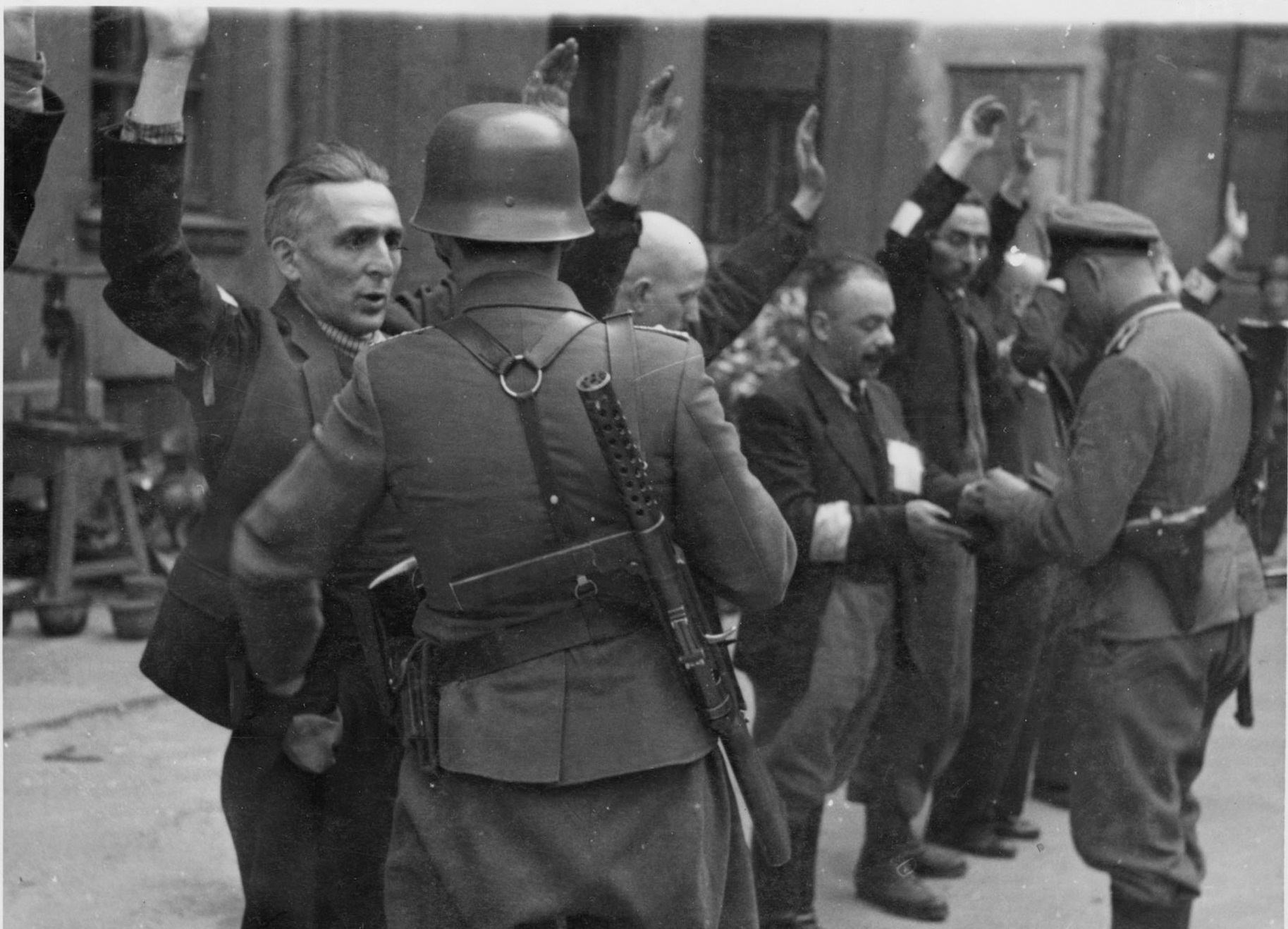
NARA نسخه شماره ۷, IPN نسخه شماره ۶ شرکت براور شرکت هرمان براور در خیابان نالفکی
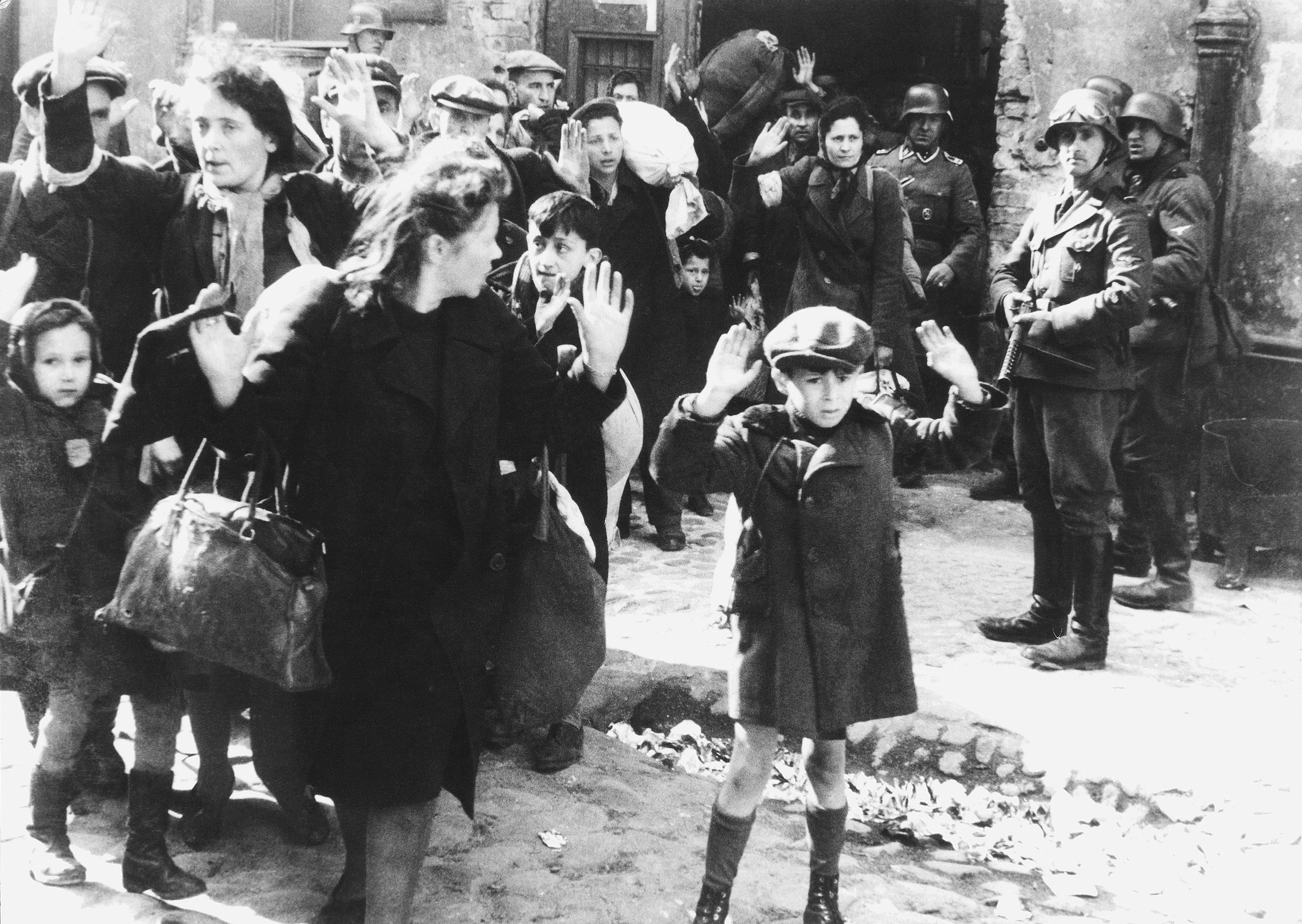
NARA نسخه شماره ۱۹, IPN نسخه شماره ۱۵ به زور از پناهگاه بیرون آورده شدند این عکس معروف توسط مجله تایم به عنوان یکی از ۱۰۰ عکس تاثیرگذار تاریخ معرفی شده‌است. سربازی که تفنگ خود را به سوی پسربچه نشانه رفته، یوزف بلوش است.
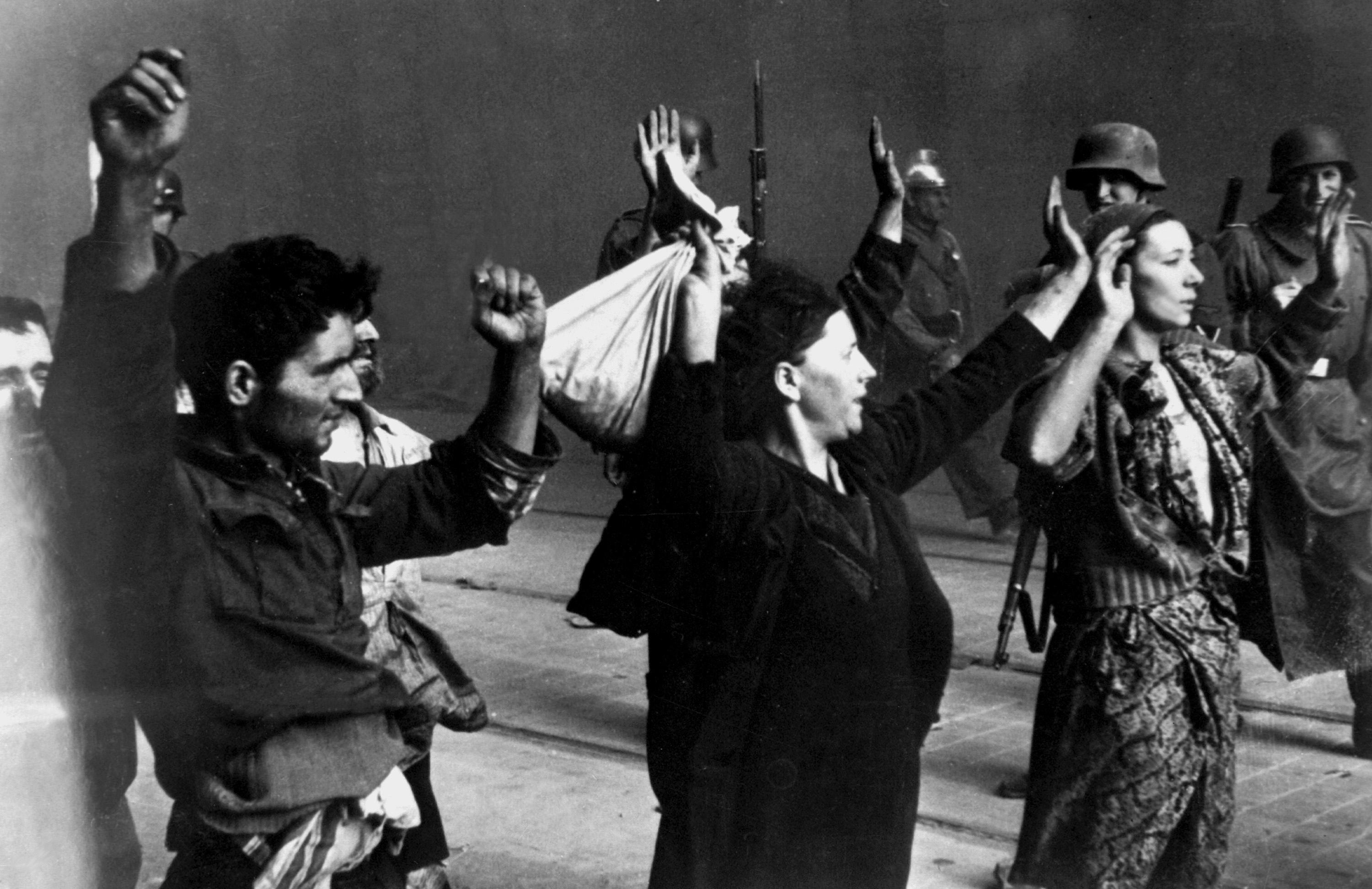
IPN نسخه شماره ۱۶ این راهزنان جسارت مقاومت مسلحانه به خود دادند شماره ۶۴ خیابان Nowolipie نزدیک Smocza.
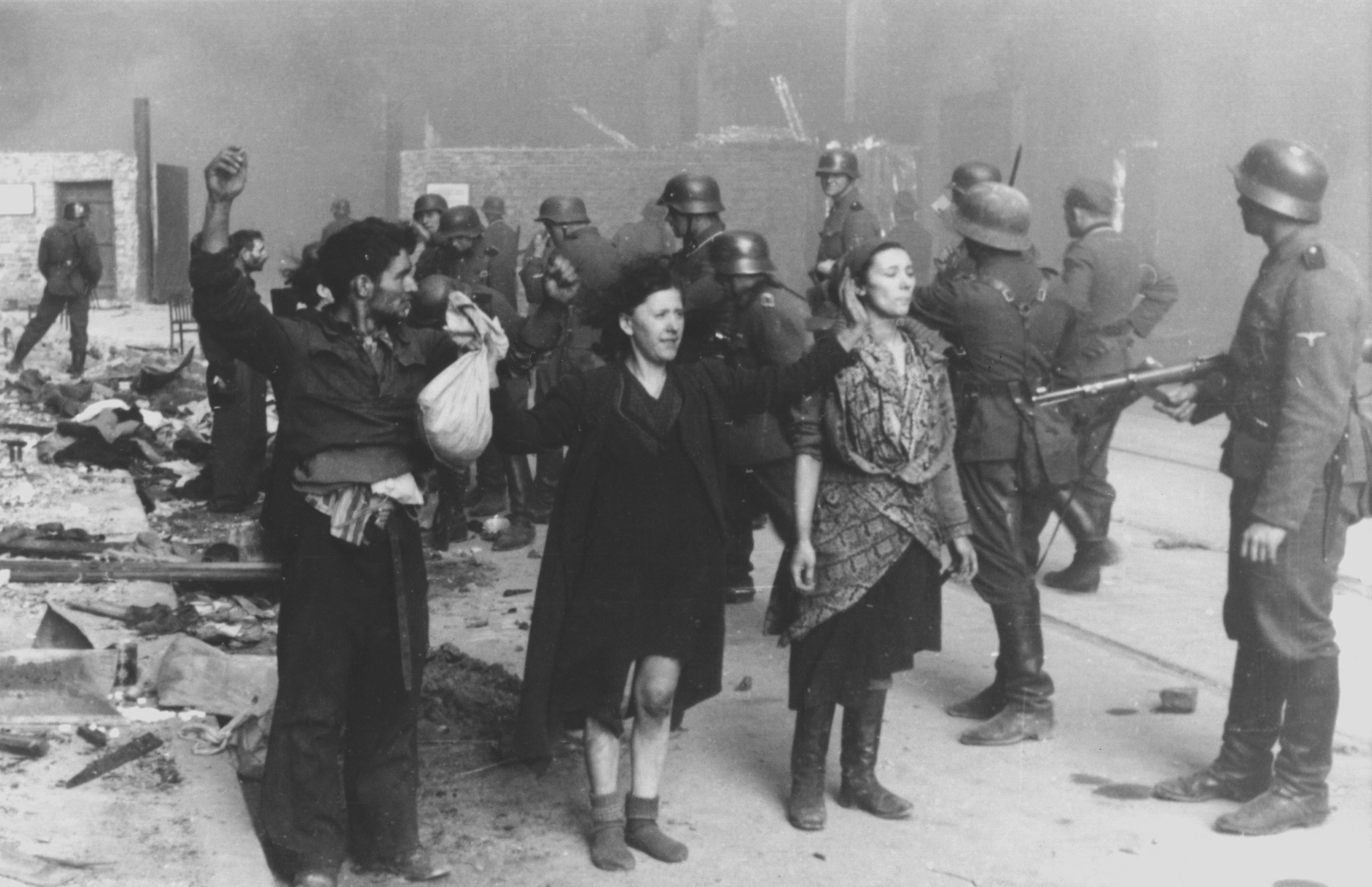
NARA نسخه شماره ۲۰ این راهزنان جسارت مقاومت مسلحانه به خود دادند شماره ۶۴ خیابان Nowolipie نزدیک Smocza.
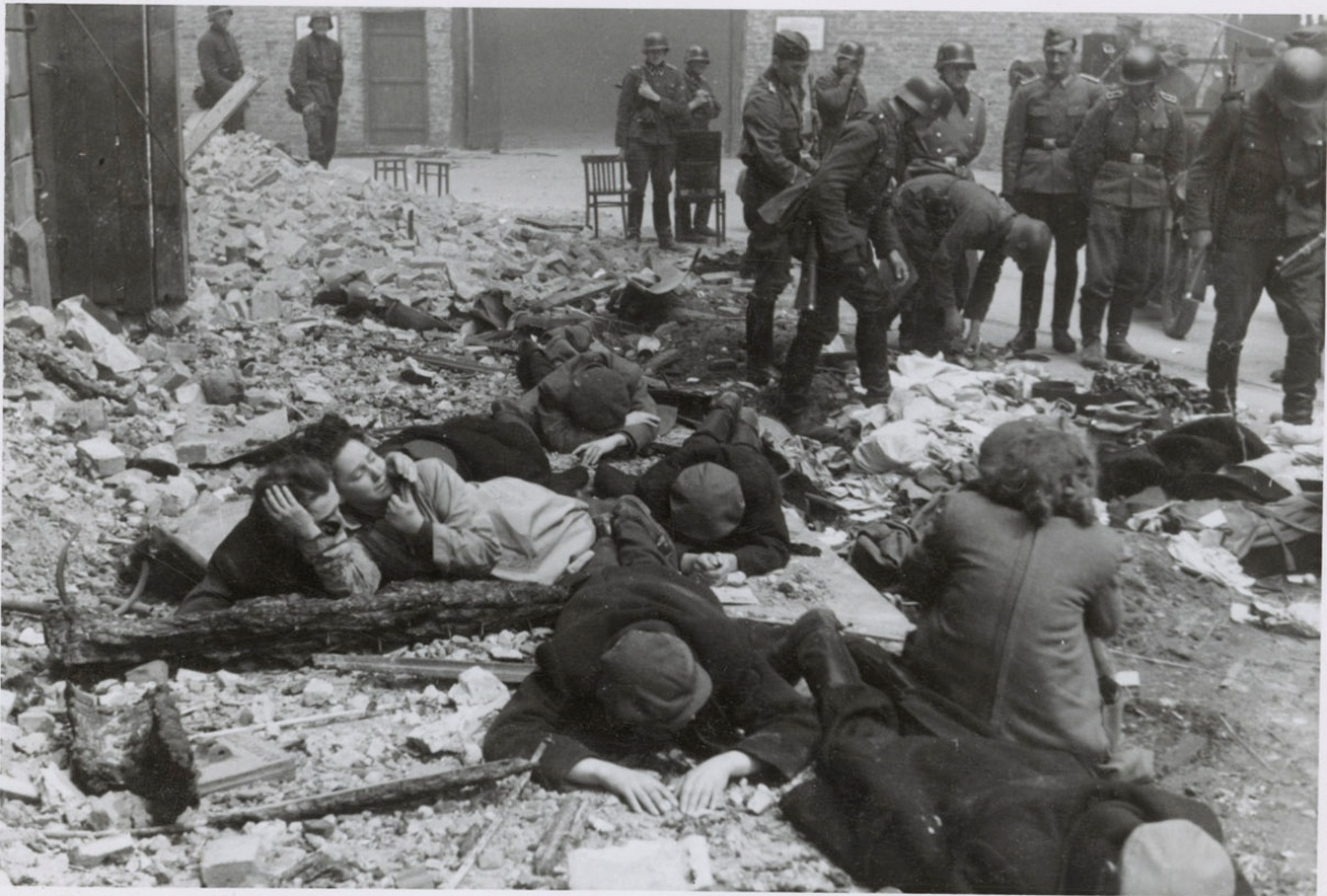
NARA نسخه شماره ۱۵, IPN نسخه شماره ۱۷ یهودیان از یک پناهگاه بیرون آورده می‌شوند شماره ۶۴ خیابان Nowolipie نزدیک Smocza.
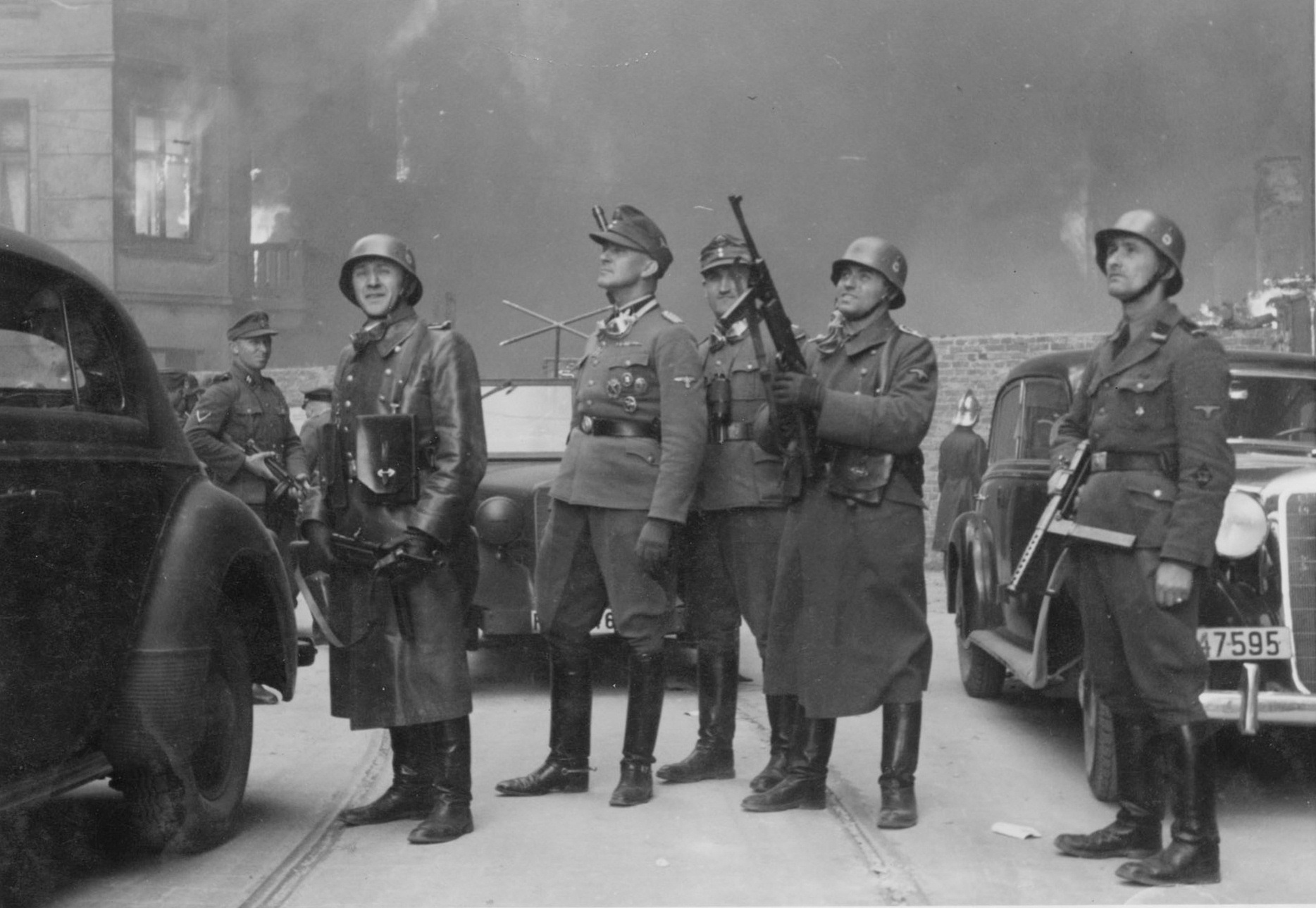
NARA نسخه شماره ۴۳, IPN نسخه شماره ۴۰ رهبر عملیات بزرگ نفر دوم از چپ اشتروپ؛ پشت سرش یا دستیار اشتروپ کارل کالسکه، یا اریخ اشتایدمان; سمت راست تصویر یوززف بلوش. شماره ۶۴ خیابان Nowolipie نزدیک Smocza.
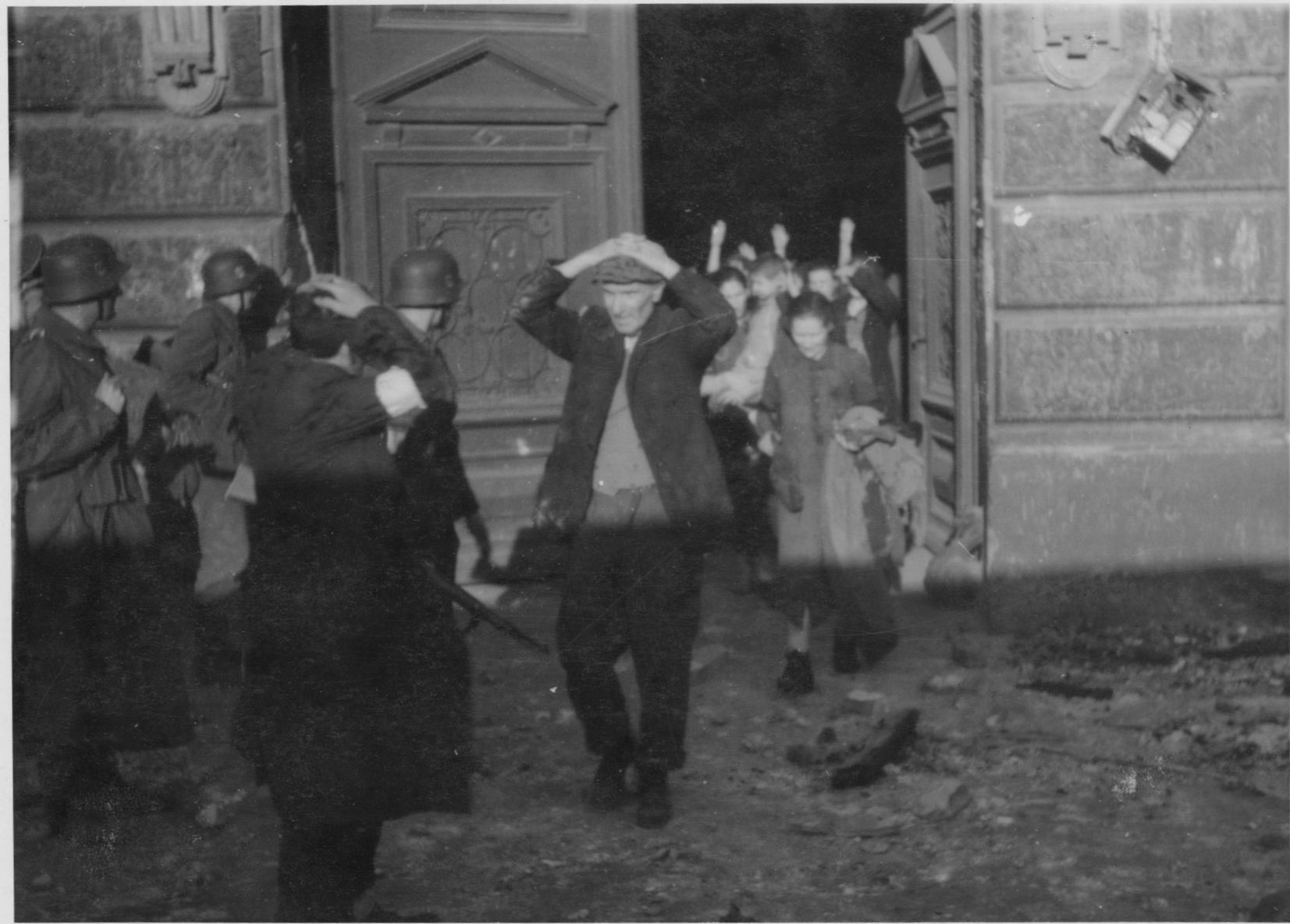
NARA نسخه شماره ۲۵ یهودیان و راهزنان پس از انداختن گاز درون پناهگاهشان بیرون می‌آیند. احتمالاً شماره ۴ خیابان Wałowa
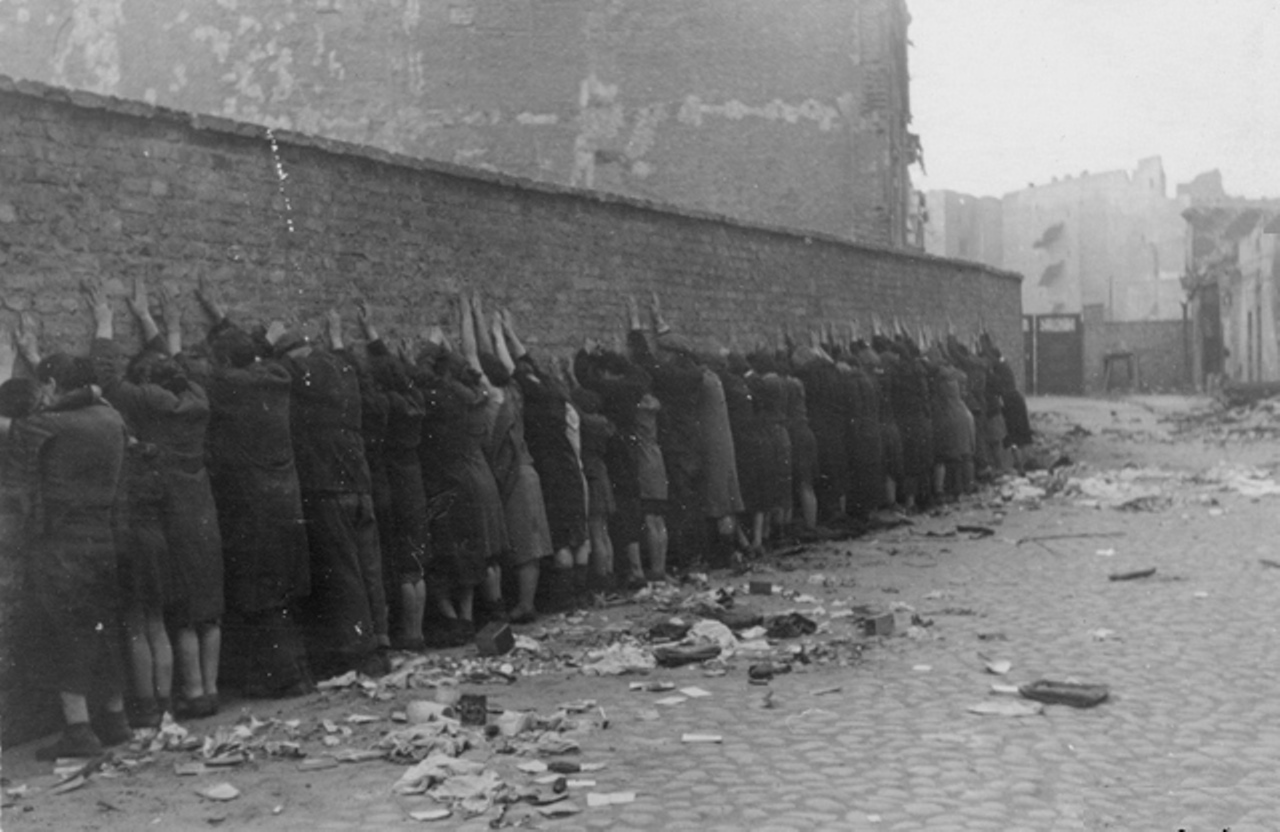
NARA نسخه شماره ۱۸, IPN نسخه شماره ۳۵ پیش از بازجویی بدنی احتمالاً نزدیک شماره ۴ خیابان Wałowa، دید به سوی شمال
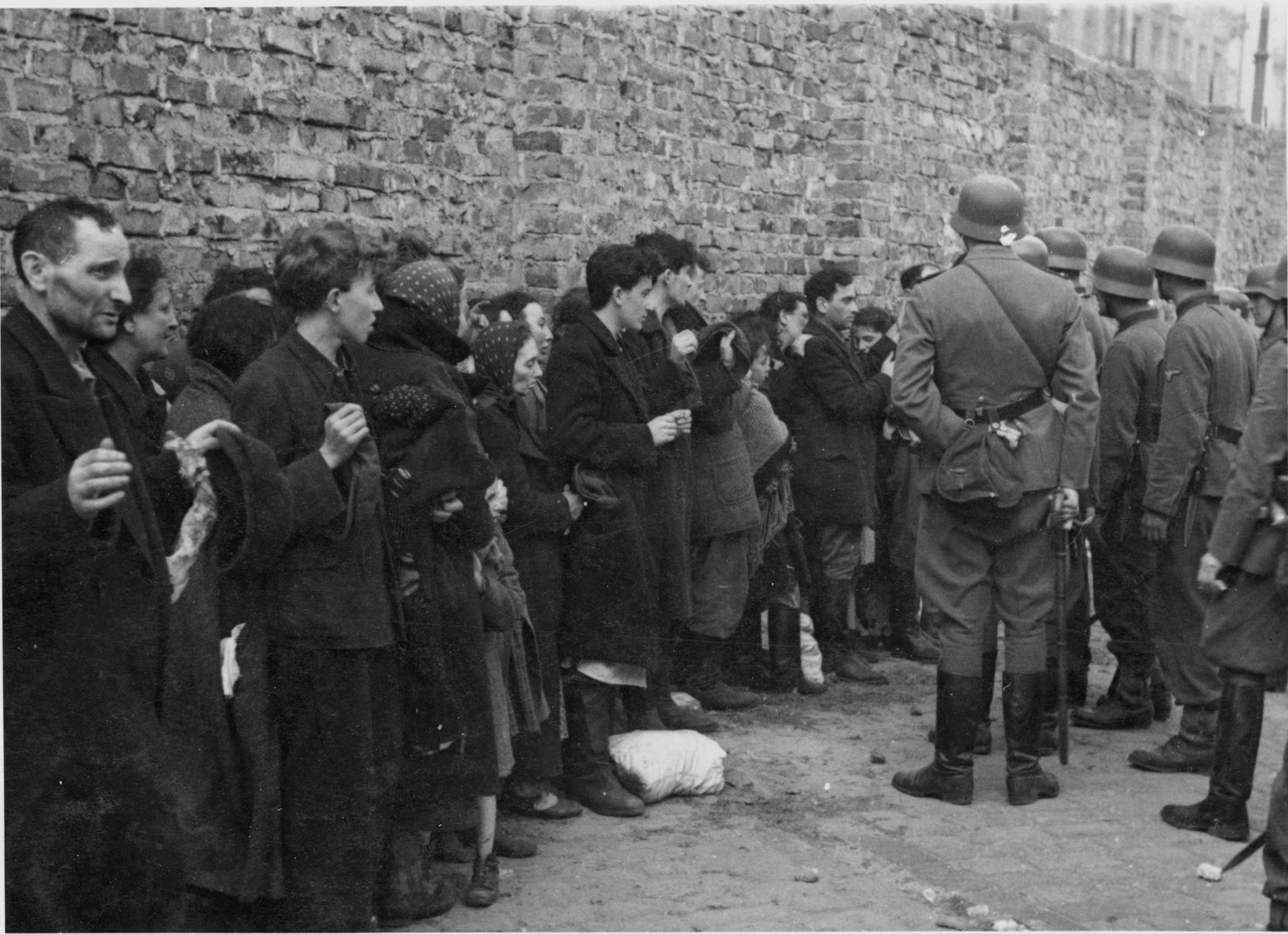
NARA نسخه شماره ۱۰, IPN نسخه شماره ۱۰ تجسس و بازجویی احتمالاً میدان Muranowski
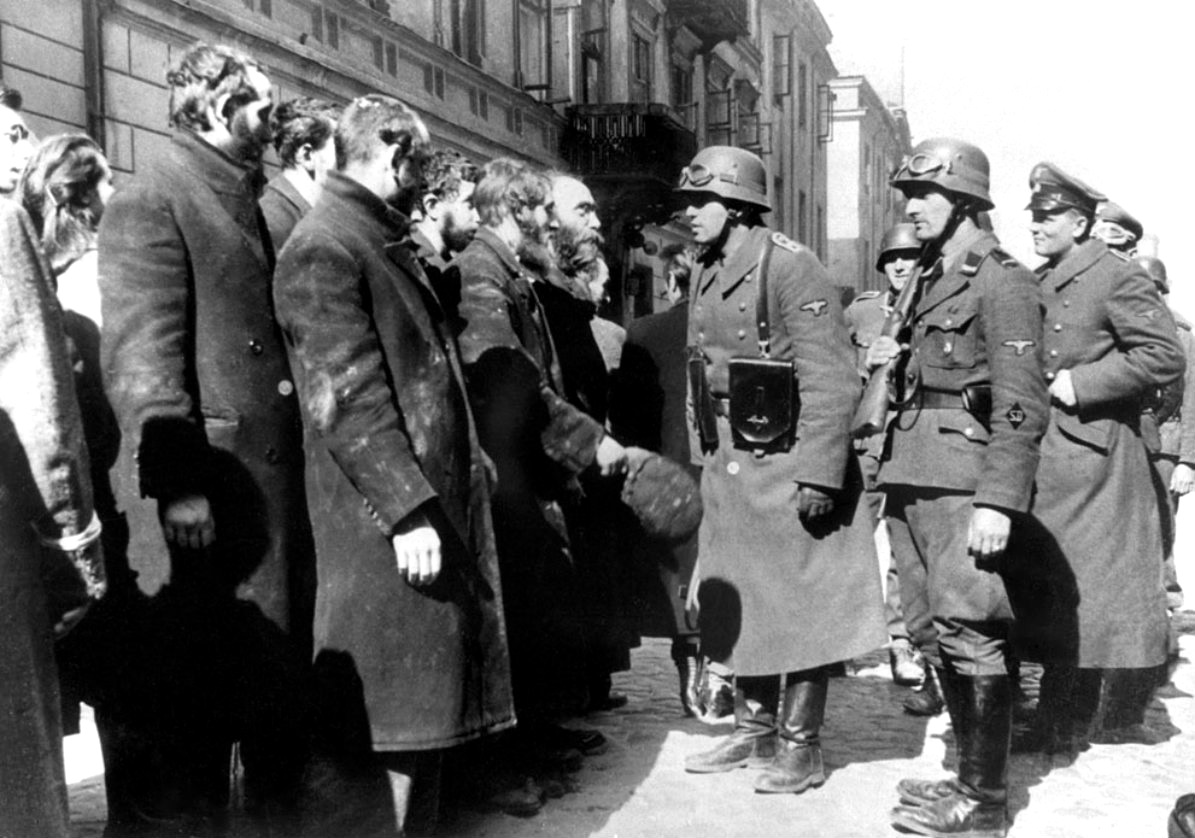
NARA نسخه شماره ۱۱, IPN نسخه شماره ۱۱ ربی‌های یهودی ربی هشل راپاپورت و دیگران توسط هاینریش ملاوسترمایر مورد بازجویی قرار می‌گیرند. شماره ۳۲ خیابان Nowolipie.
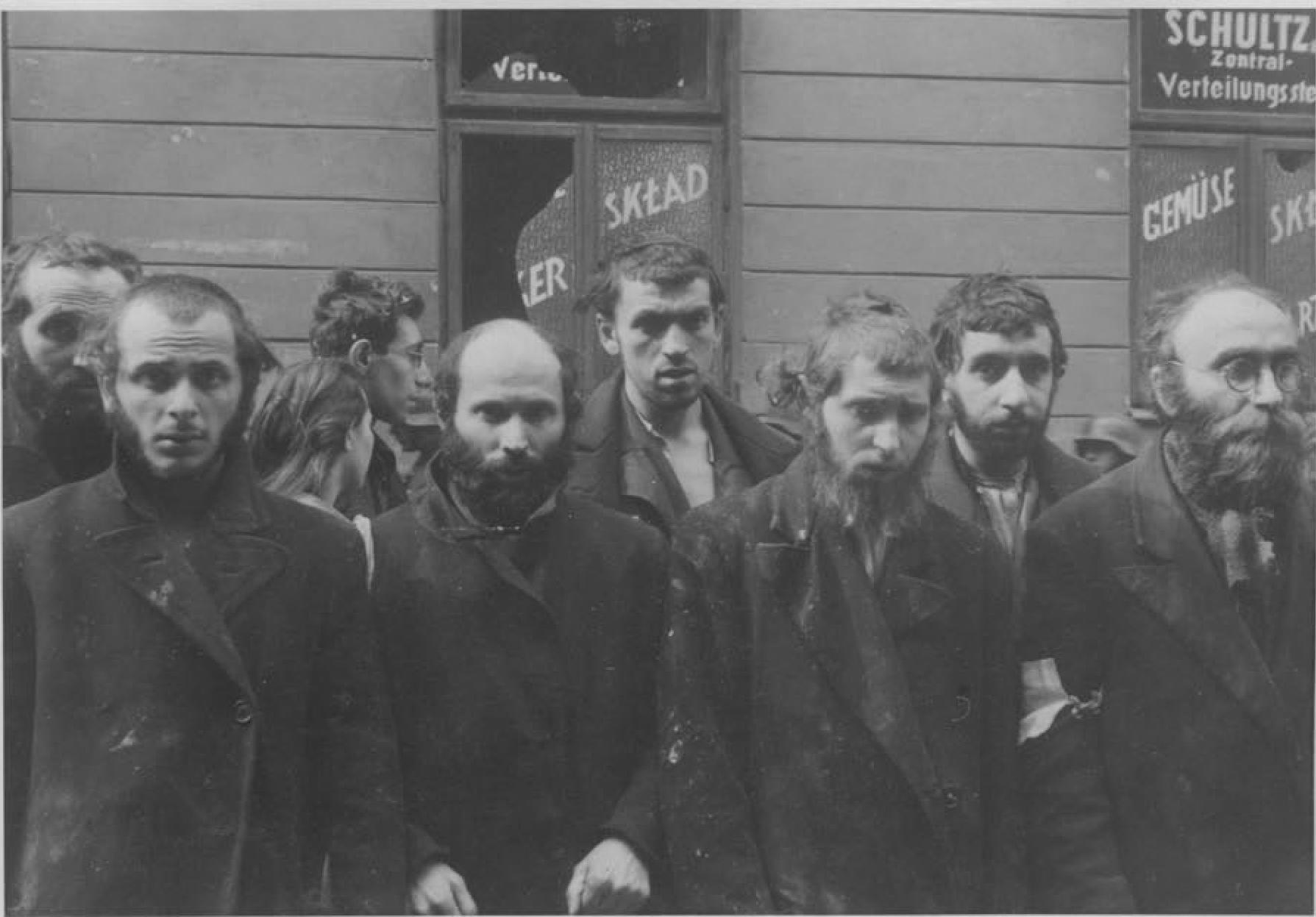
NARA نسخه شماره ۱۲, IPN نسخه شماره ۱۲ ربی‌های یهودی شماره ۳۲ خیابان Nowolipie.
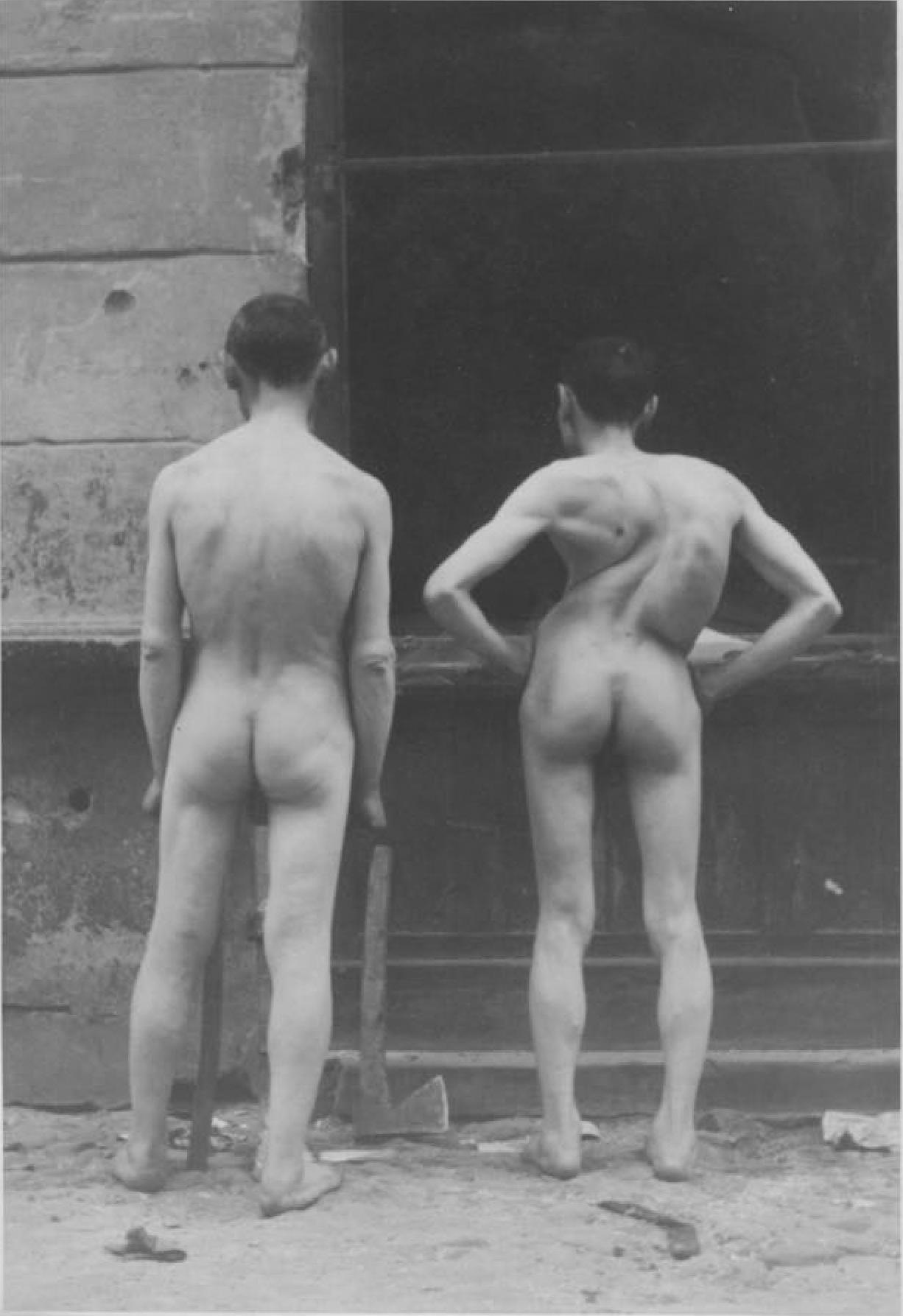
NARA نسخه شماره ۱۴, IPN نسخه شماره ۱۳ آشغال‌های انسانیت در جریان تجسس، همه افراد لخت شدند.
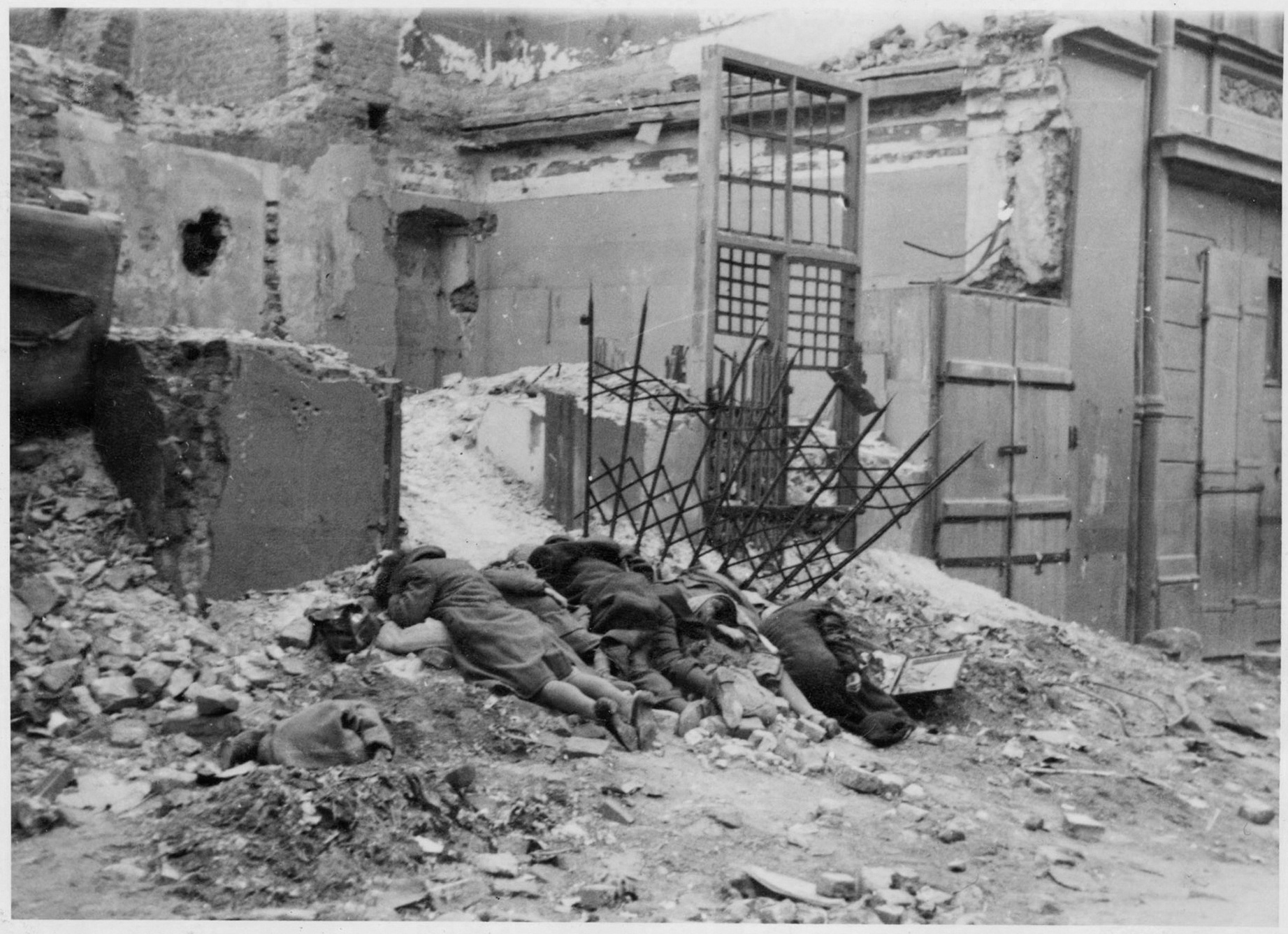
NARA نسخه شماره ۲۱, IPN نسخه شماره ۱۹ راهزنانی که در جبهه نبرد کشته شدند یهودیان اعدام شده، احتمالاً نزدیک شماره ۴۱ خیابان Nalewki .
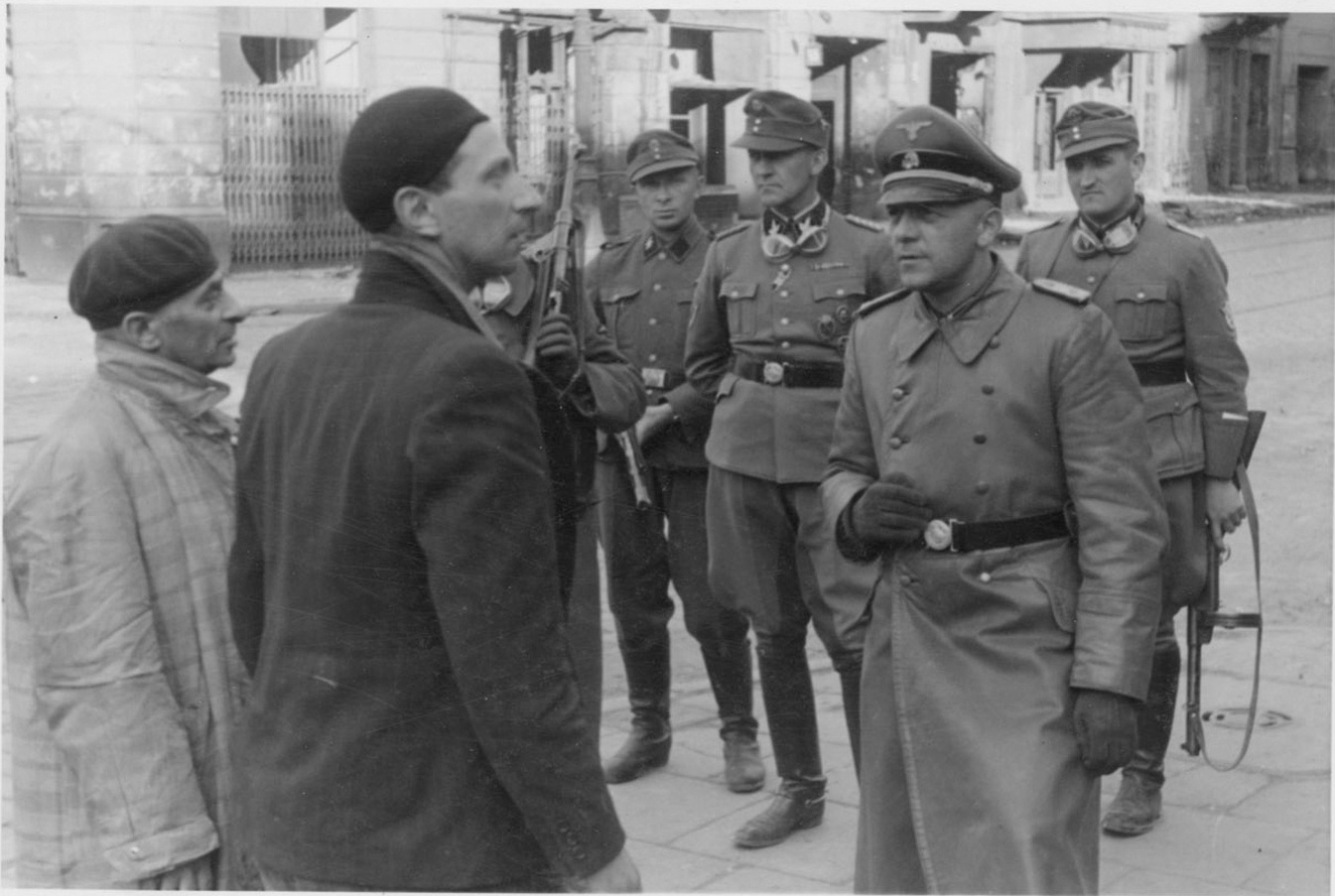
NARA نسخه شماره ۲۳, IPN نسخه شماره ۲۱ خائنان یهودی اشتروپ و ماکسیمیلیان فان هرف در میدان Muranowski . عکس احتمالاً در ۱۴ مه ۱۹۴۳ گرفته شده‌است.
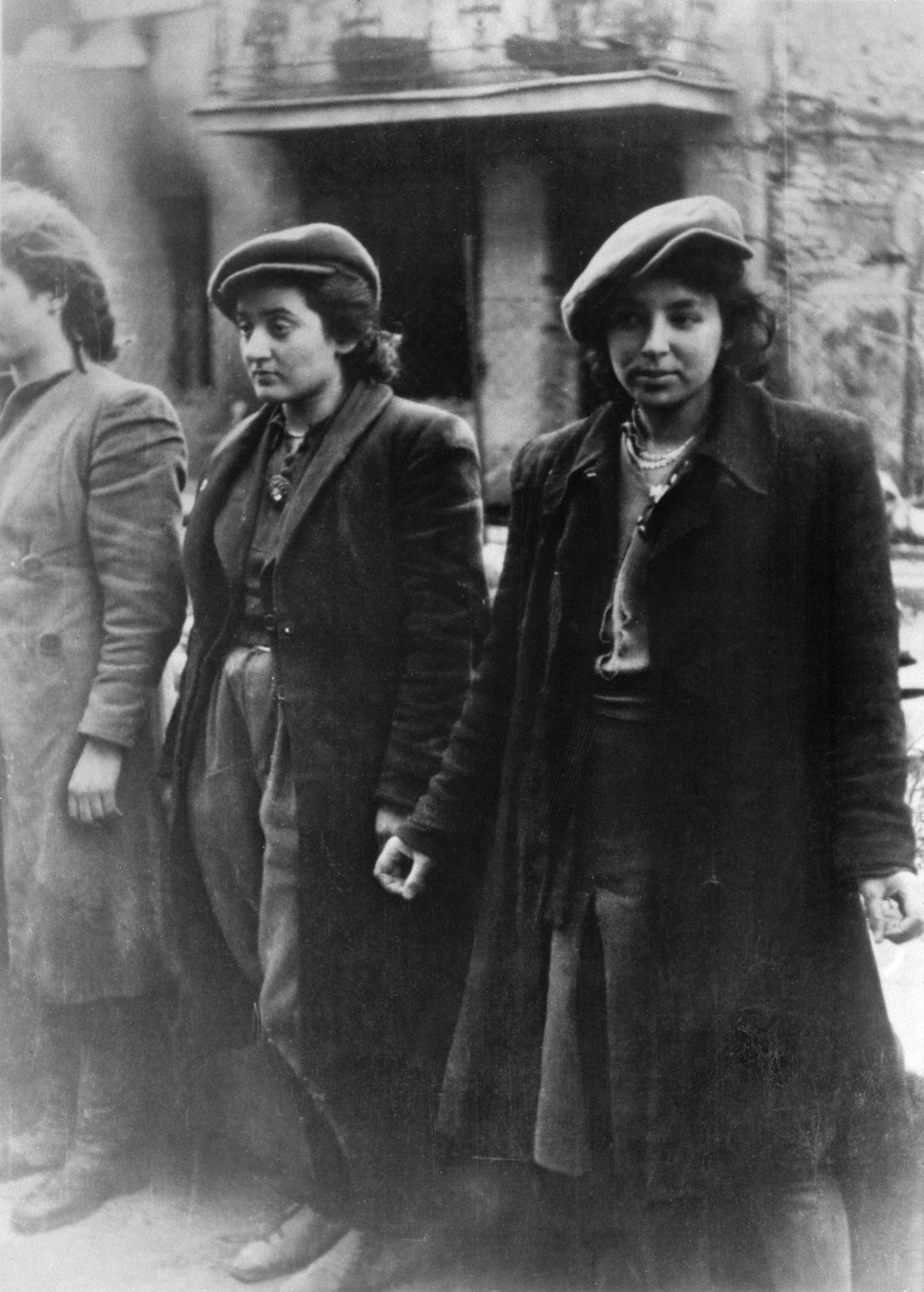
IPN نسخه شماره ۲۷ زنان مسلح دستگیر شده. مایکا زدرویویچ در راست تصویر از مایدانک جان سالم به در برد؛ دو زن دیگر کشته شدند.
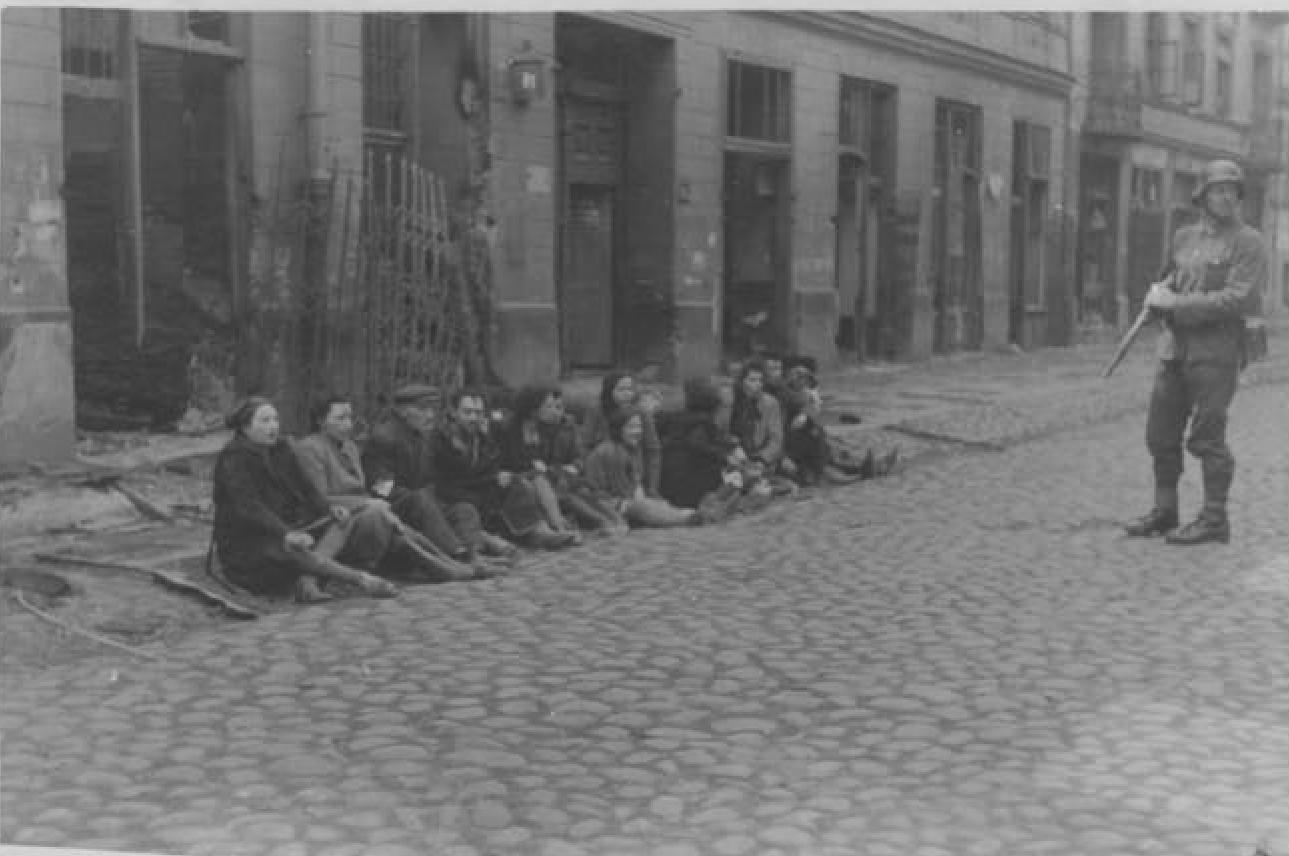
IPN نسخه شماره ۳۶ آن‌ها در پناهگاه‌های زیرزمینی هم پیدا شدند. یهودیان دستگیر شده در جلوی شماره ۳۱ خیابان Miła.
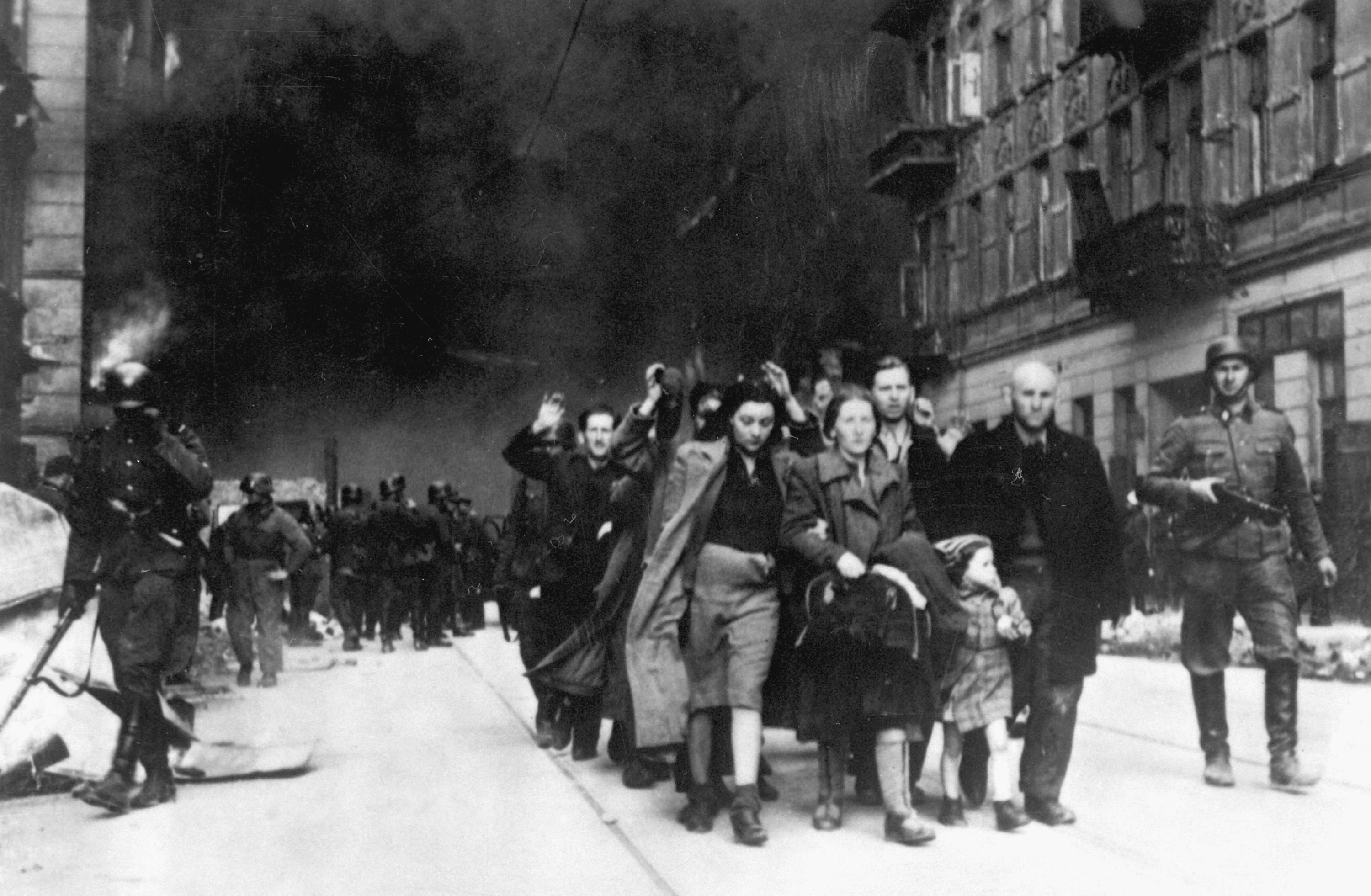
IPN نسخه شماره ۸ به زور از پناهگاه‌ها بیرون آورده شدند یهودیان دستگیر شده توسط سربازان وافن اس‌اس به سوی اومشلاگ‌پلاتز برده می‌شوند. در پشت، ۶۲ & ۶۳ خیابان Nowolipie.
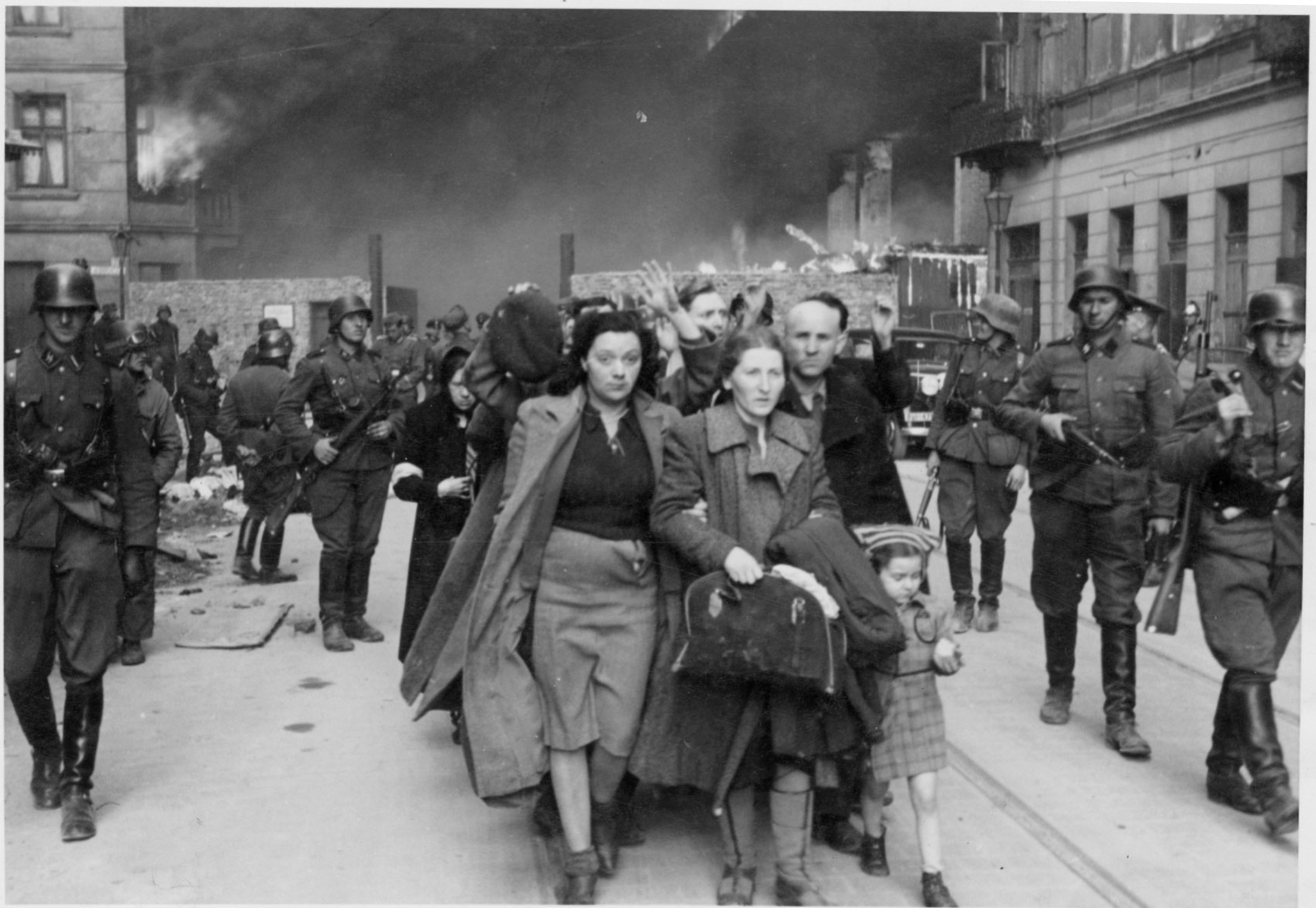
NARA نسخه شماره ۹ به سوی مکان انتقال یهودیان دستگیر شده توسط سربازان وافن اس‌اس به سوی اومشلاگ‌پلاتز برده می‌شوند. در پشت، ۶۲ & ۶۳ خیابان Nowolipie.
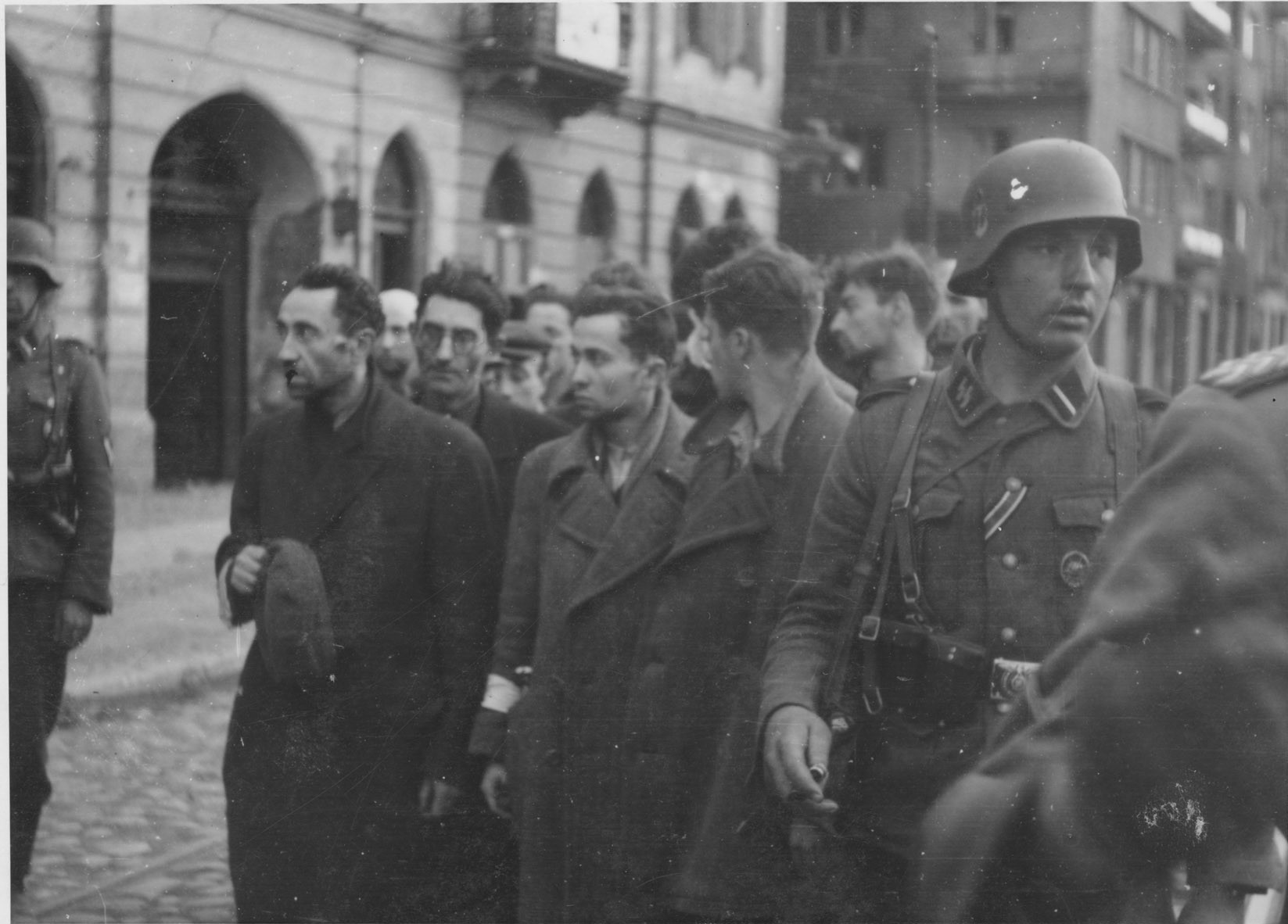
NARA نسخه شماره ۲۴ راهزنان تقاطع Gęsia و Smocza
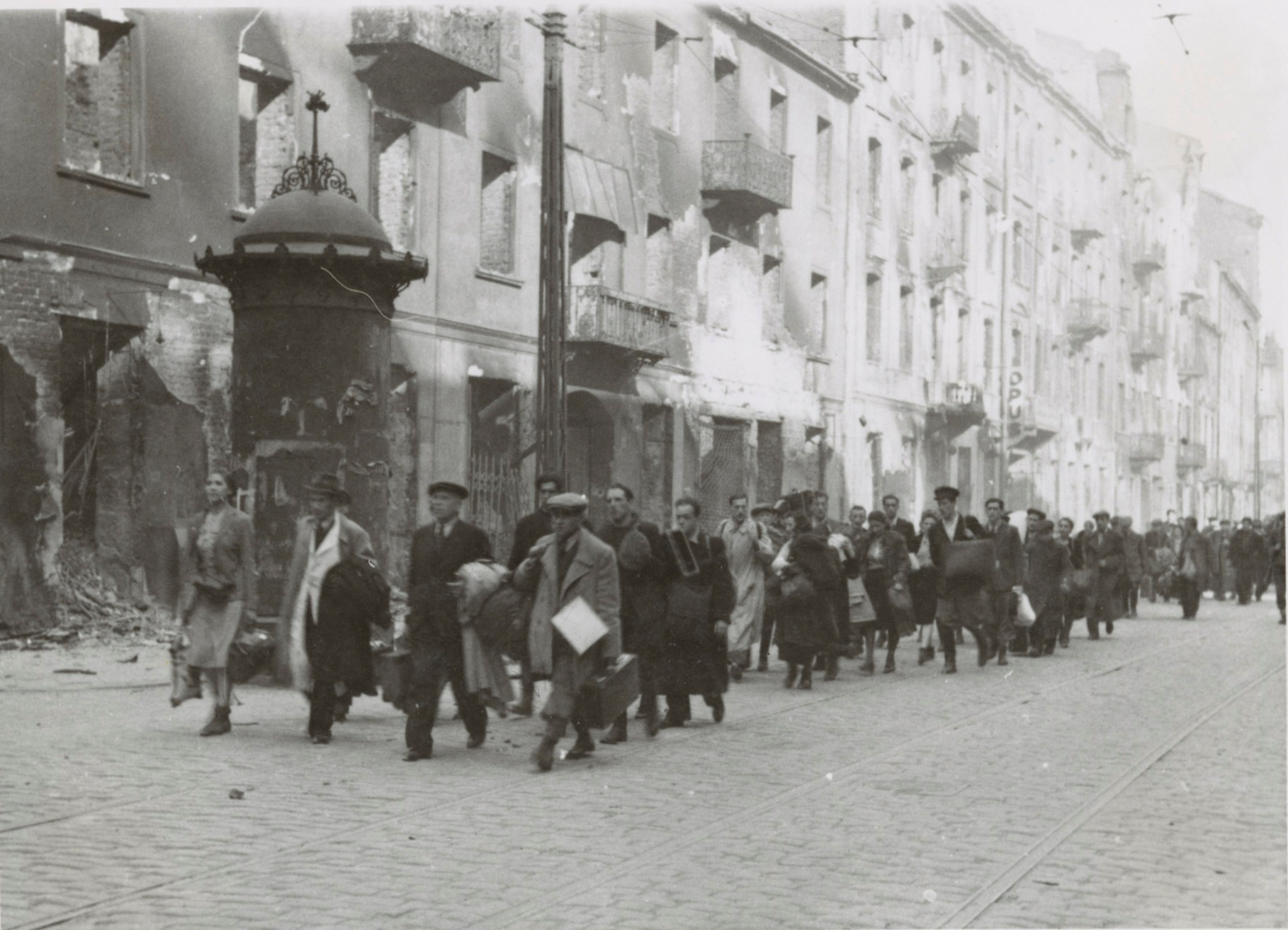
NARA نسخه شماره ۸, IPN نسخه شماره ۷ راهپیمایی به سوی ایستگاه قطار ستون اخراجیان به سوی ایستگاه خیابان Zamenhofa نزدیک Kupiecka حرکت می‌کنند.
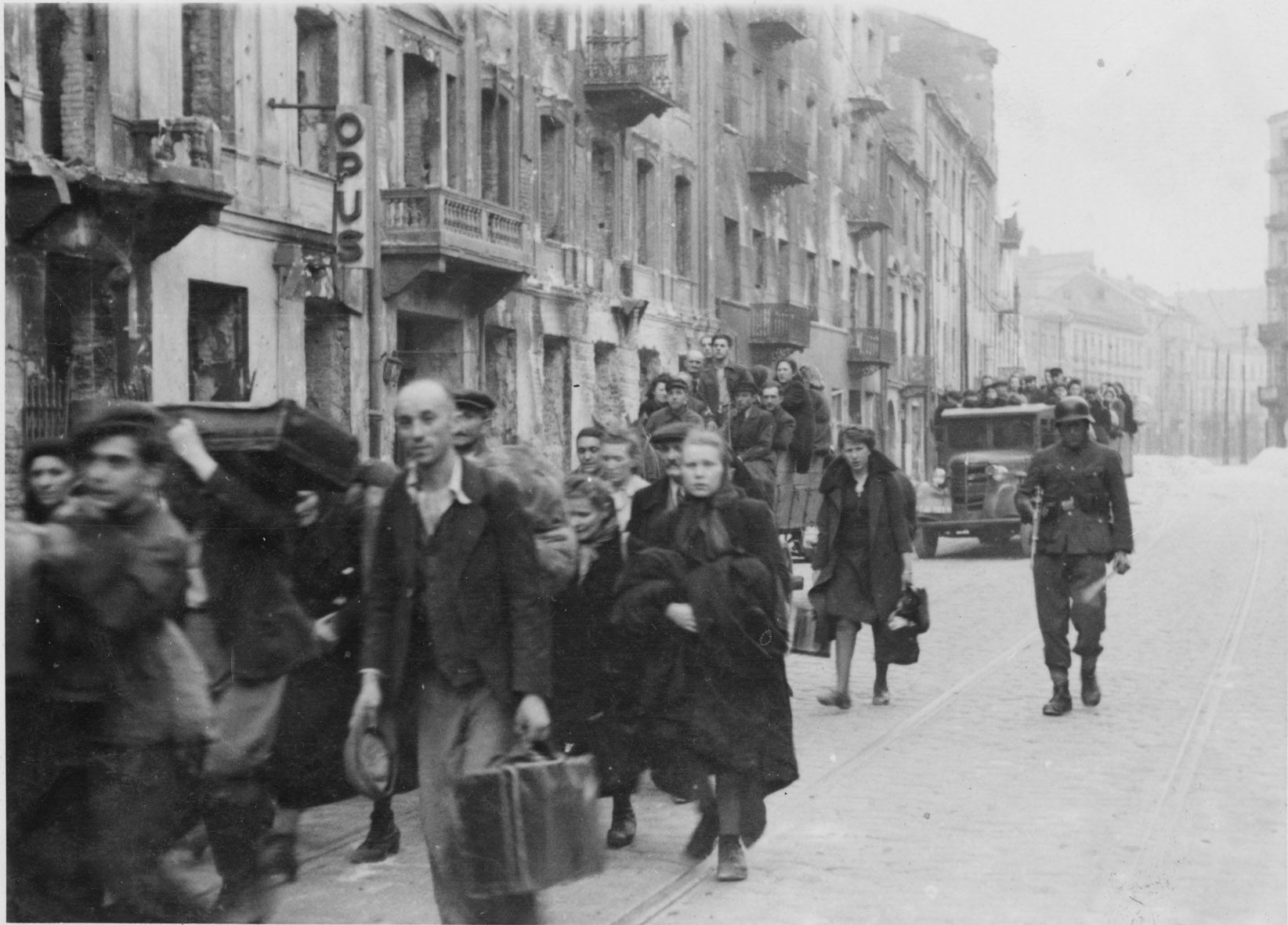
NARA نسخه شماره ۳۲ به سوی مکان انتقال ستون اخراجیان به سوی ایستگاه خیابان Zamenhofa نزدیک Kupiecka حرکت می‌کنند.
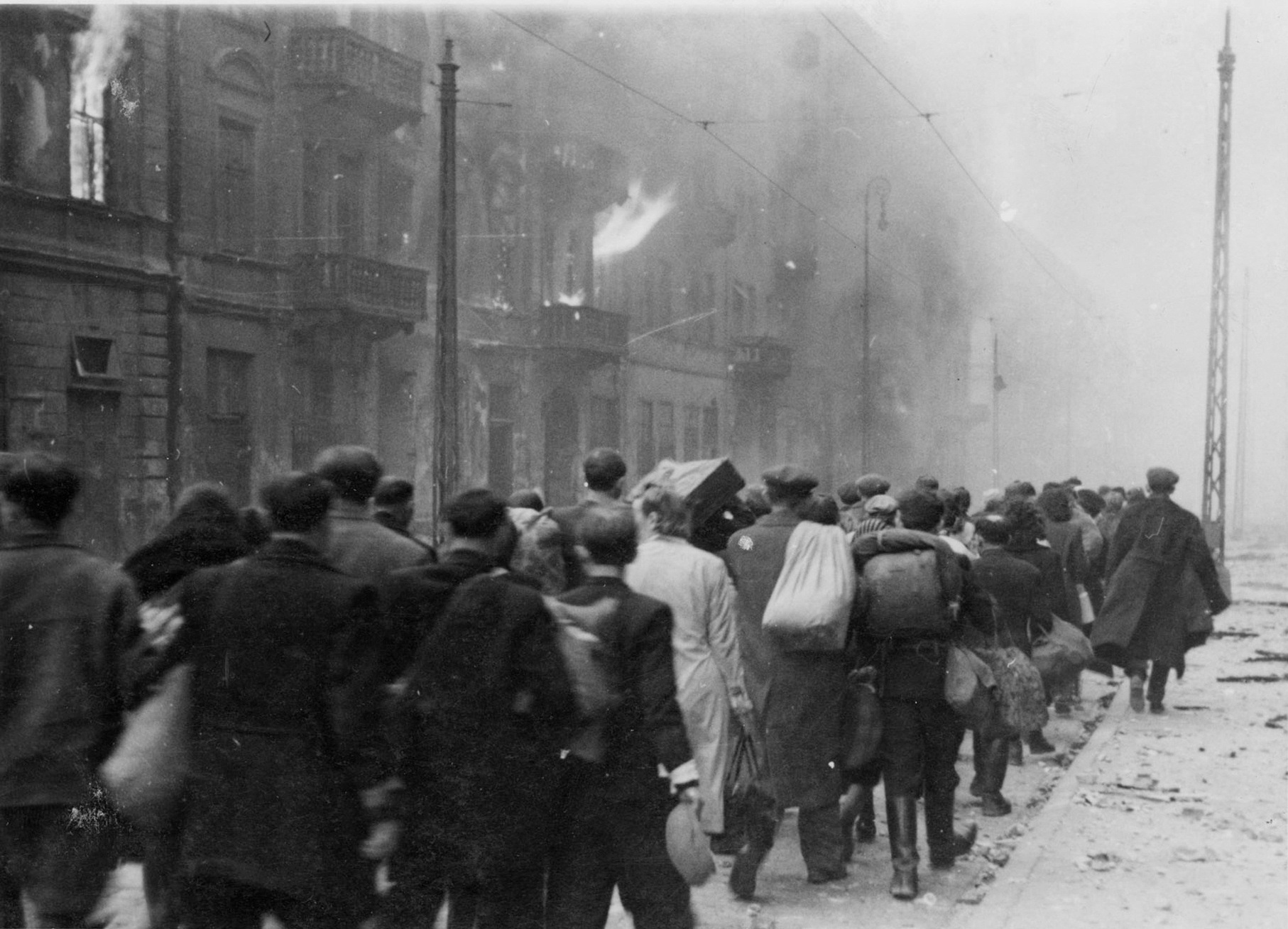
NARA نسخه شماره ۳۱, IPN نسخه #۸ به سوی مکان انتقال ستون اخراجیان به سوی ایستگاه خیابان Zamenhofa نزدیک Kupiecka حرکت می‌کنند.
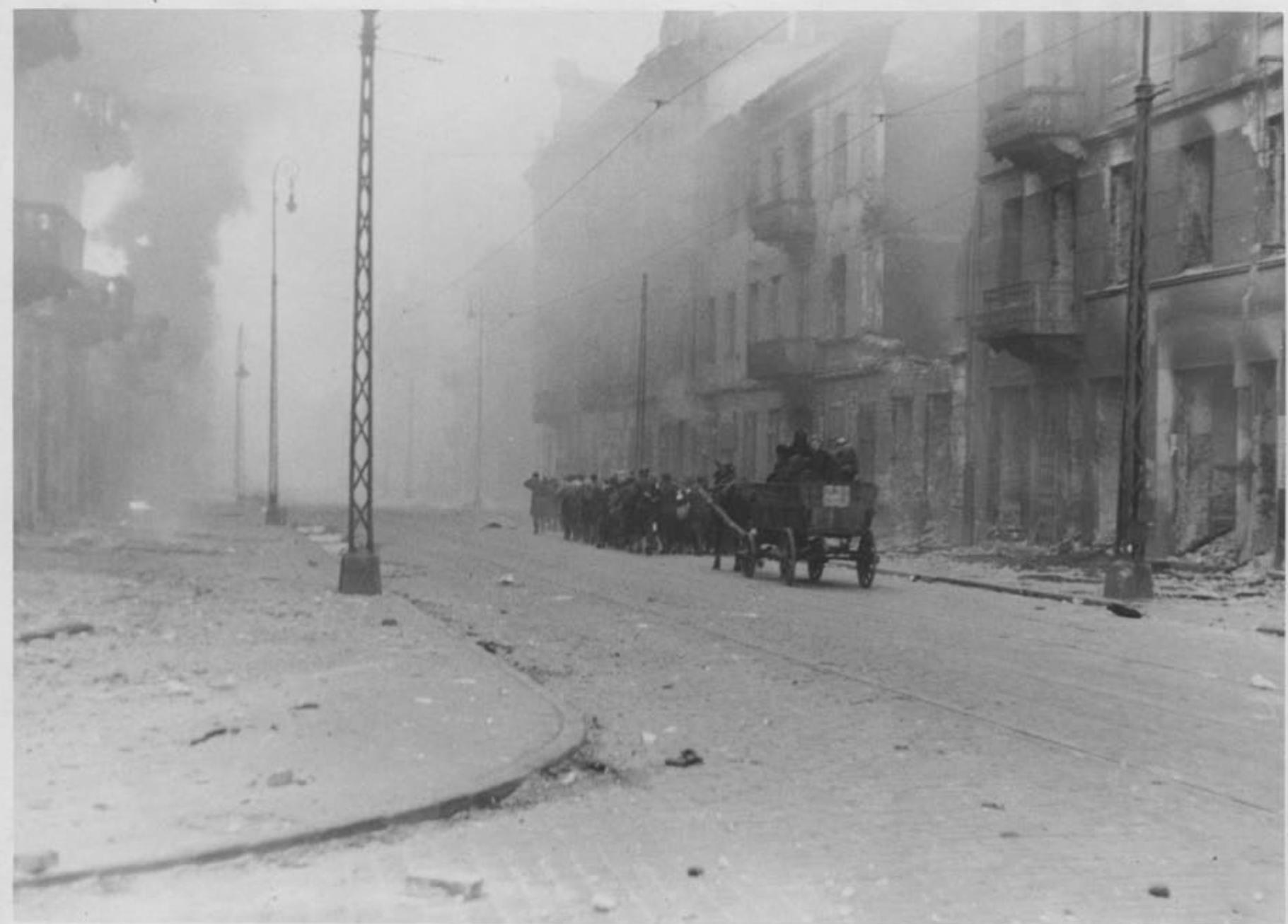
NARA نسخه شماره ۴۴, IPN نسخه #۴۴ گتو پیش از اینکه نابود شود به این شکل بود ستون اخراجیان به سوی ایستگاه خیابان Zamenhofa نزدیک Kupiecka حرکت می‌کنند، در حالی که ساختمان ۲۵ زامنهوفا در حال سوختن است.
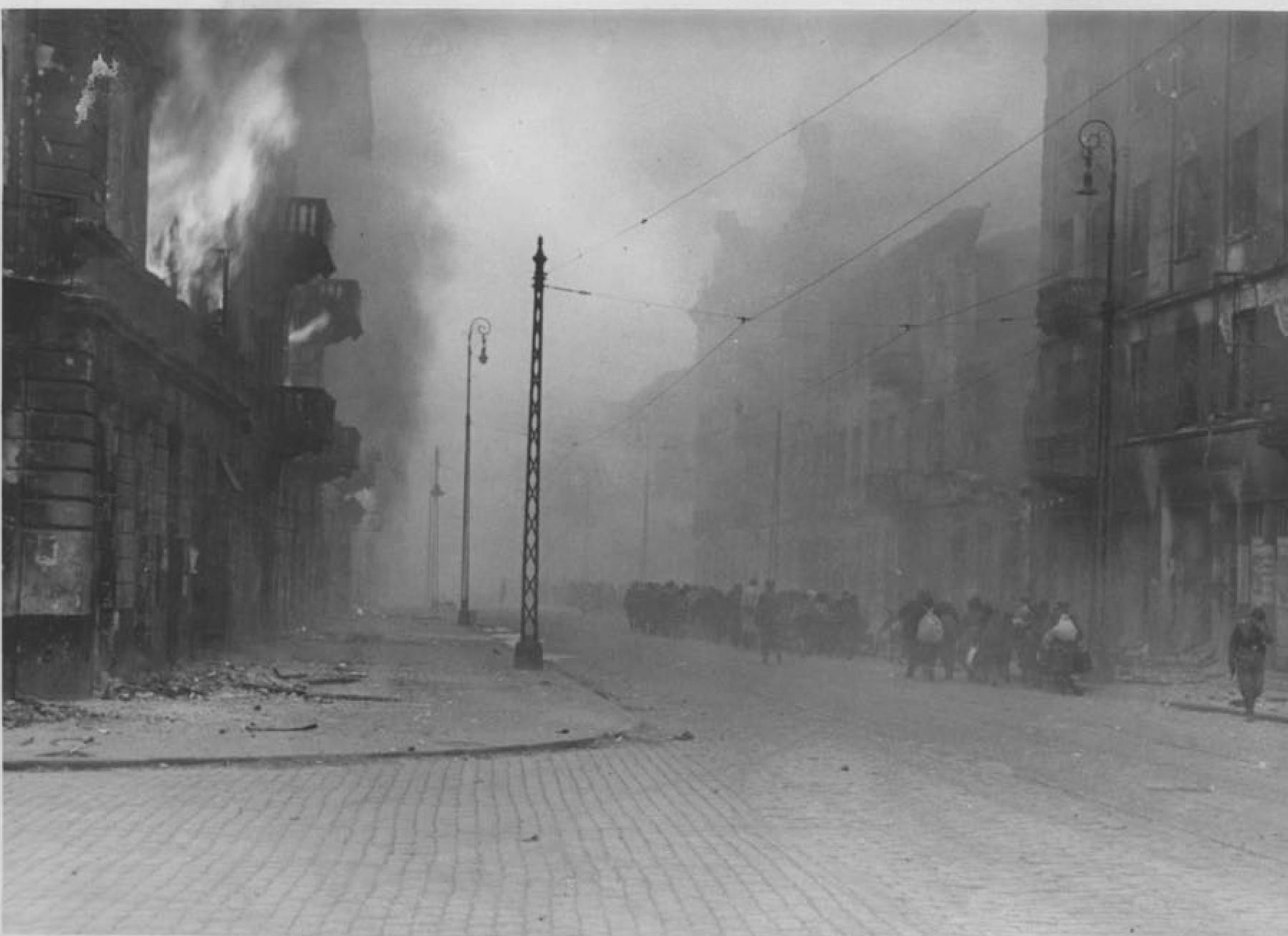
NARA نسخه ۳۰, IPN نسخه شماره ۲۹ انتقال یهودیان به جلو ستون اخراجیان به سوی ایستگاه خیابان Zamenhofa نزدیک Kupiecka حرکت می‌کنند، در حالی که ساختمان ۲۵ زامنهوفا در حال سوختن است.
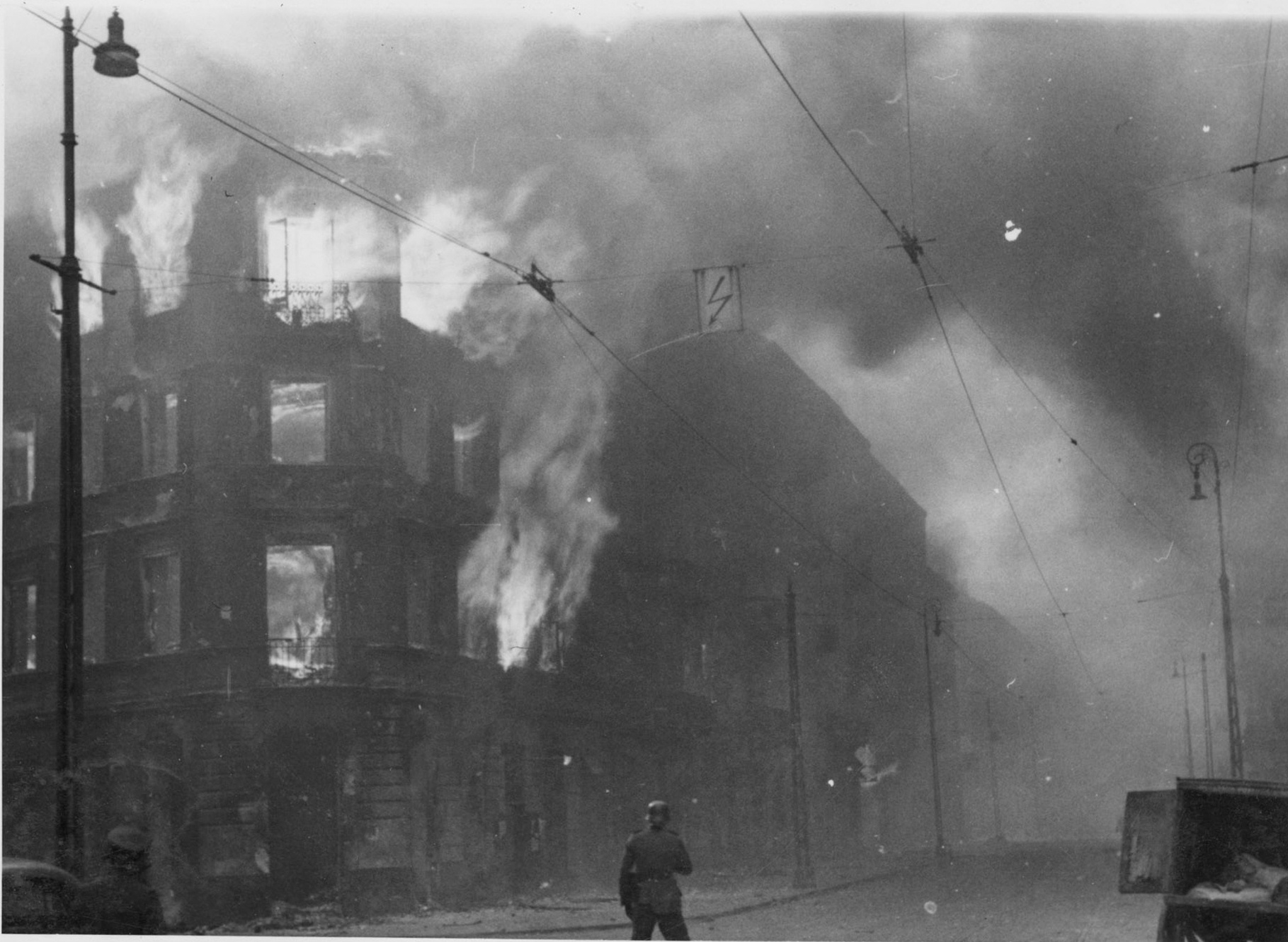
NARA نسخه شماره ۲۸, IPN نسخه شماره ۲۴ نابودی یک محله مسکونی ساختمان ۲۵ زامنهوفا در حال سوختن است.
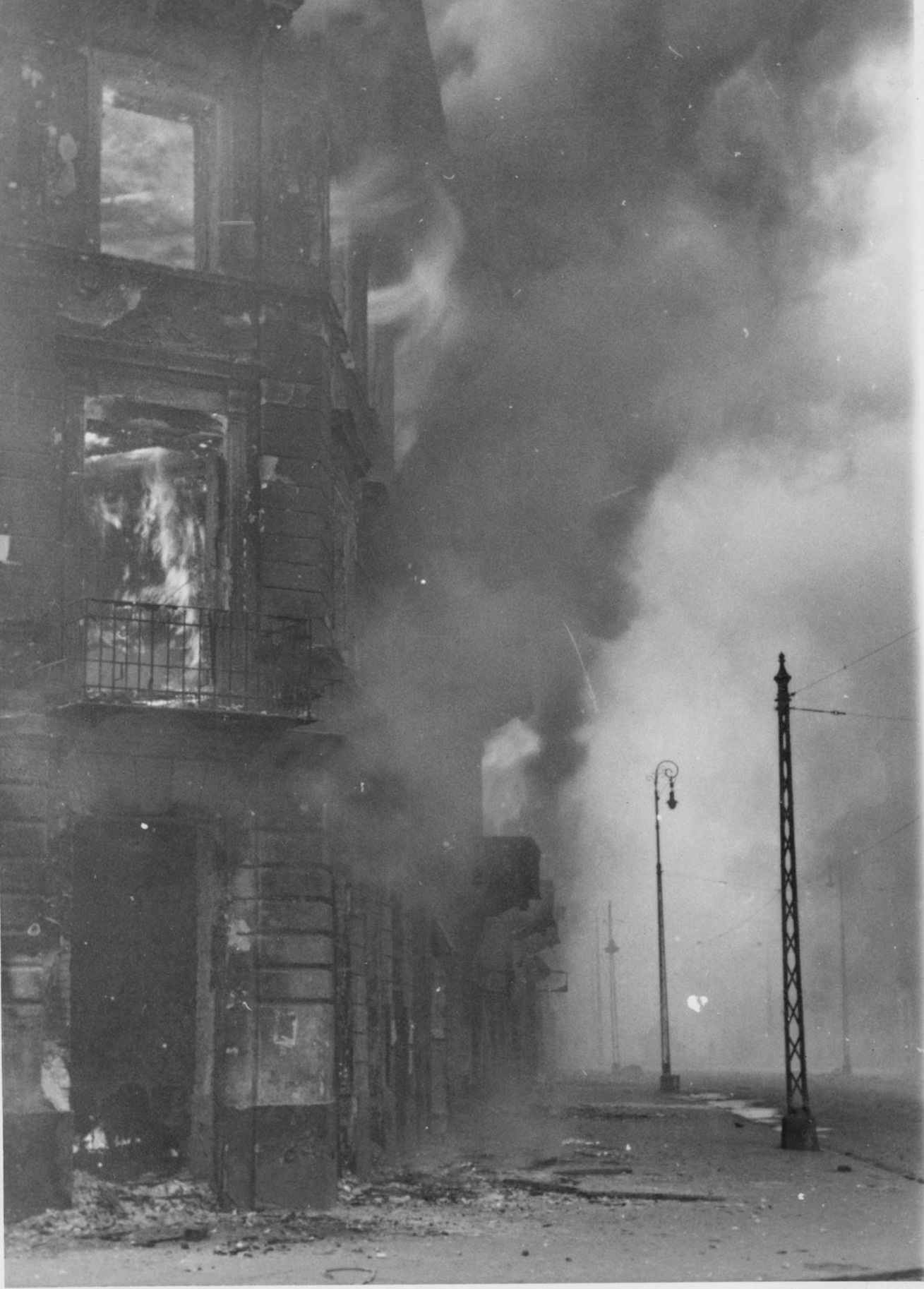
NARA نسخه شماره ۲۹ نابودی یک محله مسکونی تصویر از خیابان Zamenhofa از سمت شمال. ساختمان ۲۵ زامنهوفا در حال سوختن است.
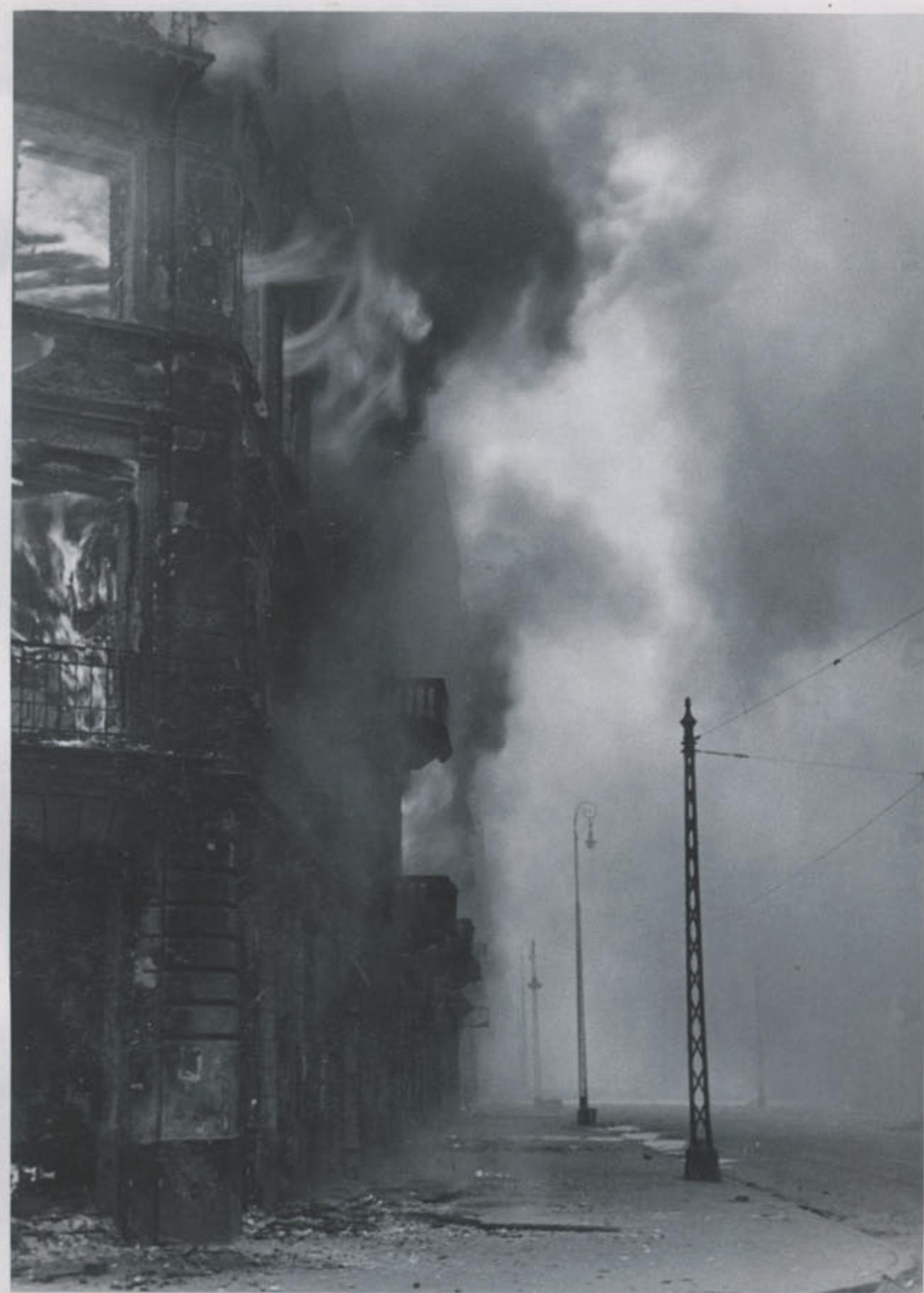
IPN نسخه شماره ۲۸ نابودی یک محله مسکونی تصویر از خیابان Zamenhofa از سمت شمال. ساختمان ۲۵ زامنهوفا در حال سوختن است.
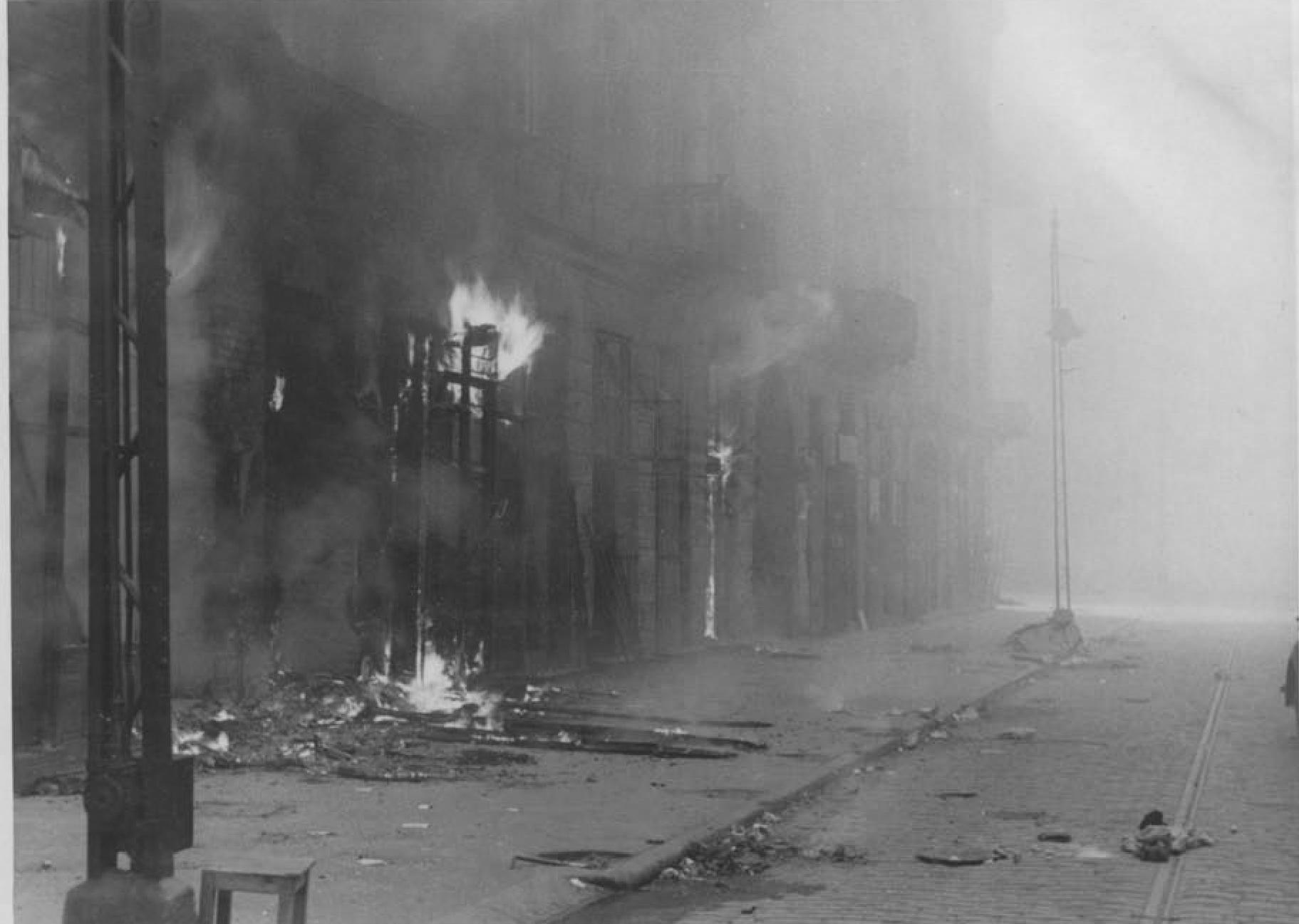
IPN نسخه شماره ۴۵ بدون شرح تصویر از خیابان Zamenhofa از سمت شمال. ساختمان ۲۵ زامنهوفا در حال سوختن است.
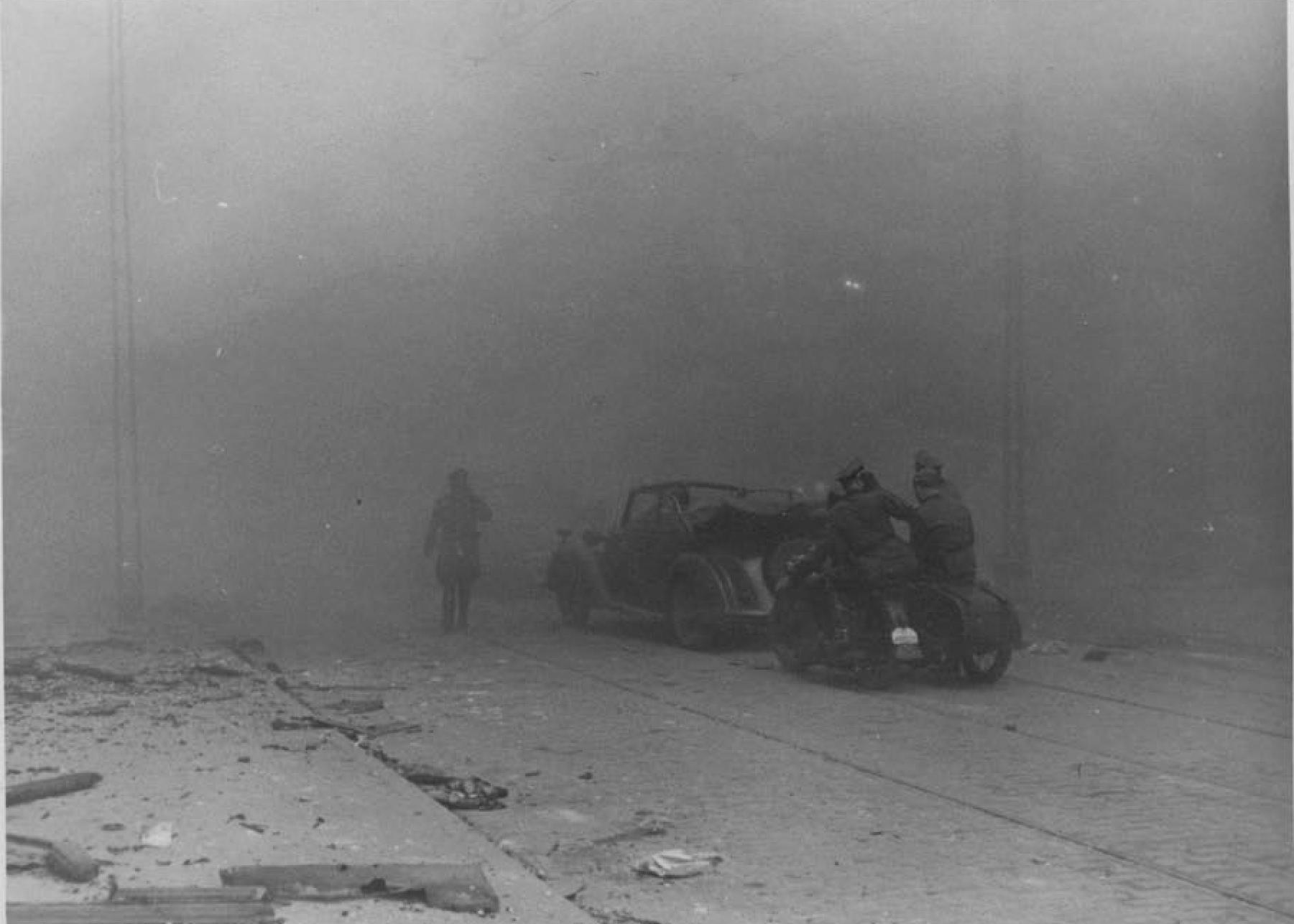
IPN نسخه شماره ۲۵ بدون شرح خیابان زامنهوفا میان Wołyńska و Miła از دید شمالی. شماره‌های ۲۹, ۳۱ و ۳۳ زامنهوفا در حال سوختن.
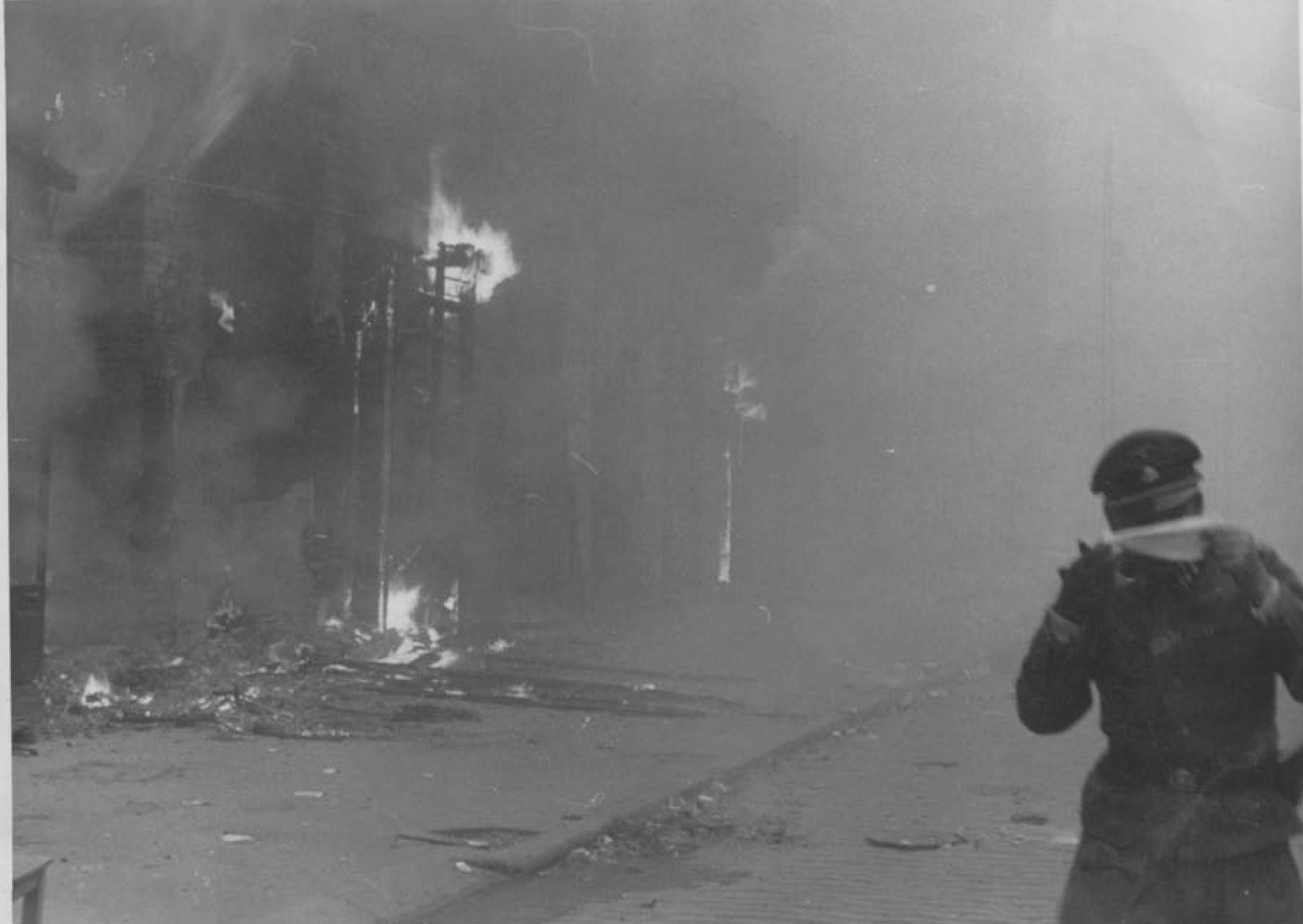
IPN نسخه شماره ۲۶ بدون شرح خیابان زامنهوفا میان Wołyńska و Miła از دید شمالی.
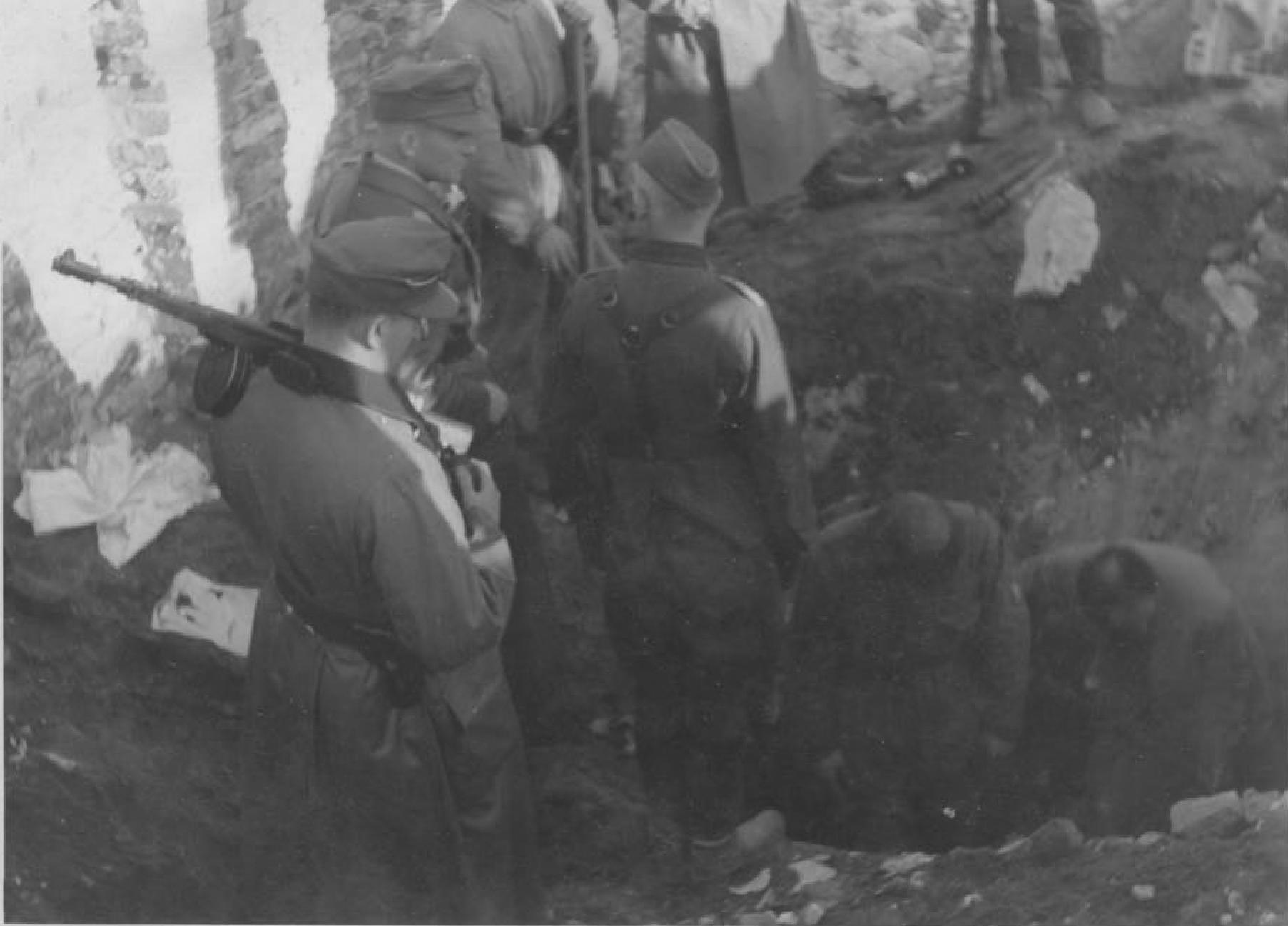
NARA نسخه شماره ۲۲, IPN نسخه شماره ۲۰ گشودن یک پناهگاه اشتروپ در حال نظاره بیرون کشیدن یهودیان از یک پناهگاه. ۸ مه ۱۹۴۳
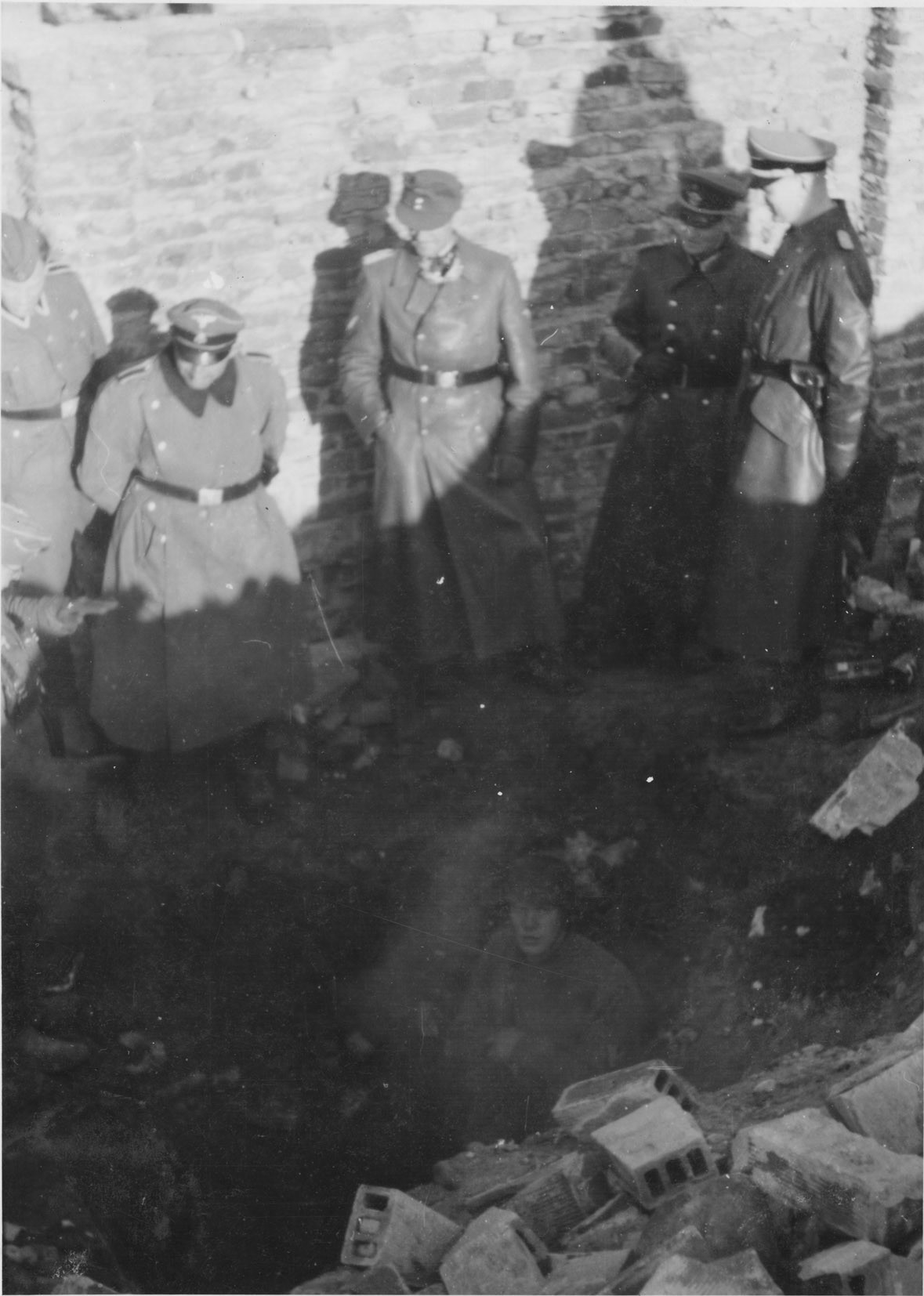
NARA نسخه شماره ۳۹ آن‌ها در پناهگاه‌های زیرزمینی نیز پیدا می‌شدند اشتروپ در حال نظاره بیرون کشیدن یهودیان از یک پناهگاه. ۸ مه ۱۹۴۳
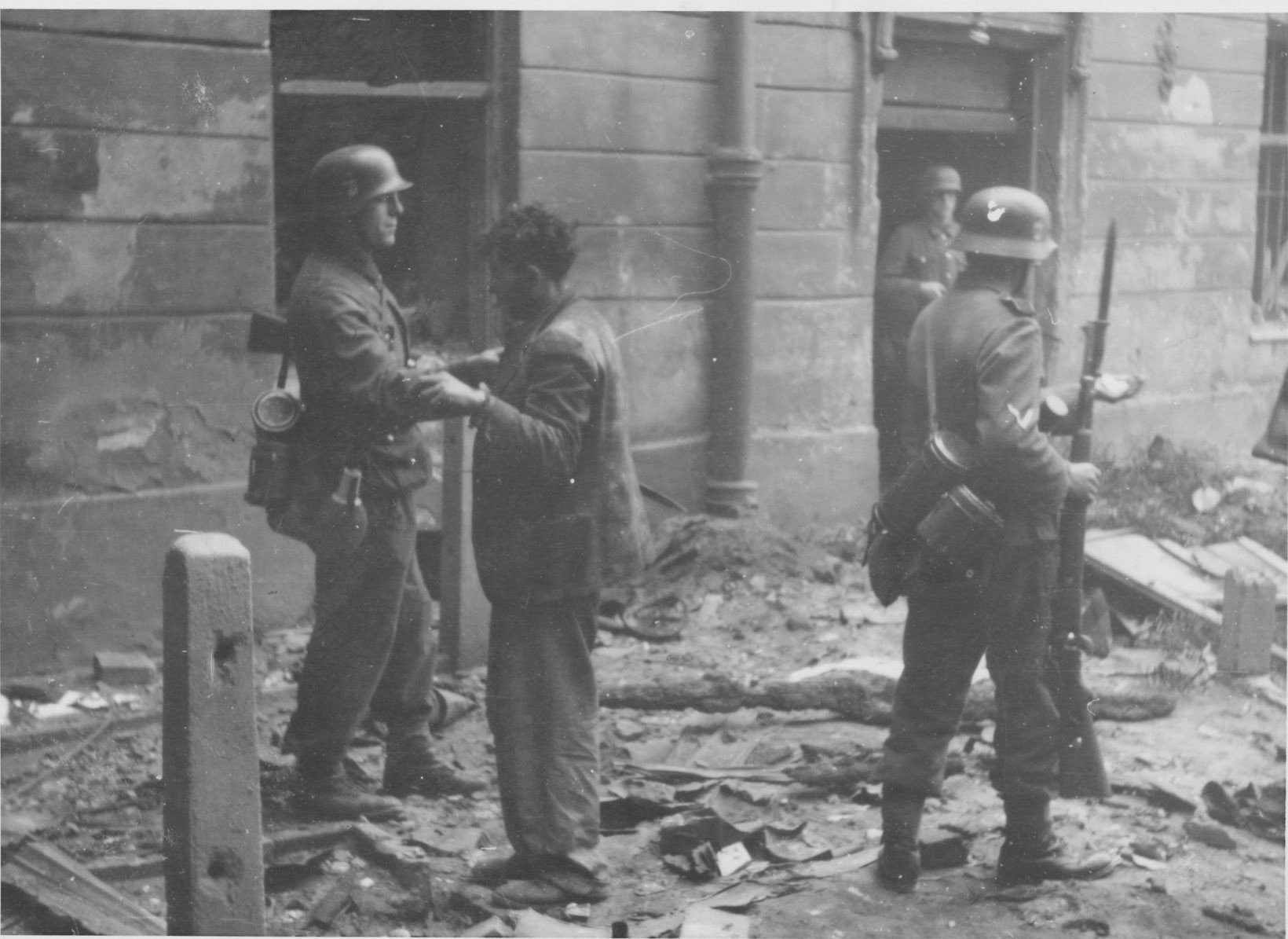
NARA نسخه شماره ۱۶ یهودیان از یک پناهگاه بیرون کشیده می‌شوند (از تقاطع Nowolipie / Smocza )
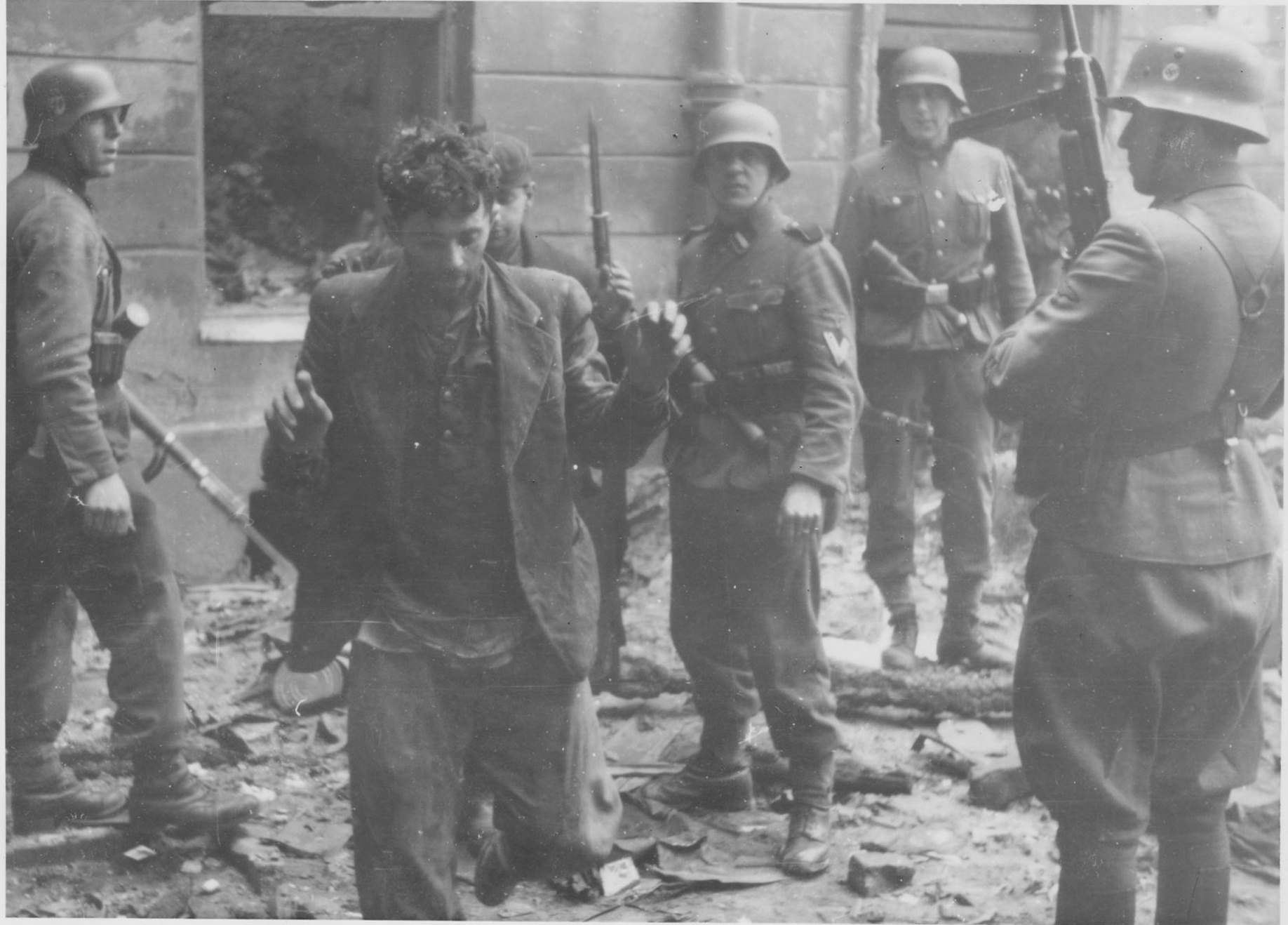
NARA نسخه شماره ۱۷, IPN نسخه شماره ۱۸ راهزنان(از تقاطع Nowolipie / Smocza )
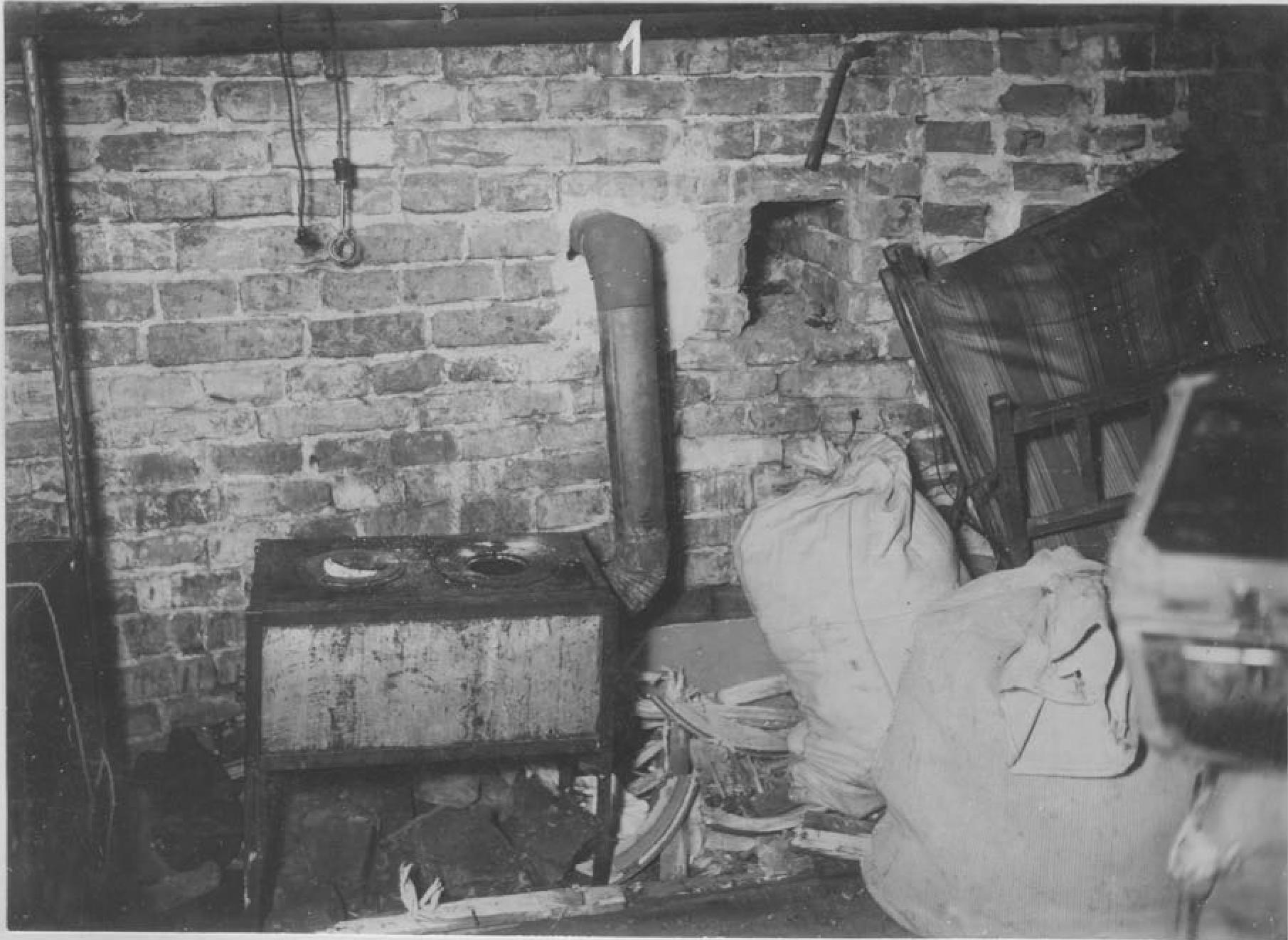
NARA نسخه شماره ۳۶, IPN نسخه شماره ۳۰ تصویر از درون خانه‌ها
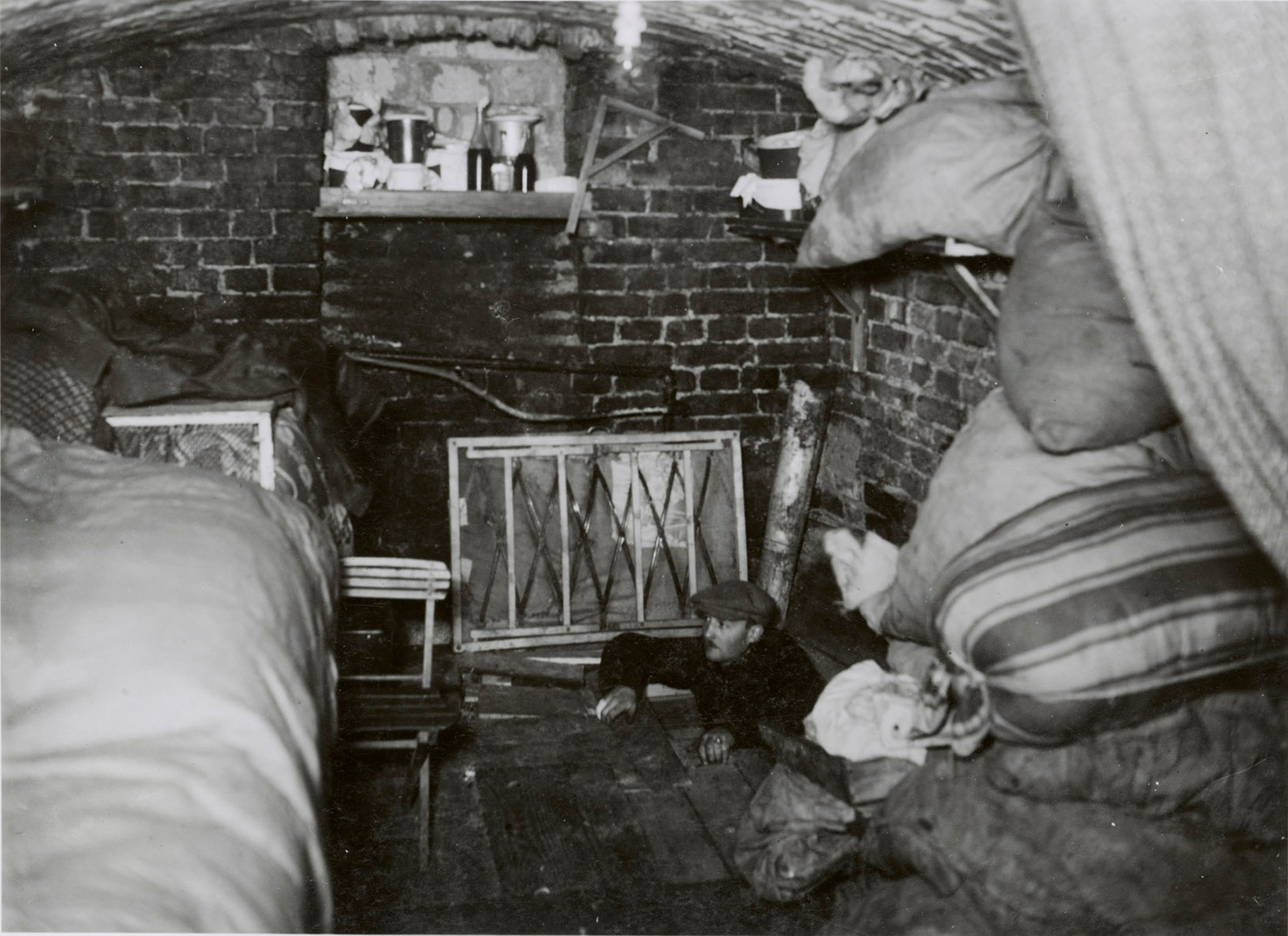
NARA نسخه شماره ۳۵, IPN نسخه شماره ۳۱ تصویر از درون خانه‌ها
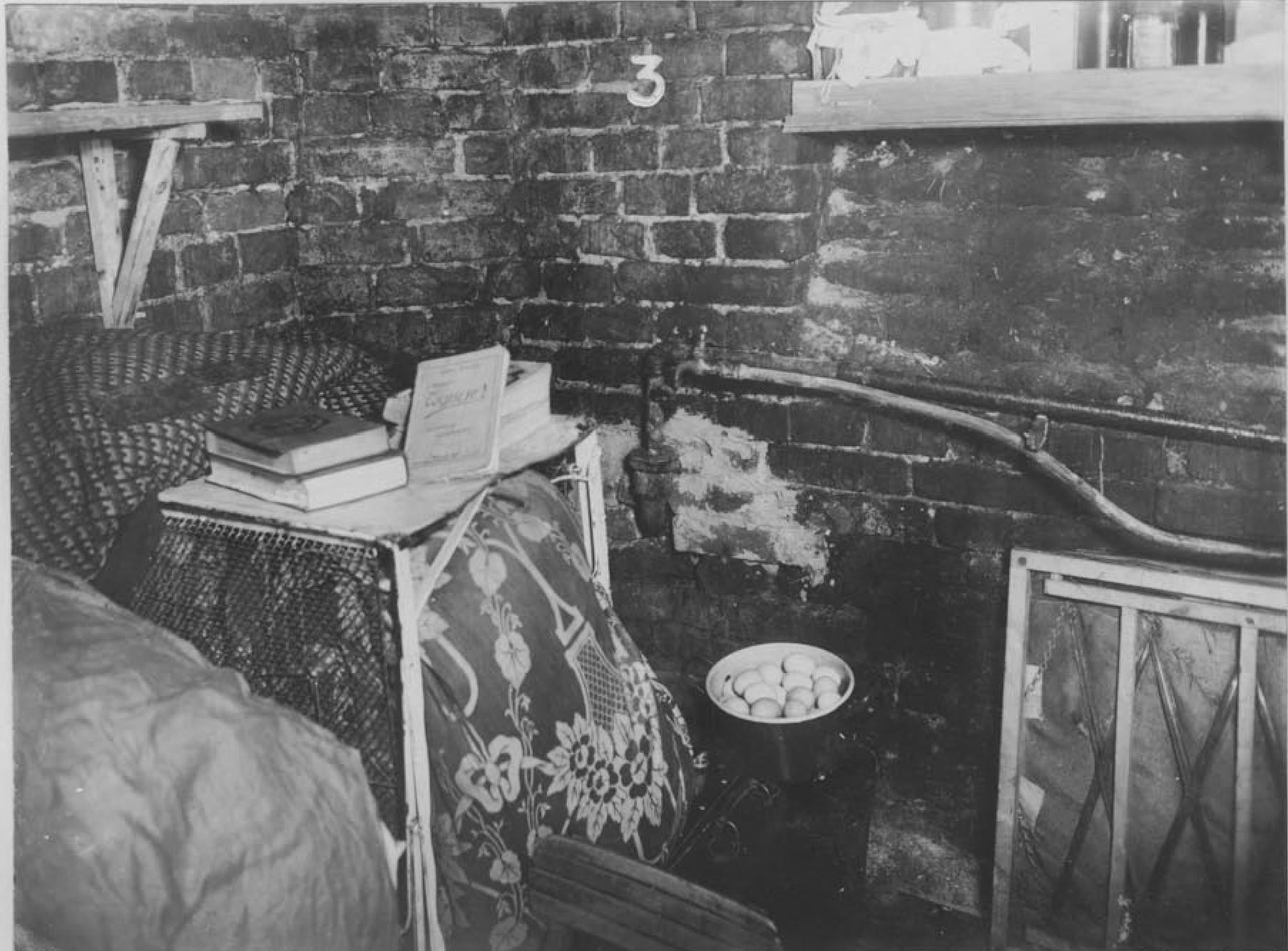
NARA نسخه شماره ۳۴, IPN نسخه شماره ۳۲ تصویر از درون خانه‌ها
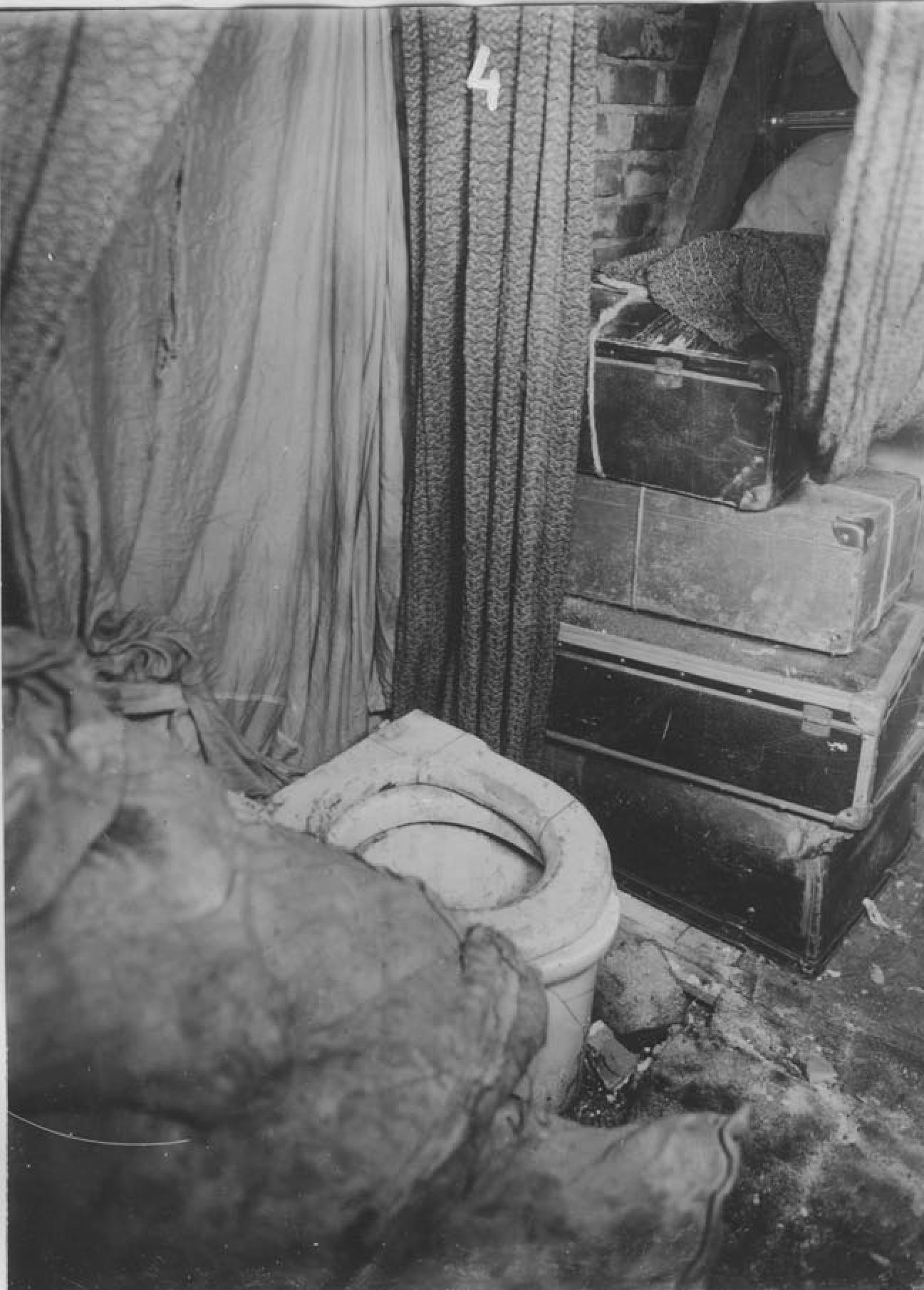
NARA نسخه شماره ۳۷, IPN نسخه شماره ۳۳ تصویر از درون خانه‌ها
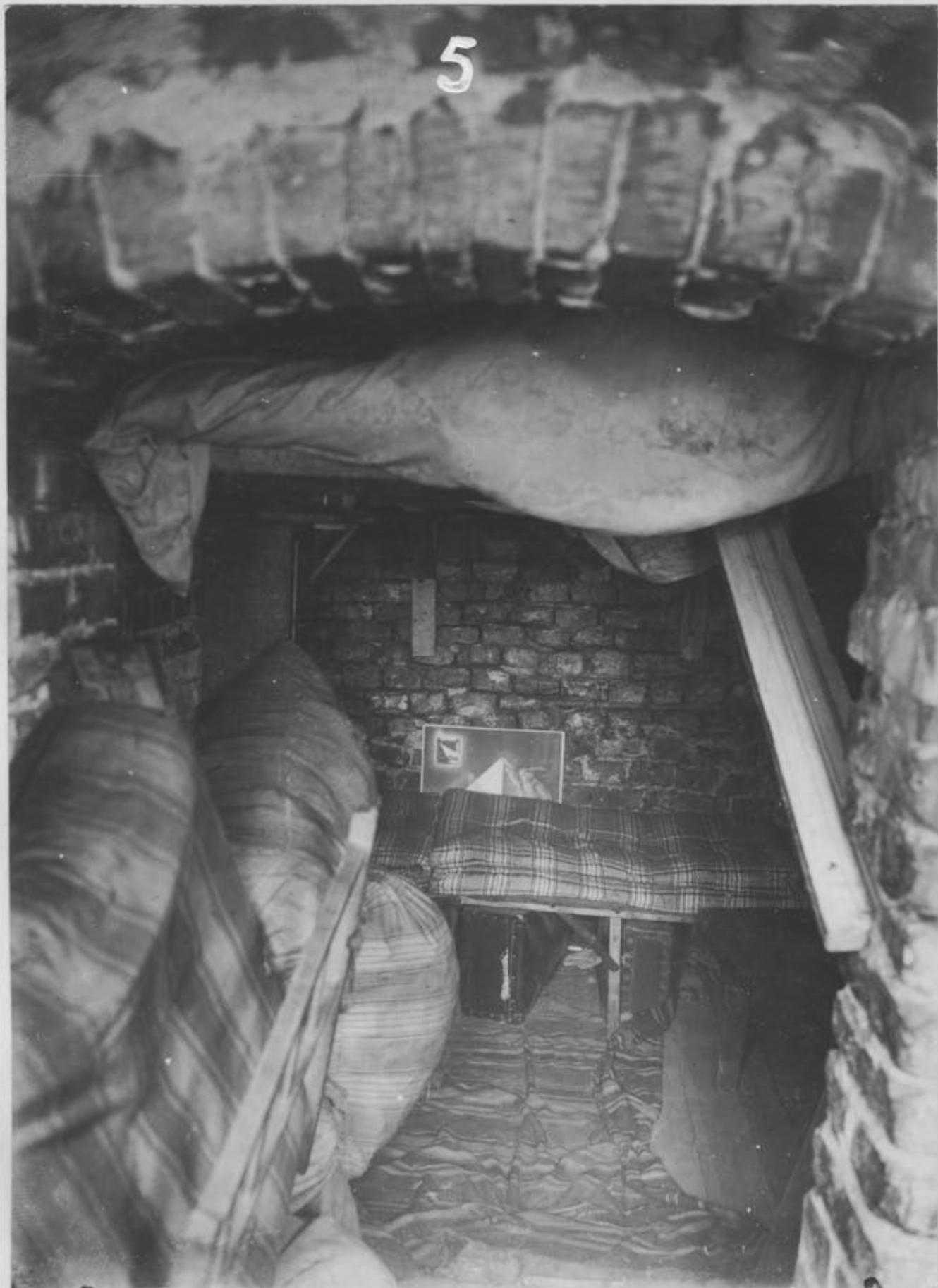
NARA نسخه شماره ۳۳, IPN نسخه شماره ۳۴ تصویر از درون خانه‌ها
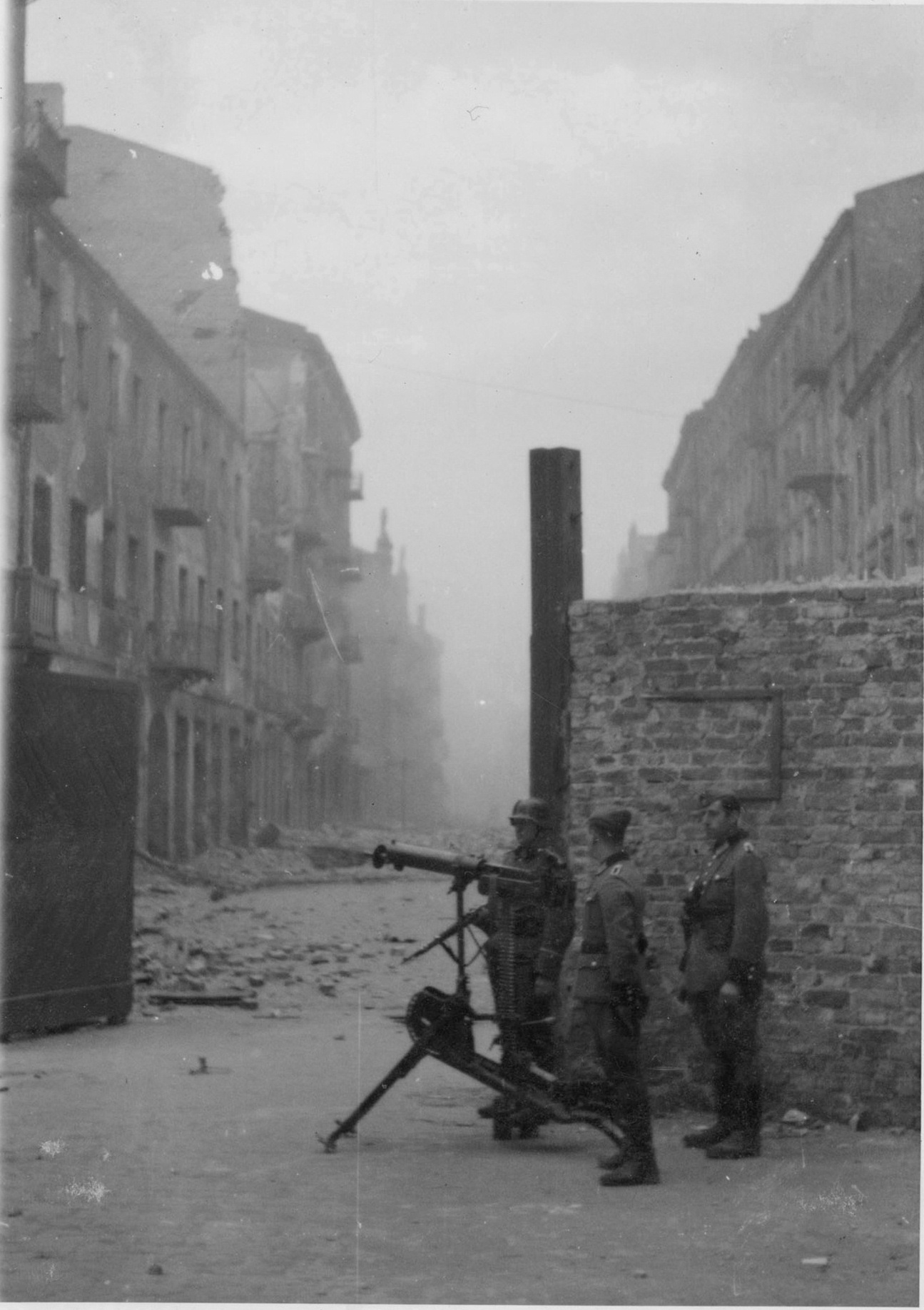
NARA نسخه شماره ۳۸, IPN نسخه شماره ۳۵ امن ساختن یک خیابان MG08 در ورودی تقاطع خیابان Nowolipie و Smocza.
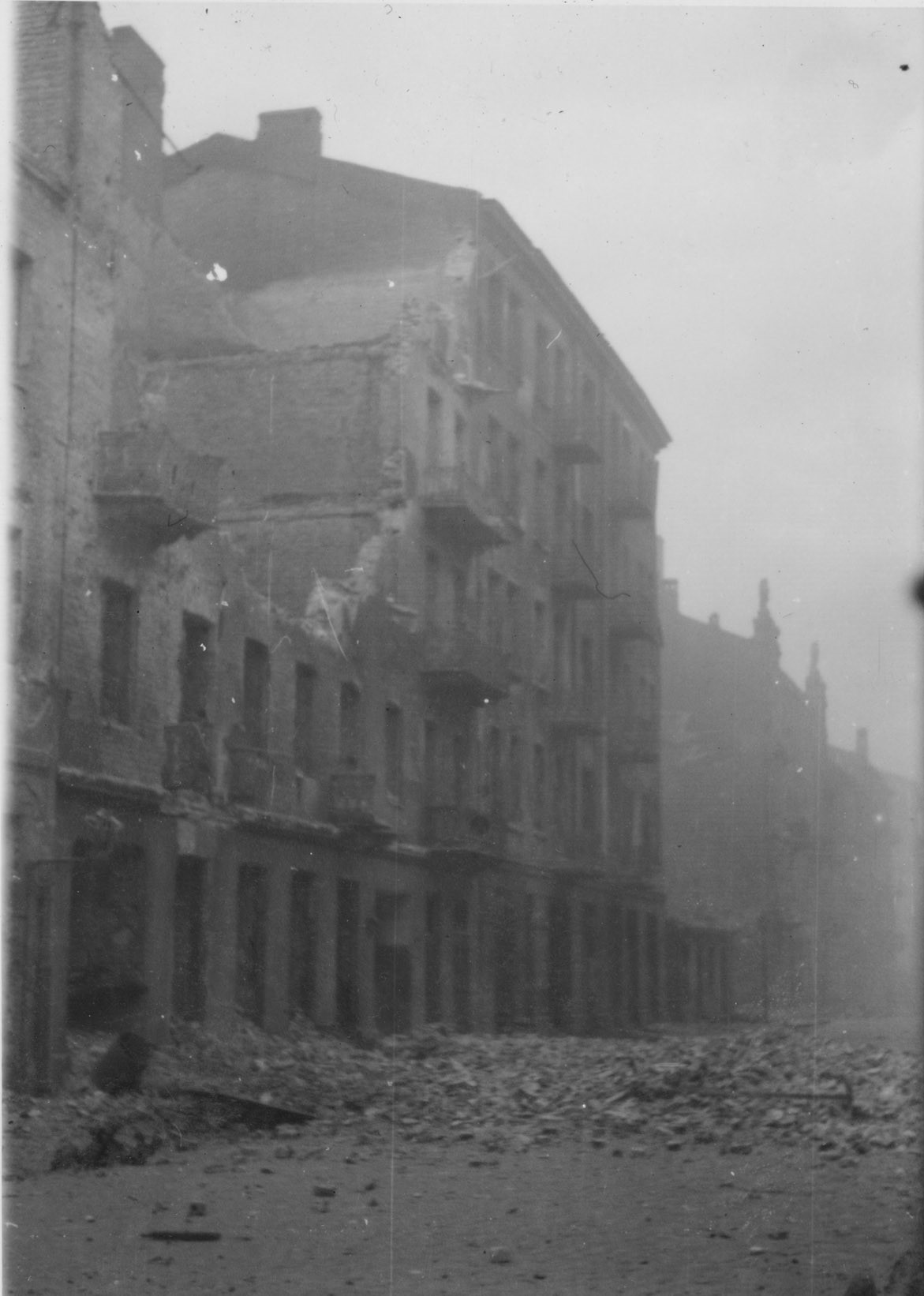
NARA نسخه شماره ۴۵ بدون شرح شماره ۵۶ خیابان Nowolipie.
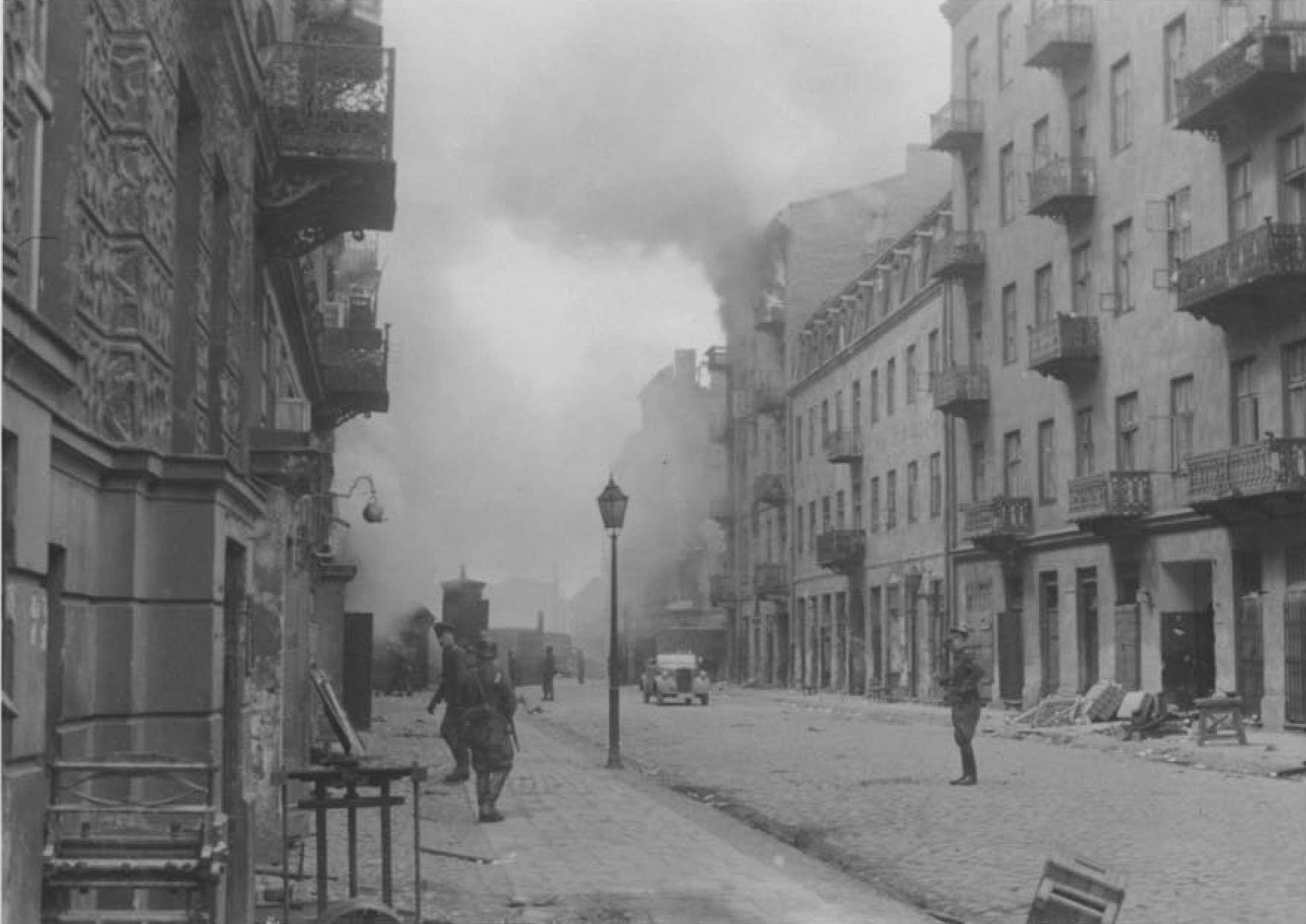
IPN نسخه شماره ۴۲ بدون شرح خیابان Nowolipie از دید غربی.
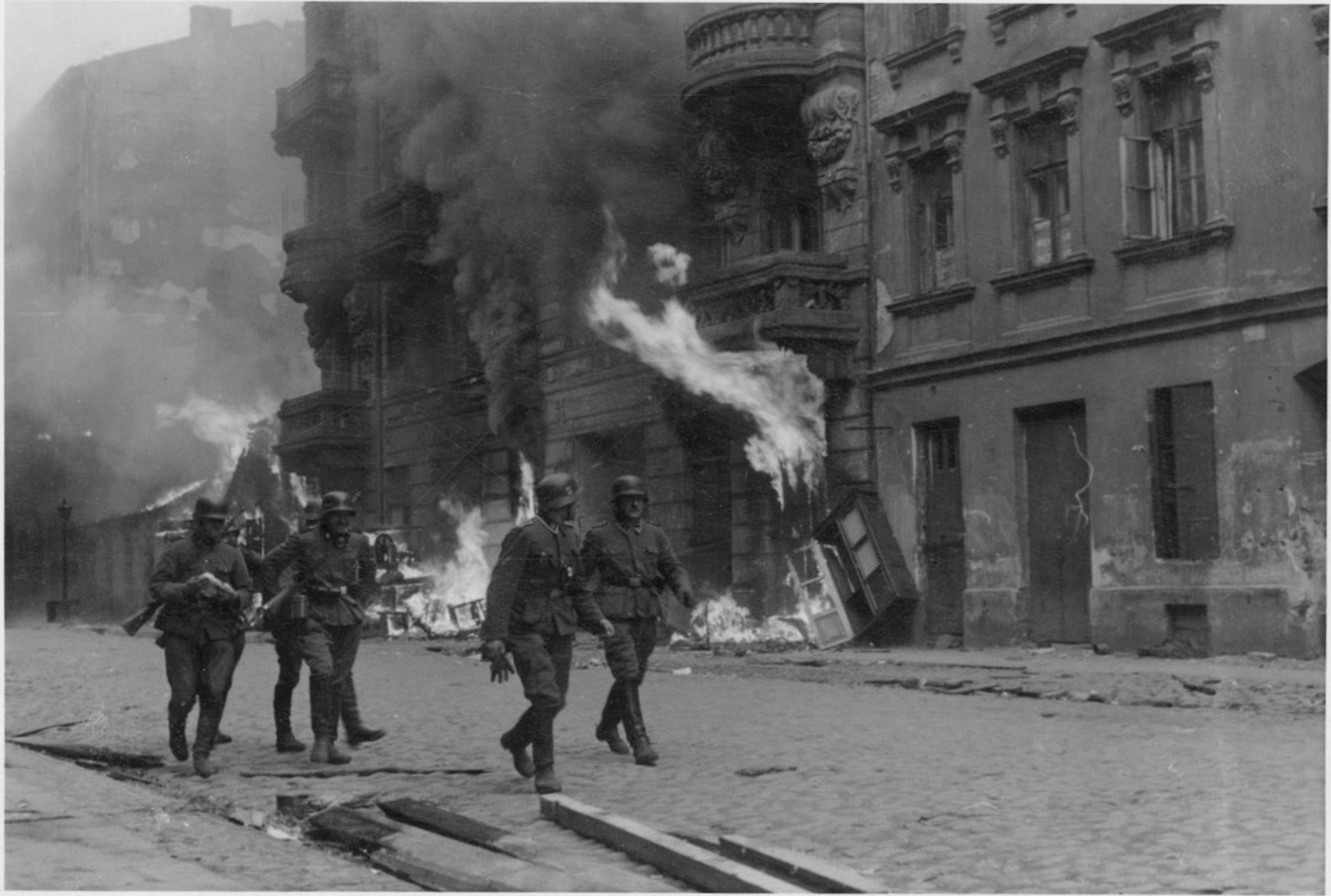
NARA نسخه شماره ۱۳, IPN نسخه شماره ۱۴ جوخه عملیاتی نیروهای وافن اس‌اس در خیابان Nowolipie.
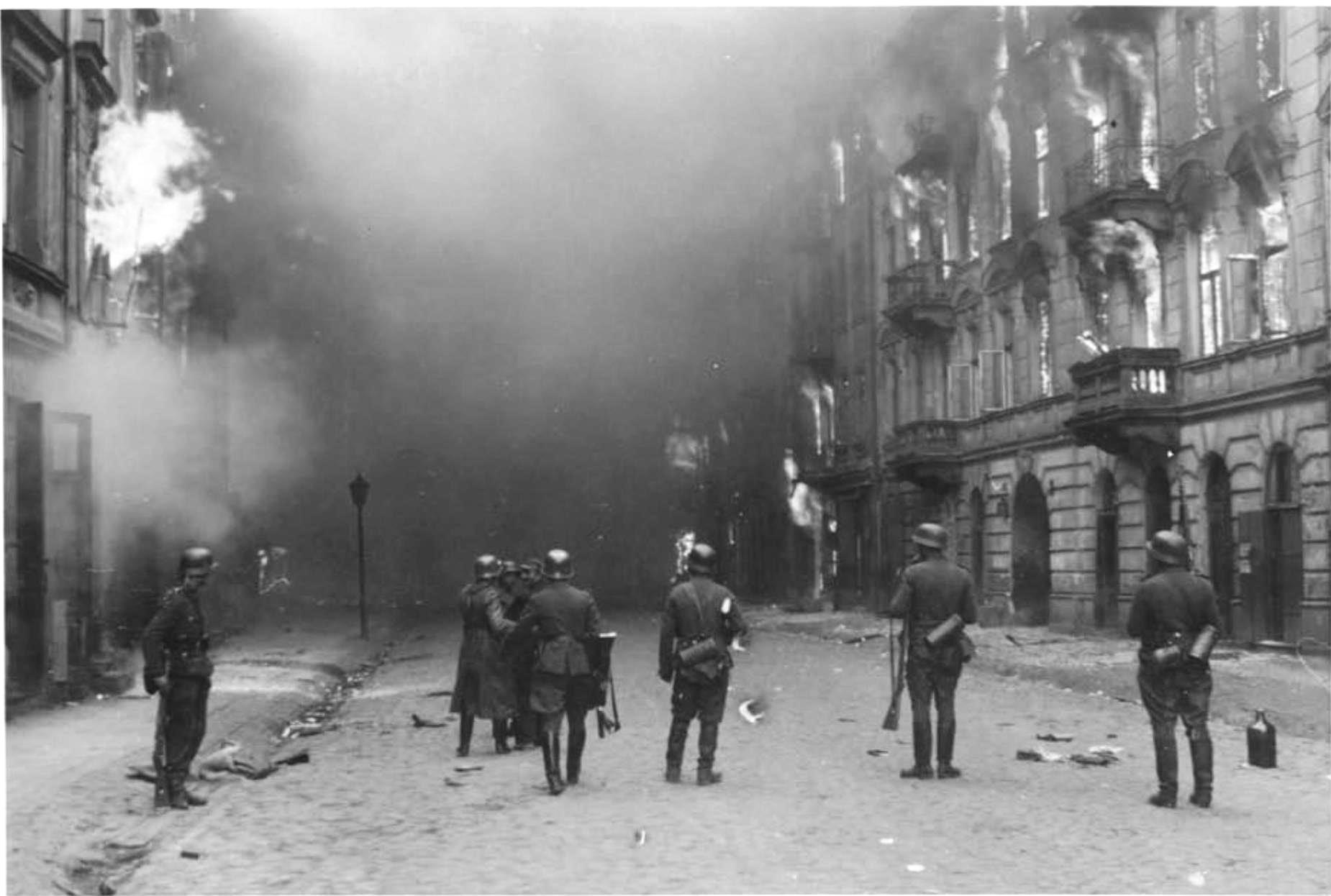
IPN نسخه شماره ۲۲ بیرون کشیدن یهودیان و راهزنان نیروهای وافن اس‌اس در خیابان Nowolipie.
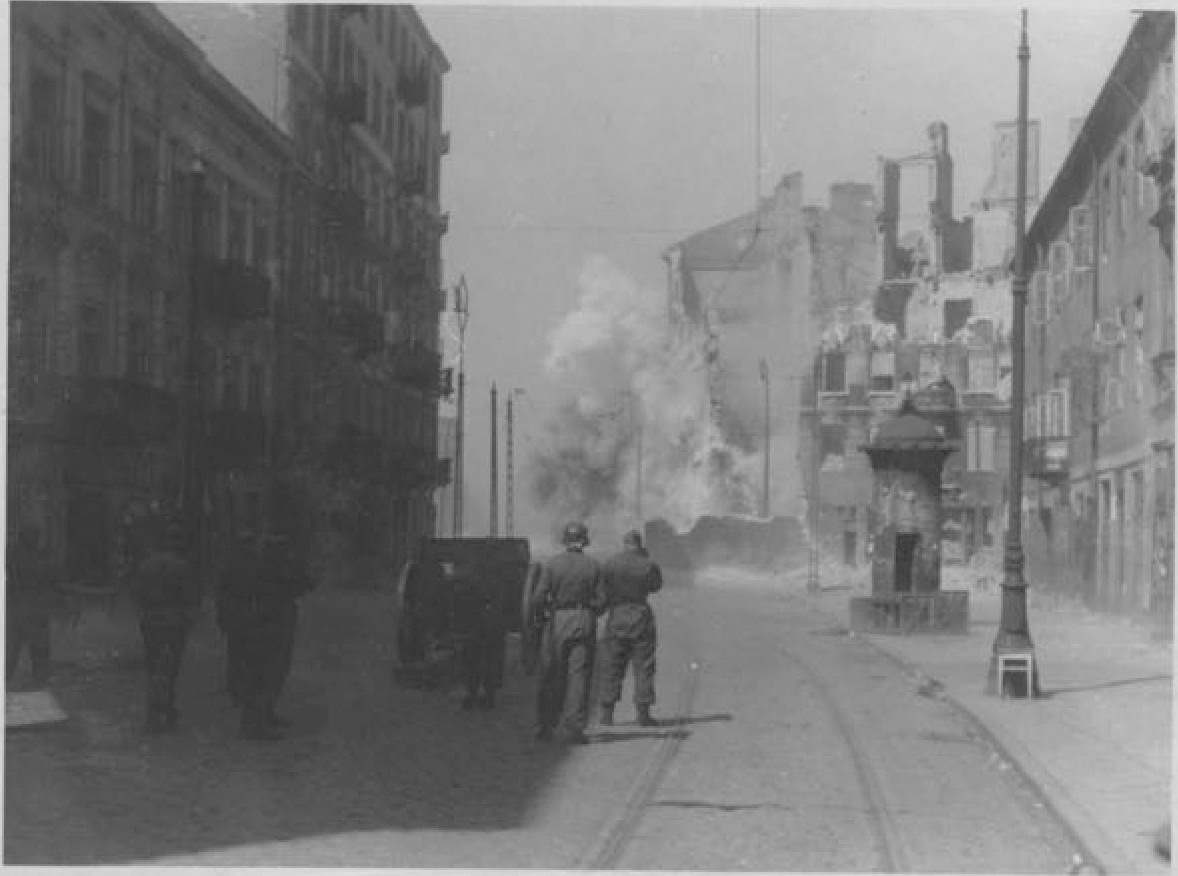
IPN نسخه شماره ۳۶ نبرد علیه گروه مقاومتی توپخانه روی خیابان Zamenhofa در حال شلیک به سوی شمال در ساختمان شماره ۲۰ خیابان Gęsia .
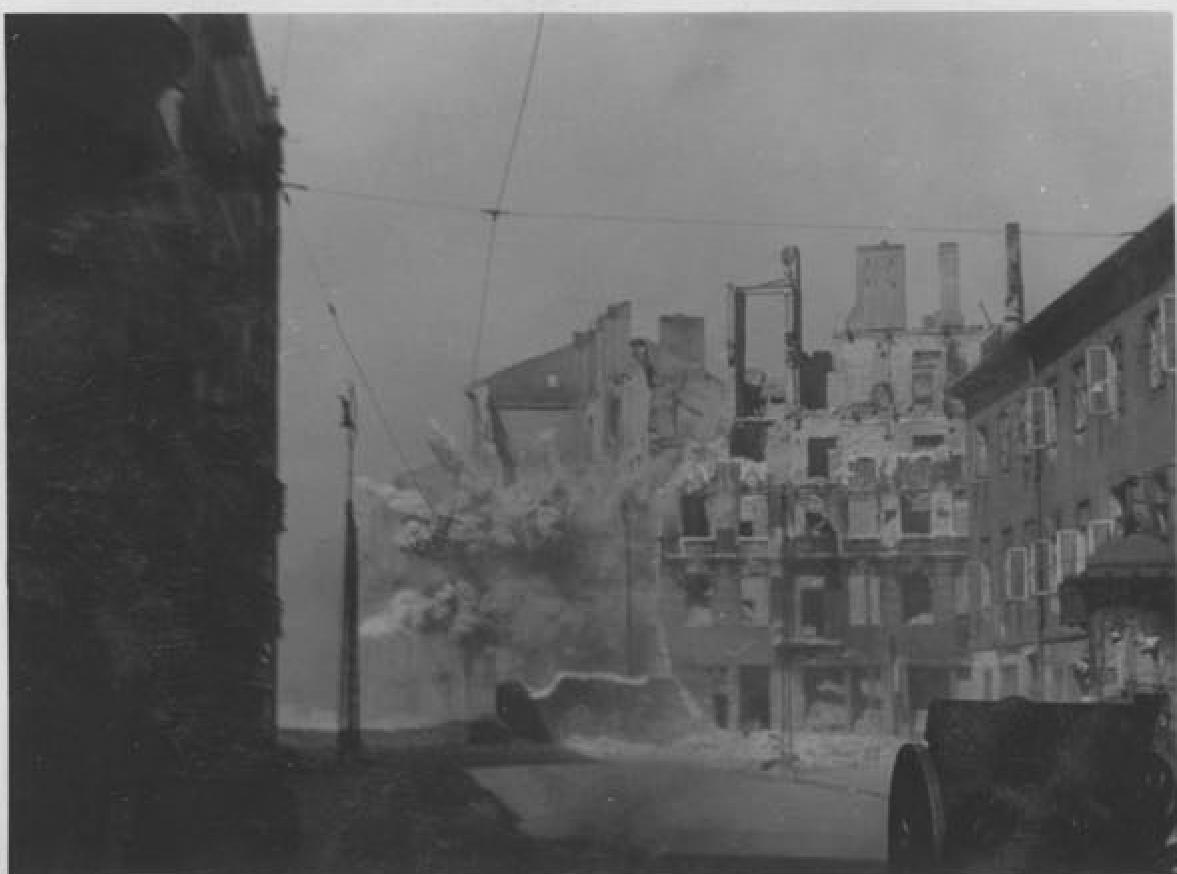
IPN نسخه شماره ۳۷ نبرد علیه گروه مقاومتی توپخانه روی خیابان Zamenhofa در حال شلیک به سوی شمال در ساختمان شماره ۲۰ خیابان Gęsia .
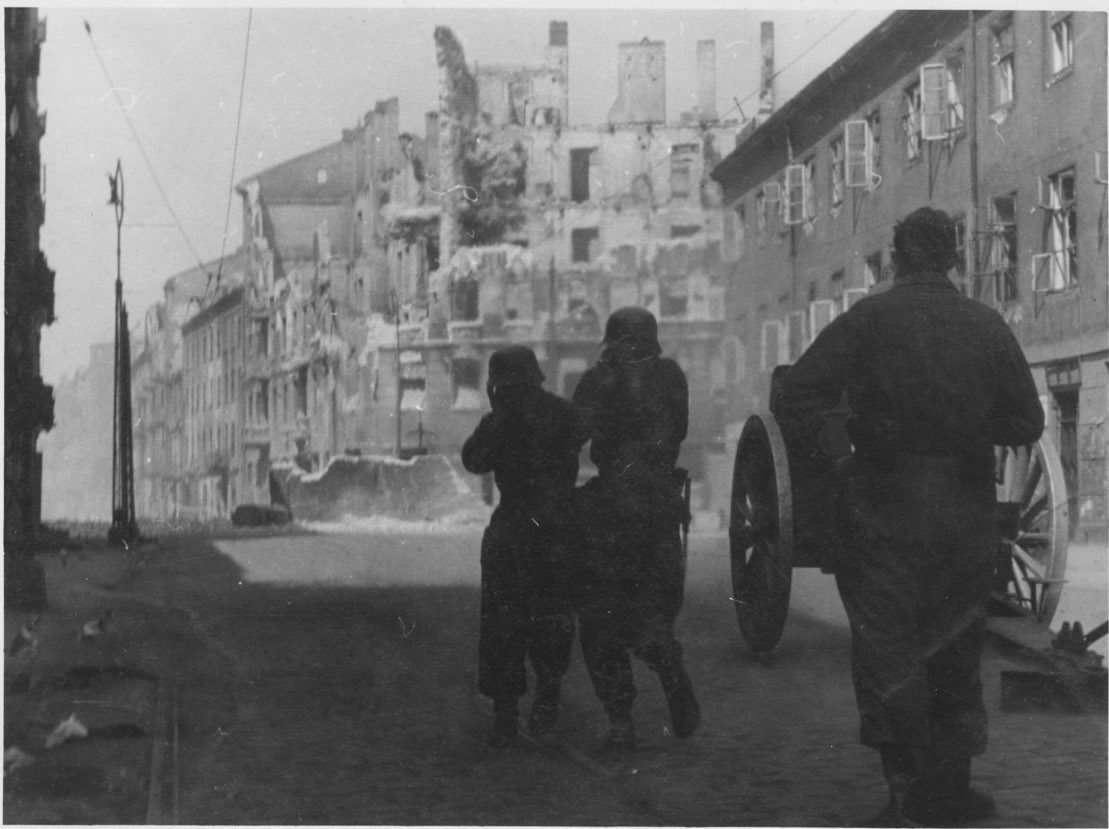
NARA نسخه شماره ۲۷ نابودی محله مسکونی توپخانه روی خیابان Zamenhofa در حال شلیک به سوی شمال در ساختمان شماره ۲۰ خیابان Gęsia .
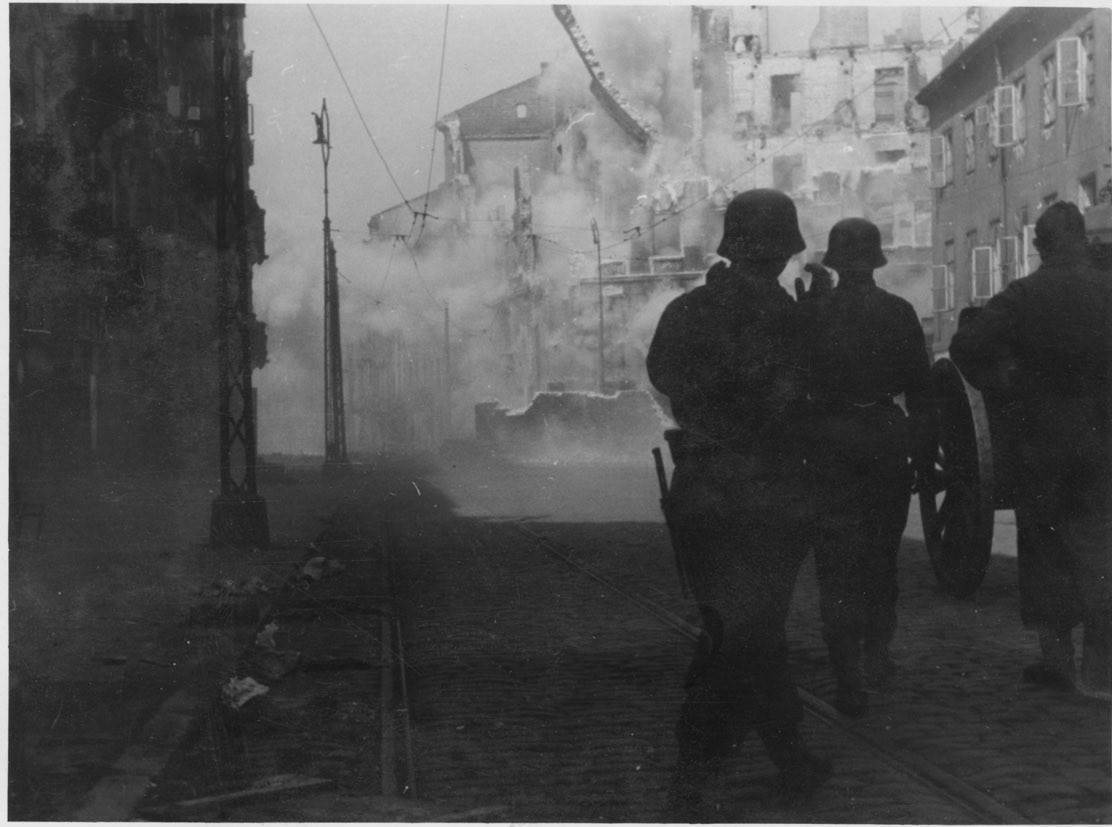
NARA نسخه شماره ۲۷ نابودی محله مسکونی توپخانه روی خیابان Zamenhofa در حال شلیک به سوی شمال در ساختمان شماره ۲۰ خیابان Gęsia .
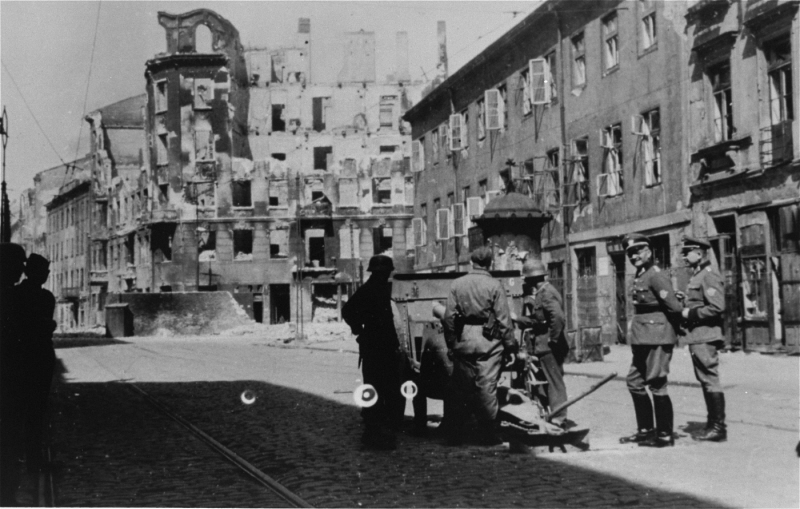
مجموعه اشتروپ توپخانه روی خیابان Zamenhofa در حال شلیک به سوی شمال در ساختمان شماره ۲۰ خیابان Gęsia .
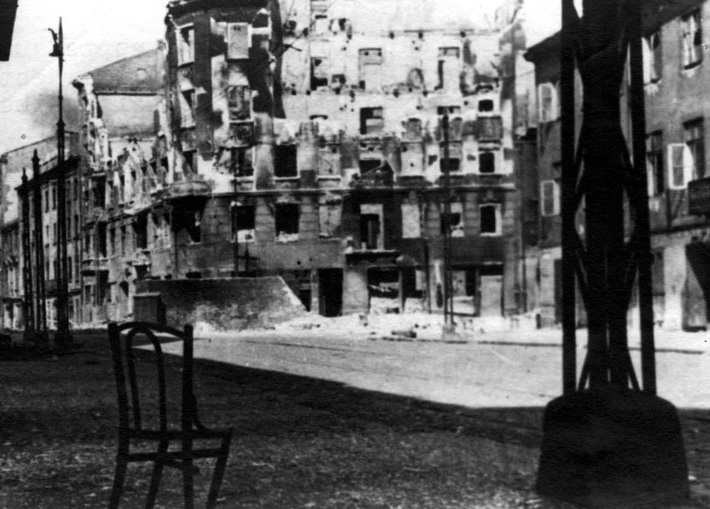
مجموعه اشتروپ توپخانه روی خیابان Zamenhofa در حال شلیک به سوی شمال در ساختمان شماره ۲۰ خیابان Gęsia .
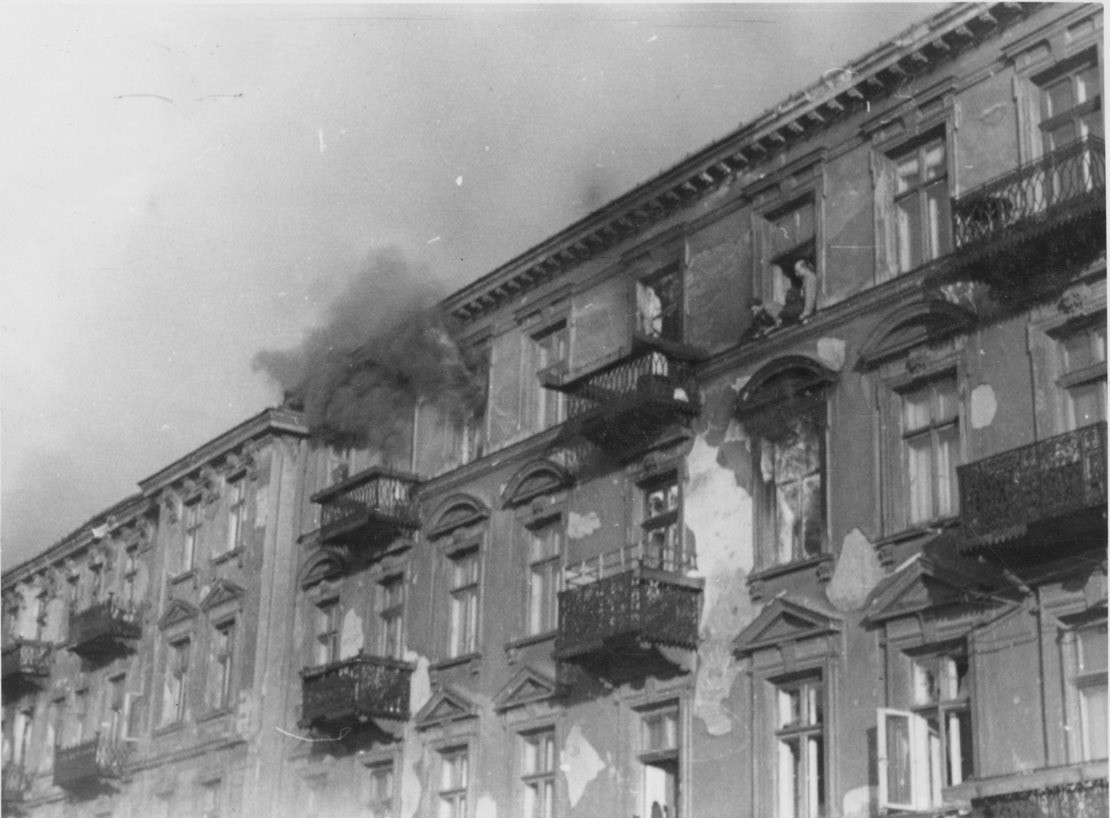
NARA نسخه شماره ۴۰ راهزنان برای دستگیر نشدن به پایین می‌پرند مردان برای جلوگیری از دستگیری آماده پرش از طبقه‌های بالای ساختمان‌های شماره ۲۳ و ۲۵ خیابان Niska می‌شوند. ۲۲ آوریل ۱۹۴۳
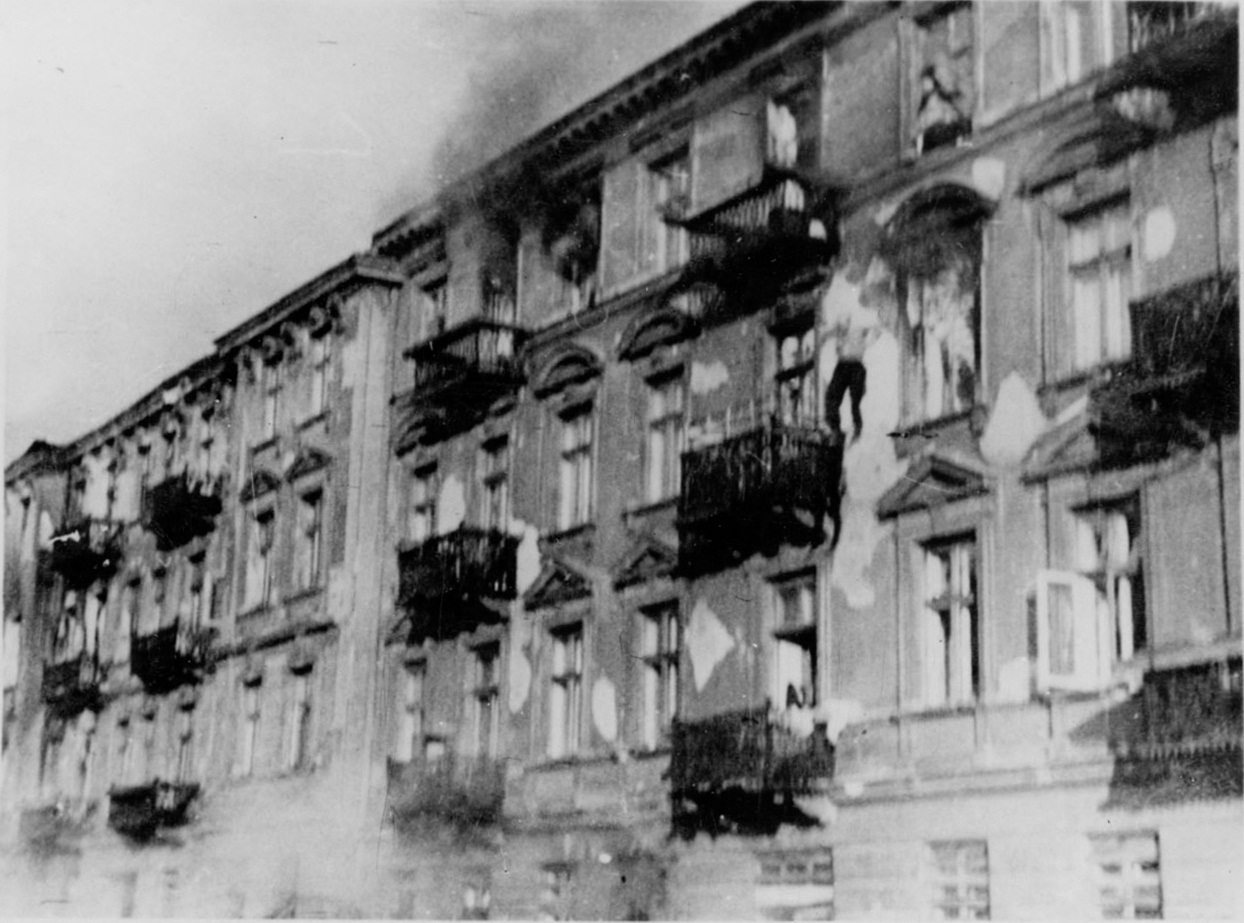
NARA نسخه شماره ۵۳, IPN نسخه #۳۹ راهزنان برای دستگیر نشدن به پایین می‌پرند مردان برای جلوگیری از دستگیری آماده پرش از طبقه‌های بالای ساختمان‌های شماره ۲۳ و ۲۵ خیابان Niska می‌شوند.
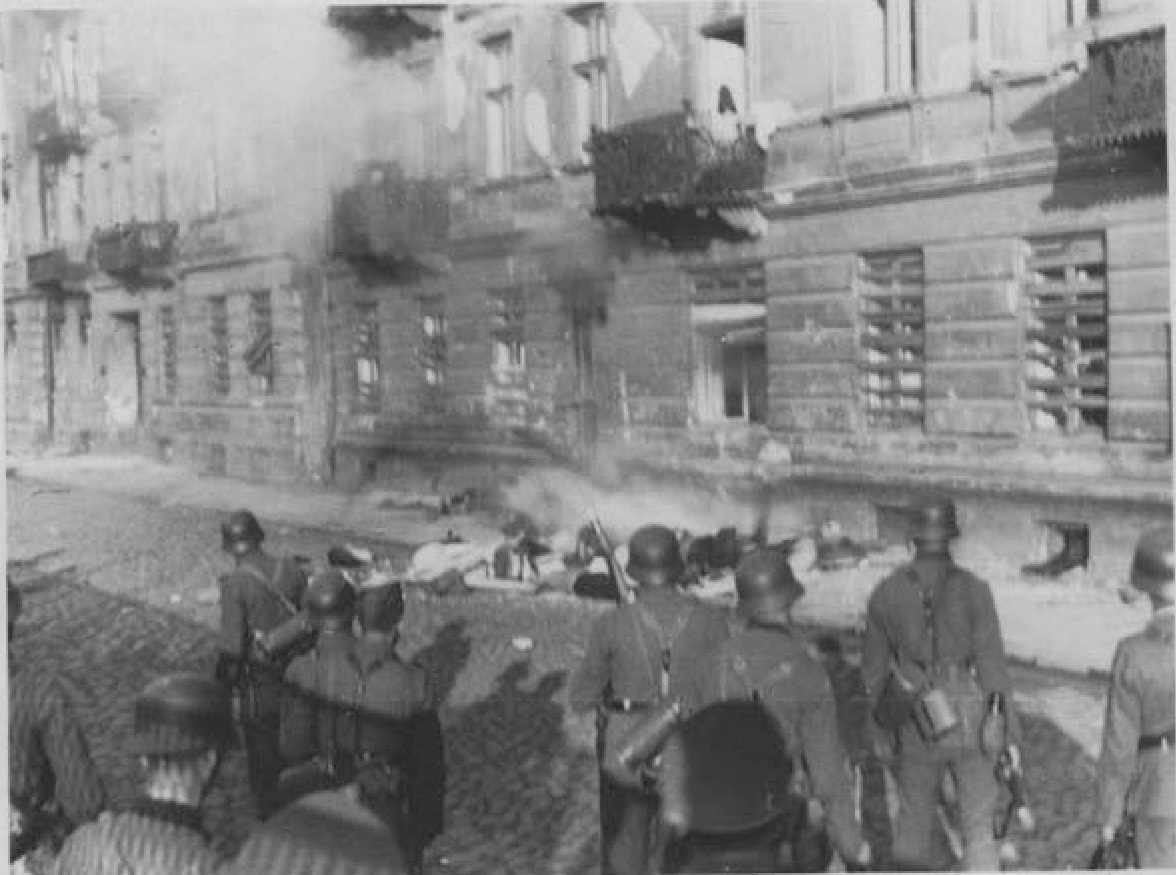
IPN نسخه شماره ۳۸ راهزنانی که پریدند کسانی که با پرش از طبقه‌های بالای ساختمان‌های شماره ۲۳ و ۲۵ خیابان Niska اقدام به خودکشی کردند.
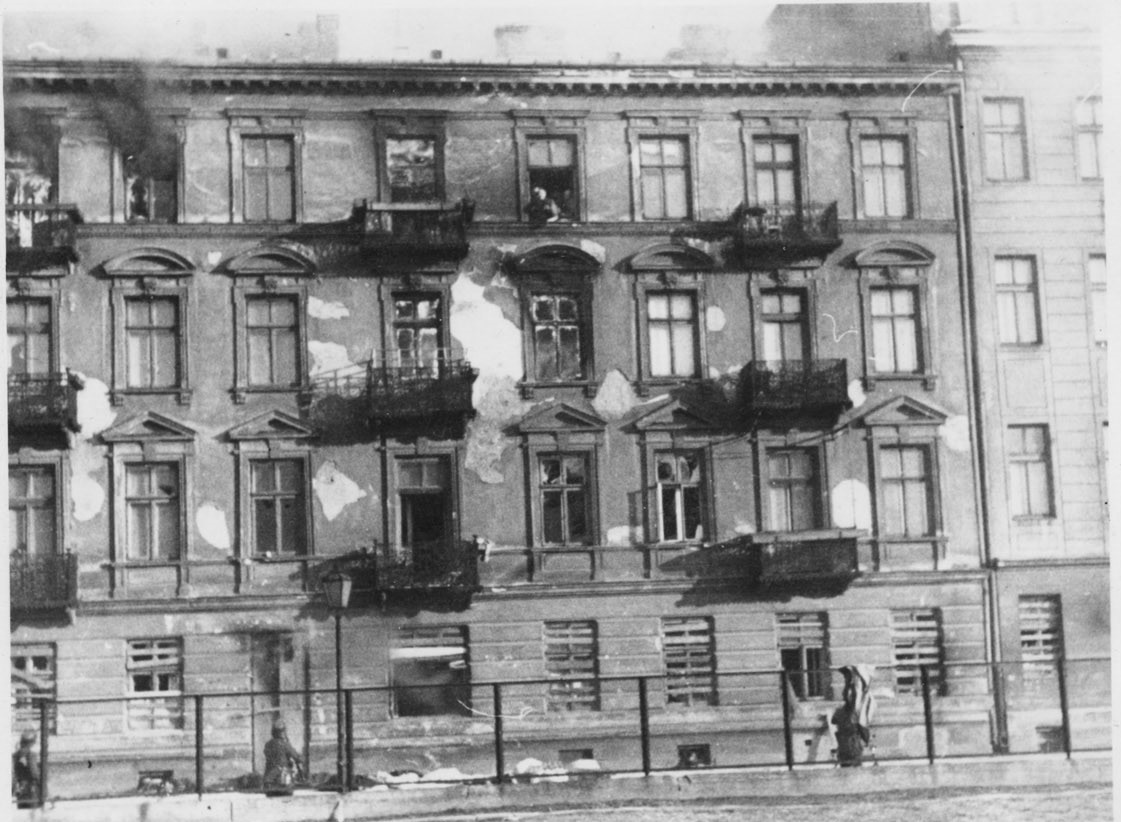
NARA نسخه شماره ۴۰ راهزنانی که پریدند کسانی که با پرش از طبقه‌های بالای ساختمان‌های شماره ۲۳ و ۲۵ خیابان Niska اقدام به خودکشی کردند.
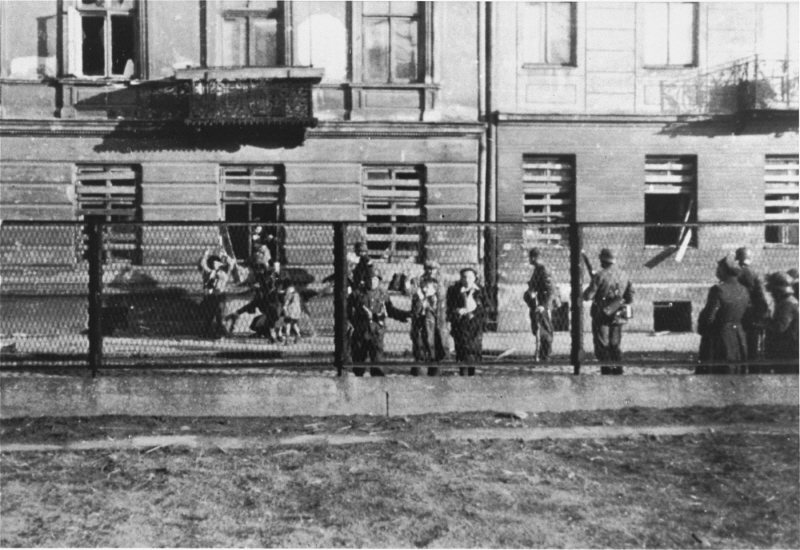
مجموعه اشتروپ- گرفته شده در ۲۵ خیابان Niska
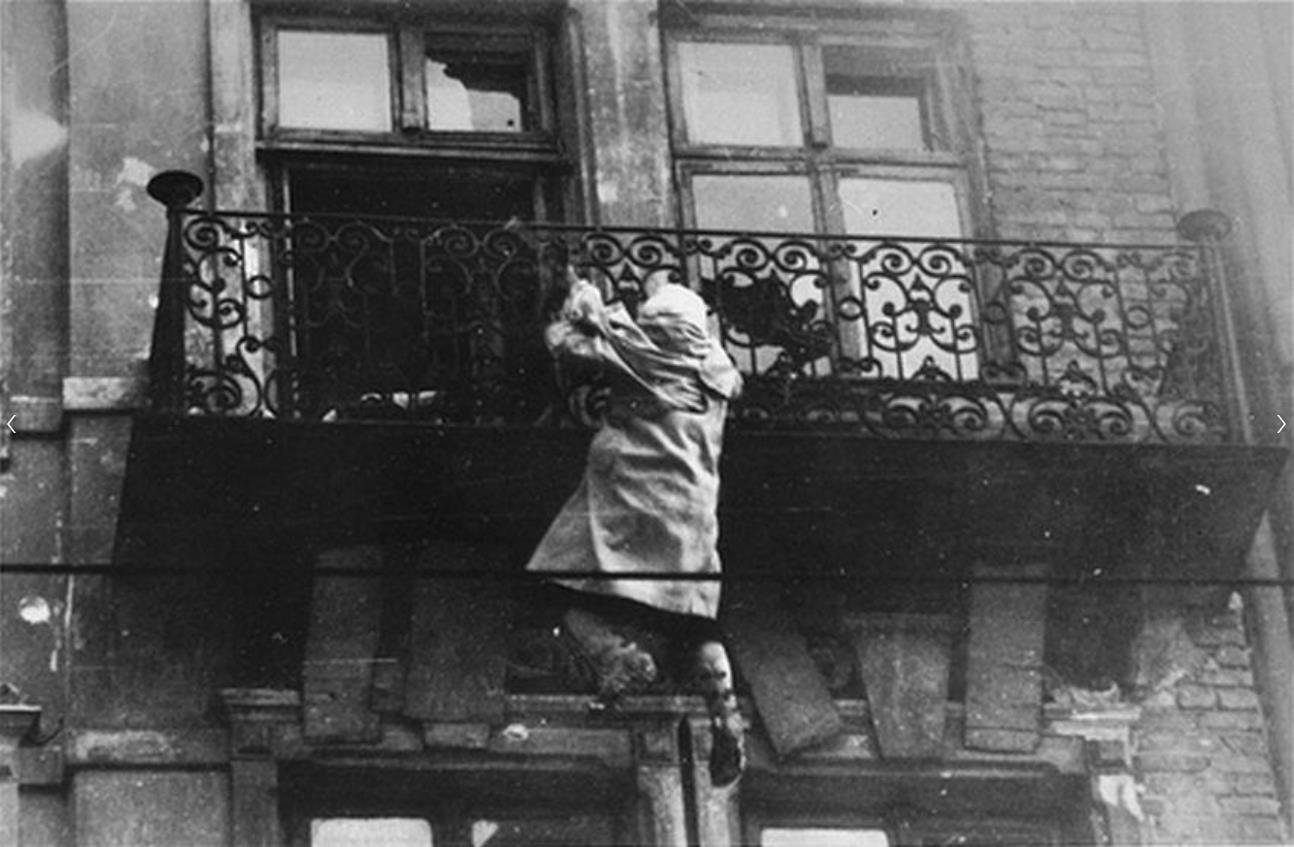
مجموعه اشتروپ- گرفته شده در خیابان Niska